# Privighetoare roșcată
Privighetoarea roșcată (Luscinia megarhynchos), numită adesea pur și simplu privighetoare, este o pasăre migratoare insectivoră din familiile muscicapidelor, de talie mică, de culoare brună pe spate, brun-roșcată pe târtiță și coadă și alb-cenușie pe părțile inferioare, care cântă foarte frumos.
Cuibărește în sudul și centrul Europei și nord-vestul Africii, în sudul Rusiei, în Crimeea și Caucaz, Turcia și Levant, Iran, Kazahstan până în Mongolia și nord-vestul Chinei. Sunt descrise 3 subspecii. În România cuibărește subspecia Luscinia megarhynchos megarhynchos, mai ales în zona colinară a Moldovei, Depresiunea Transilvaniei și în luncile de-a lungul sectorului inferior al Dunării. Populația cuibăritoare din România este estimată la 800.000-1.600.000 de perechi clocitoare, fiind importantă la nivel european. Probabil cuibărește și în Republica Moldova. Este o specie migratoare, majoritatea populațiilor europene iernând în partea de vest a Africii Centrale. În România sosește din Africa în aprilie, toamna migrează în Africa pentru a ierna. Privighetoarea roșcată trăiește în păduri cu mult subarboret, lunci și tufărișuri, în general în ținuturi joase, adesea în apropierea zonelor umede, dar și în zone mai aride cu tufișuri dese. Adesea poate fi întâlnită în habitate antropizate, precum livezi, grădini și parcuri din localități.
Privighetoarea roșcată este o pasăre de talie mică, are o lungime de 16-17 cm și o greutate de 16-39 g. Longevitatea maximă în libertate este de 8 ani și 4 luni. Sexele sunt asemănătoare și nu se pot diferenția după penaj, dar masculul este mai mare decât femela. Pasărea adultă are fruntea, creștetul, ceafa, părțile superioare și aripile viu colorate cu brun. Târtiță, supracaudale și coadă sunt brun-roșcate. Steagurile interne ale remigelor aripilor sunt negricioase. Lorul este cenușiu-deschis până la ocru-cenușiu. Obrazul și regiunea auriculară de culoare vie brună ca și creștetul. Inelul ocular din jurul ochilor ocru-deschis. Sprânceana slab conturată (sau absentă) cenușie. Laturile gâtului cenușii. Părțile inferioare albicioase sau alb-cenușii (mai albe pe bărbie și gâtlej), cu o ușoară nuanță ocru-nisipie pe piept și partea superioară a flancurilor, tectricele subcodale cu o nuanță ocru-ruginie. Ochii brun-închiși sau negri. Ciocul de culoare închisă brun-cornie sau brun-negricioasă, jumătatea bazală și marginile tăioase ale mandibulei mai deschise, rozacee până la cenușiu-rozacee. Picioarele și labele roz-cărnii până la brun-rozacee.
Privighetoarea roșcată este o pasăre secretoasă, mai des auzită decât văzută. Cântecul masculului este extrem de variat, frumos și plăcut la auz, greu de redat în cuvinte, inconfundabil cu cel al altor păsări. Frazele cântecului încep adesea cu 3-4 note ascendente, "ciuuu ciuuu ciuuu", "piuuu piuuu piuuu" sau "lu lu luu luu lii", interpretate cu o intensitate crescândă în crescendo, urmate de o serie de triluri bogat nuanțate și fluierături flautine (unele semănând cu un tir de mitralieră), care durează 2-4 secunde, și se termină cu o fioritură sau o notă ascuțită bruscă asemănătoare cu o pocnitură de bici, înainte de o pauză tot de 2-4 secunde și care apoi sunt reluate din nou. O singură pasăre poate avea un repertoriu de peste 250 de fraze și poate emite peste 400 fraze pe oră, fiecare serie de fraze diferă fie prin introducere, fie prin ordinea prin care se succed. Cântecul poate fi auzit atât ziua (mai ales în orele dimineții), dar și toată noaptea, primăvara și la începutul verii. Privighetoarea roșcată este un cântăreț meșteșugit, fiind una dintre cele mai bune și mai renumite pasări cântătoare. Numai cântecul filomelei (privighetoarei de zăvoi) este atât de frumos ca cel al privighetoarei roșcate, nici un cântec al vreunei alte păsări nu poate să ajungă cântecul acestor 2 specii de păsări, cântecul lor fiind considerat fără egal de mulți, și proslăvit în poezie și proză. Marele Beethoven a încercat în «Simfonia pastorală» să redeie și cântecul privighetoarei, cele câteva note, ce se îngână într-o măsură din ce în ce mai repede, în triluri înalte, dau în ansamblul orchestrei gingășia cântecului privighetorii, dar sunt departe de a reproduce variația, intonarea și mai ales căldura care face să tremure liniștea naturii. În popor se zice "privighetoarea nu e frumoasă, dar cântecul îi este din rai".
Hrana este formată mai ales din larve și adulți de insecte, uneori râme, păianjeni, melci și semințe și diferite fructe sub formă de boabe. Se hrănește atât de pe sol, cât și în stratul de frunziș. Se numără printre cele mai folositoare păsări, consumând cantități mari de insecte dăunătoare. Este o specie monogamă. Își instalează cuibul pe sol, sau la o mică înălțime la maximum 30 cm de la sol, între ierburi înalte, sub tufe sau pe aglomerări de ramuri căzute la pământ în putrezire, fiind foarte bine camuflat. Cuibul cu aspect voluminos, sub forma unei străchini, este construit de către femelă din diverse graminee uscate, frunze, resturi vegetale din jur și căptușit în interior cu vegetație fină și păr de animale. Depunerea pontei care are loc frecvent în a doua decadă a lunii mai. Ponta este formată de obicei din 4-6 ouă, clocite numai de femelă timp de 13-14 zile. Puii sunt nidicoli, acoperiți cu puf abundent pe cap și spate. După eclozare, puii rămân în cuib 11-12 zile, până ating vârsta de zbor, în tot acest timp fiind hrăniți intens de către ambii părinți.

## Denumirea
Denumirea latină Luscinia  a genului a fost dată în 1817 de naturalistul britanic Thomas Ignatius Maria Forster și provine din cuvântul latin luscinia = privighetoare sau cântăreață glorioasă, derivat din cluere = a fi faimos și canere  = a cânta. Denumirea latină a speciei megarhynchos a fost dată de ornitologul german Christian Ludwig Brehm în 1831 și provine din cuvintele grecești megas (μεγας) = mare și rhunkhos (ῥυγχος) = cioc, nas (cu referire la lungimea mai mare a ciocului decât la speciile asemănătoare).
Denumirea română a genului "priveghetoare" derivă din "a priveghea"  (= a sta treaz, a nu dormi) și arată că această pasăre cântă noaptea. Denumirea română a speciei "roșcată" indică că este brun-roșcată pe târtiță, supracaudale și coadă. Alte denumiri ale acestei specii folosite în limba română după Dombrowski și Linția sunt priveghetoare, privighetoare, priveghetoare roșie, priveghitoare mică, berbiliu.

## Subspecii și arealul

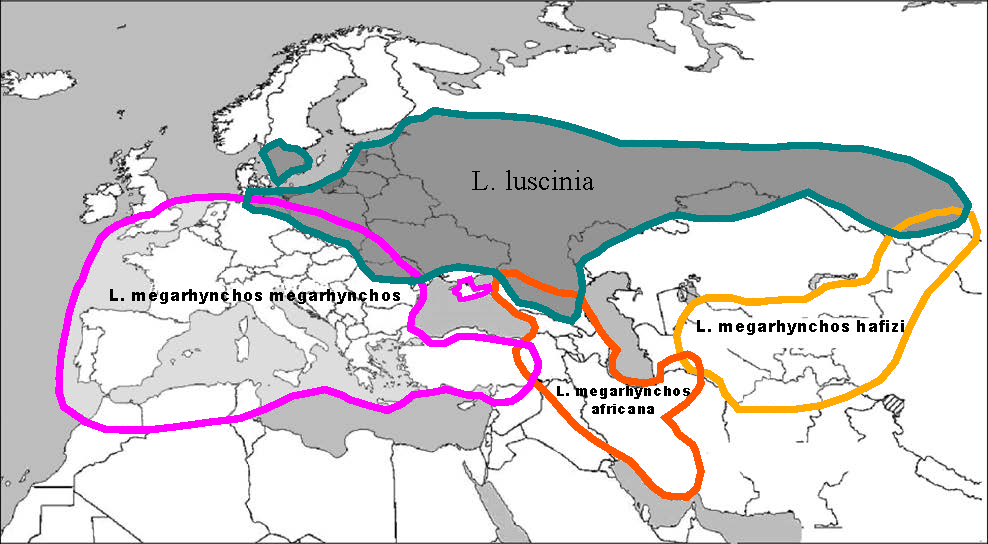
Arealul priveghetoarei roșcată (L. megarhynchos) și priveghetoarei de zăvoi (L. luscinia). Este schițat arealul de reproducere a celor 3 subspecii a privighetorii roșcate: Luscinia megarhynchos megarhynchos, Luscinia megarhynchos africana și Luscinia megarhynchos golzii.

Sunt recunoscute trei subspecii (megarhynchos, africana și golzii), dar variația dintre ele este destul de mică. Cea mai estică subspecie era numită mai înainte hafizi, dar numele de golzii s-a dovedit a avea prioritate. Subspeciile propuse corsa, luscinioides, caligiformes, tauridae și baehrmanni sunt incluse în subspecia nominată megarhynchos.
- Luscinia megarhynchos megarhynchos C. L. Brehm, 1831 - subspecia nominată (Privighetoarea roșcată europeană). Cuibărește în vestul, centrul și sudul Europei (la est până în centrul Turciei și Levant) și  nord-vestul Africii. În Europa cuibărește la nord până în sud-centrul și sud-estul Angliei, sudul Danemarcii, nordul Germaniei, vestul și centrul Poloniei,  la sud cuibărește în Franța, Portugalia, Spania (cu excepția extremului costier nord-vestic și nordic), Italia, Balcani. Este absentă în zone întinse din Alpi în sud-estul Franței, nordul Italiei, sudul Germaniei și vestul și centrul Austriei. La est cuibărește până în până în Grecia, Bulgaria, România, probabil și în sudul Republicii Moldova și posibil în centrul și sudul Ucrainei (inclusiv în sud-estul Crimeii și Peninsula Taman, unde probabil intergradează cu subspecia africana),[12] dar în prezent este limitată la sud-vestul și sudul Crimeii, regiunea precarpatică și transcarpatică și zonele limitrofe Deltei Dunării din Regiunea Odesa.[21] Cuibărește și în vestul și nord-centrul Turciei (unde intergradează cu subspecia africana). Cuibărește de asemenea în cele mai mari insule mediteraneene, la est până în Creta și Cipru (Munții Troodos). În nord-vestul Africii cuibărește din nordul Marocului (spre sud până la poalele Atlasului Înalt), nordul Algeriei (în zonele costiere, la sud până în nordul Atlasului și Munții Aurès) și nordul Tunisiei (din Kroumirie până la Capul Bon și la sud până aproape de Jebel Ousselat).[12][22][23]

Iernează în Africa subsahariană (la sud de Sahara) din sud-vestul Mauritaniei (un număr mic lângă Nouakchott și de-a lungul râului Senegal), Senegal, sud-vestul Maliului, sudul Burkina Faso până în centrul și sudul Ghanei (dar absentă din regiuni întinse din sud-vest), centrul și sudul Nigeriei și sud-centrul Camerunului (dar absentă sau rară în timpul migrației în nordul extrem al Camerunului) până în Republica Centrafricană, nordul Republicii Democrate Congo, Sudanul de Sud, nordul Ugandei (înainte de anii 1970 era mai numeroasă și larg răspândită) și vestul Etiopiei.
În România privighetoarea roșcată cuibărește în toată țara, mai ales în regiunile de șes ale țării. Prezența ei extracarpatică este mult mai evidentă, cu toate că s-a întâlnit și în pădurile de foioase din Carpați și Podișul Transilvaniei. În România specia este mai frecventă în zona colinară a Moldovei, Depresiunea Transilvaniei și în luncile de-a lungul sectorului inferior al Dunării.
Cu toate că în multe lucrări științifice, dar și pe lista IUCN și BirdLife International, este menționat că privighetoarea roșcată cuibărește în Republica Moldova, ea nu a fost găsită pe teritoriul republicii nici în trecut de Averin și Ganea, nici în prezent de specialiștii de la Societatea Pentru Protecția Păsărilor și a Naturii (SPPN) din Republica Moldova. Probabil cuibărește în sudul Republicii Moldova. Au existat câteva semnalări a ei în Republica Moldova, de ex. Jonathan Hecke a observat 2 exemplare pe 10 iunie 2017 la Ghidighici, dar aceste observații nu au fost confirmate ulterior.  Vitalie Ajder, președintele SPPN,  susține că această specie nu a fost niciodată întâlnită în Republica Moldova și că toate aceste observații sunt de fapt o privighetoare de zăvoi, cu care privighetoarea roșcată este adesea confundată.
- Luscinia megarhynchos africana (G. A. Fischer & Reichenow, 1884) (privighetoarea roșcată iraniană). Cuibărește în zona Caucazului și estul Turciei, la est până în nordul și sud-vestul Iranului; iernează în nord-estul și estul Africii. Denumirea latină africana este nereușită, deoarece nu reflectă arealul de cuibărit a păsării.[13] În Turcia cuibărește în centrul, nordul și nord-estul țării (unde intergradează cu subspecia nominată megarhynchos, probabil intergradează și păsările din Crimeea din sudul Ucrainei). În Caucaz cuibărește în Georgia, Armenia și Azerbaidjan, spre nord până în sudul extrem al Rusiei (până în bazinul râului Eia din Krasnodar, marginea nordică a podișului Stavropolului și vale râului Kuma și poate intergrada cu subspecia nominată megarhynchos).[12][29] Mai la sud cuibărește în nord-vestul Iranului, în munții Elburz (spre sud până în Khuzistan) și în Munții Zagros din vest-centrul și sudul Iranului. La est cuibărește până în Kopet Dag din sud-vestul Turkmenistanului și centrul și nordul Afganistanului (la est până la Badahșan). Cuibărește de asemenea în Liban (a început să cuibărească în 1996), nord-vestul Siriei, nordul Israelului si vestul extrem al Iordaniei (de-a lungul râului Iordan),[12] și probabil această subspecie sau golzii în nordul, estul și centrul Irakului.[30][22][23]

Iernează în estul Africii din estul Sudanului și vest-centrul Etiopiei până în sudul Somaliei, centrul și estul Keniei și nord-estul Tanzaniei.
- Luscinia megarhynchos golzii Cabanis, 1873 (Luscinia megarhynchos hafizi Severtsov, 1873) - cuibărește în estul Iranului și Asia Centrală, la est până în Kazahstan, sud-vestul Mongoliei, nord-vestul Chinei (nordul regiunii autonome Xinjiang) și Afganistan; iernează în estul Africii.[13] Cuibărește la est de subspecia africana în estul Iranului (Khorasan, Kerman și Belucistan) până în estul Turkmenistanului, Uzbekistan, Tadjikistan, Kârgâzstan, centrul și estul Kazahstanului (la nord până în podișul Mugodjar, nordul regiunii Kustanai, la est până în vestul și sudul munților Altai și în jurul lacului Markakol; în sud este absentă din cele mai multe regiuni colinare premontane din nordul și centrul Tian-Șanului, dar prezentă lângă râul Ili), la est până în nordul regiunii autonome Xinjiang, nord-vestul Chinei (estul Tian-Șanului și sud-estul Altaiului) și sudul extrem al Rusiei/Siberiei (cursul superior al Irtîșului Negru și râul Urungu) până în vestul și sud-vestul Mongoliei (Altaiul Mongol din provincia Hovd).[12][29][22][23]

Iernează în estul Africii din estul Sudanului până în centrul Etiopiei, sudul Somaliei, estul și sud-estul Keniei și nord-estul Tanzaniei; a fost înregistrată o singură dată iarna în Kampala, Uganda.

## Descrierea (subspecia megarhynchos)

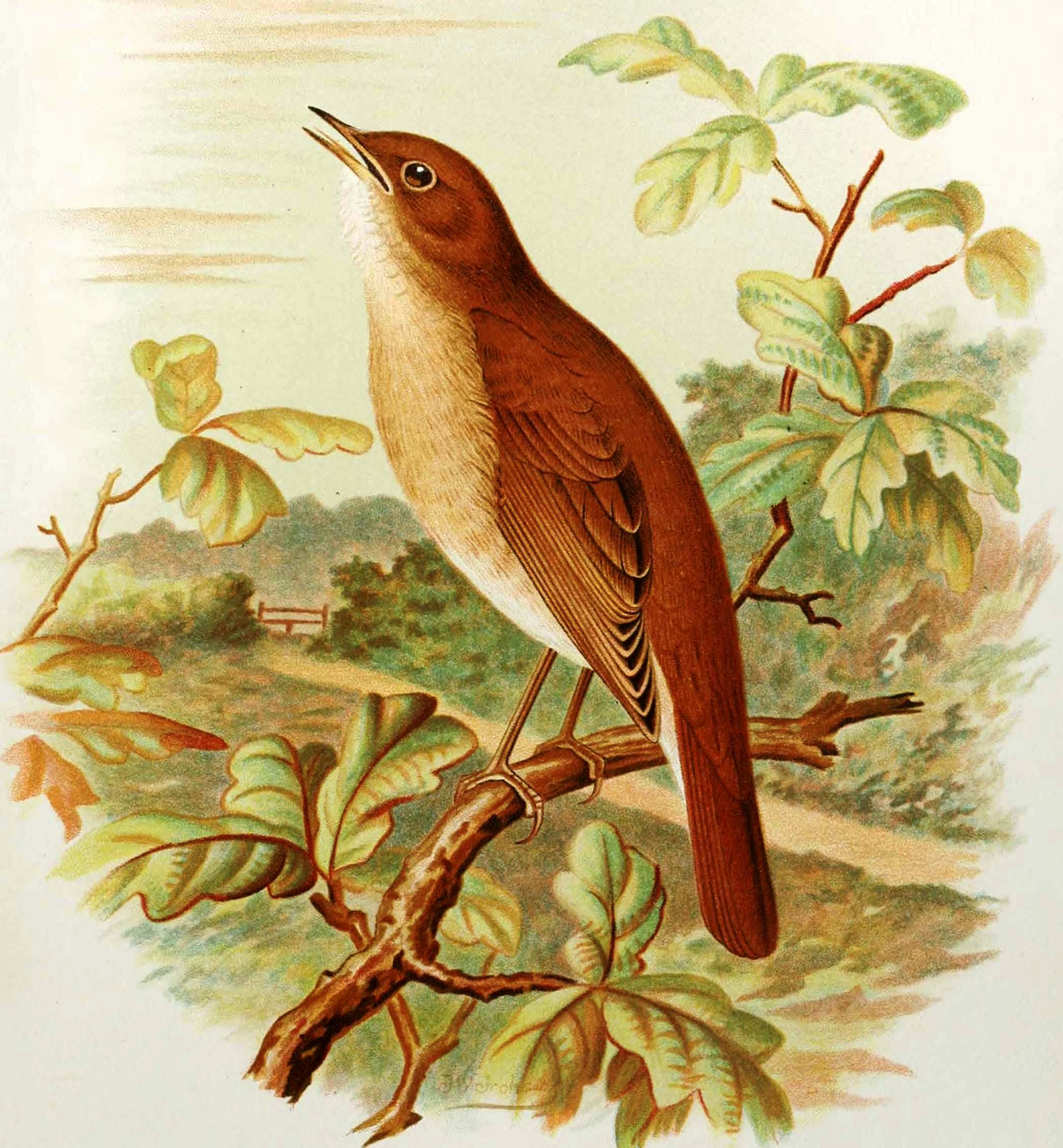
Privighetoarea roșcată după Arthur G. Butler.

Privighetoarea roșcată este o pasăre cântătoare saxicolină (Saxicolinae) de talie mijlocie, înrudită cu măcăleandrul (Erithacus rubecula), grațioasă, cu o ținută vigilentă, destul de verticală, penaj destul de uniform colorat, care stă pitită (ascunsă) în vegetație. Are o culoare modestă, destul de uniformă, brun-roșcată deasupra, cu o nuanță mai vie brun-roșcată pe coadă și târtiță; de dedesubt are o culoare generală ștearsă albicioasă cu o nuanță cenușie sau cenușiu-brunie pe laturile gâtlejului, piept și de-a lungul flancurilor, gâtlejul și regiunea anală mai deschise, albicioase; inelul ocular din jurul ochilor de culoare deschisă accentuează expresia blândă a feței. Are o lungime de 15-17 cm  (în medie 16,5 cm) și o greutate de 16-39 g, anvergura aripii 23-26 cm. Este cu 15% mai mare decât măcăleandrul, are capul proporțional mai mic și coada mai lungă, ceea ce asigură un aspect mai echilibrat, care amintește de un sturz (Turdus) mic. Sexele sunt asemănătoare și nu se pot diferenția după penaj, dar masculul este mai mare decât femela.
Adultul subspeciei nominate megarhynchos are deasupra o culoare uniformă brună moderată până la vie, marginile penelor aripii, târtița și coada de culoare mai vie brun-roșcată, fața în cea mai mare parte este uniform brună, ochiul mare de culoare închisă, înconjurat de un inel ocular destul de distinct de culoare deschisă, deasupra ochiului o sprânceană slab conturată. Părțile inferioare sunt albicioase, cu o nuanță ușoară ocru-brunie deschisă pe piept și flancuri.
Adultul în penajul proaspăt (toamna) are fruntea, creștetul, ceafa și părțile superioare în întregime de culoare brun-profundă, de obicei cu o nuanță roșcată, care variază într-o măsură oarecare: la unele păsări părțile superioare sunt brun-închise cu o ușoară nuanță cenușie, la altele, au o culoare mai vie brun-roșcată (castanie) sau brun-măsliniu închisă. Târtița (mai ales partea inferioară a târtiței) și supracaudalele de obicei au o culoare mai vie brun-roșcat (castanie) închisă, dar uneori sunt puțin mai roșcate decât restul părților superioare. Coada este complet brun-roșcată (brun-castanie) intens, mai ales pe rectricele laterale, perechea centrală a rectricelor uneori cu o nuanță brun-negricioasă pe centru și vârf.

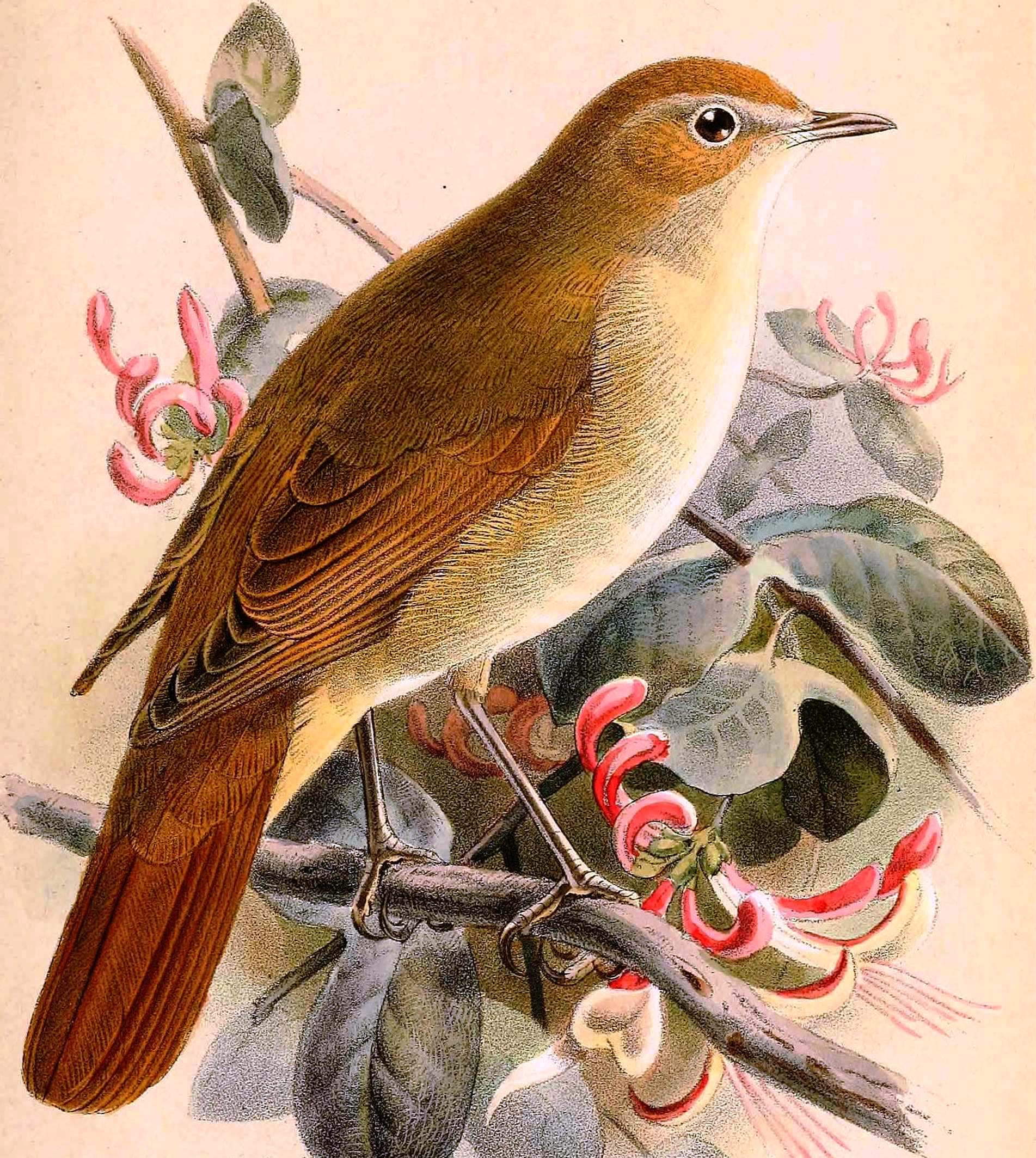
Privighetoarea roșcată după Lord Lilford.

Fața are o culoare închisă reliefată numai de lor (lorum) și inelul ocular. Extinderea brunului peste obraji accentuează forma rotunjită a capului. Lorul și partea superioară a obrazului sunt cenușiu-deschise sau alb-gălbui sau ocru-albicioase sau ocru-cenușii, pătate fin cu cenușiu-închis; la unele păsări sunt contrastant mai deschise decât fruntea, la altele mai puțin. În jurul ochiului mare și negru se află un inel ocular îngust, vag, de culoare ocru-deschisă, format din pene ocru-albicioase, uneori este indistinct. Regiunea auriculară brun-închisă sau brun-roșcată, ca și creștetul și părțile superioare, dar de obicei ușor mai deschisă, și ușor striată cu ocru-deschis; regiunea auriculară este mărginită deasupra și din spate de o dungă spălăcită uniformă sur-cenușie sau brun-cenușie. Deasupra ochiului, lorului și regiunii auriculare, uneori se află o sprânceană indistinctă, slab conturată și fragmentată, de culoare cenușie; adesea sprânceana este absentă.
Părțile inferioare sunt greu de descris și au o culoare generală ștearsă albicioasă sau alb-murdară sau alb-gălbuie, cu o ușoară nuanță întunecată cenușie sau brună sau ocru-cenușie sau ocru-nisipie pe laturile gâtlejului, piept și de-a lungul flancurilor. Partea inferioară a obrazului, laturile gâtului, partea superioară a pieptului și laturile pieptului cenușiu-brunii deschise, uneori cu o ușoară nuanță ocru (brun-gălbuie). Pieptul are de regulă o nuanță uniformă cenușiu-brunie, fără pete sau vermiculații (însă foarte rar pot exista ușoare neuniformități). Bărbia și gâtlejul (gușa) au o culoare albă spălăcită sau alb-murdară, laturile gâtlejului brun-deschise (doar rareori un indiciu a unei dungi mai întunecate pe fiecare latură a gâtlejului). Abdomenul și regiunea anală alb-murdare, alb-gălbui sau alb-cenușii. Flancurile brun-cenușii sau brun-măslinii deschise. Subcodalele sunt nepătate și au o culoare uniformă mai vie ocru-brun-gălbuie sau ocru-gălbuie sau ocru-rozie (ocru-roșcată sau ocru-ruginie), rareori alb-gălbuie; culoarea subcodalelor este adesea mai vădită când își ridică coada.

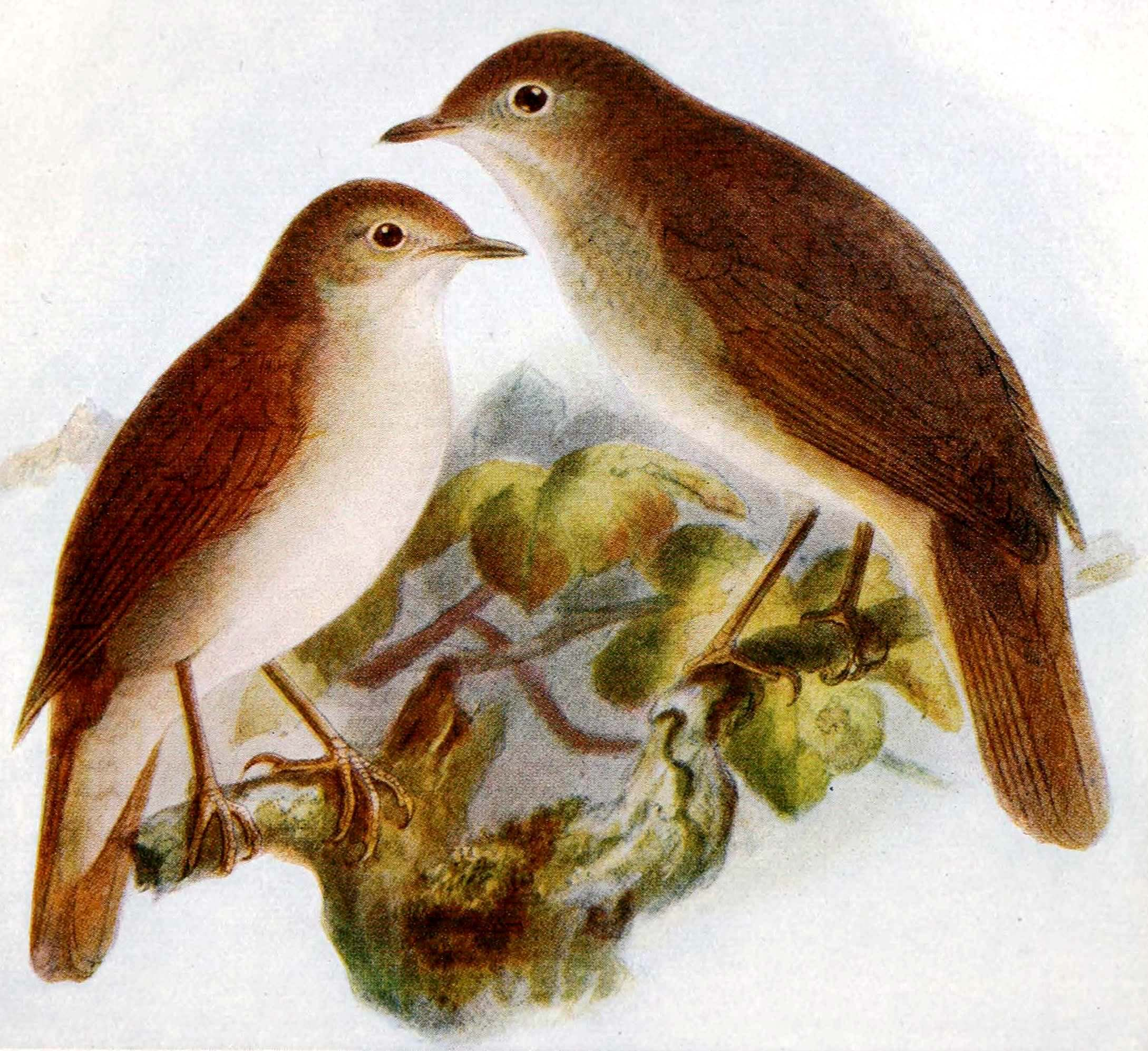
Privighetoarea roșcată după Lewis Bonhote.

Remigele aripilor cenușiu-negricioase, steagurile externe tivite pe margini cu brun-castaniu sau brun-roșcat (mai lat lângă bază), steagurile interne ale remigelor aripilor, inclusiv ale remigelor terțiare, sunt tivite pe margini cu cenușiu-închis sau cenușiu-roziu, mai ales pe bază și porțiunea mijlocie. Remigele terțiare și tectricele supraalare primare intens brune sau brun-negricioase cu margini brun-roșcate. Centrele remigelor terțiare, vârfurile remigelor primare brun-închise. Tectricele supraalare mici, mijlocii și mari brune, ca și părțile superioare; marginile vârfurilor tectricelor au o culoare mai deschise brun-roșcată sau brun-măslinie. Tectricele subalare și axilare ocru (brun-gălbui) sau ocru-crem sau ocru-albicioase. Cele mai lungi tectrice, tectricele supraalare primare și tectricele mici de-a lungul marginii anterioare a aripii au mai mult cenușiu la baze (mai ales când sunt uzate).
Părțile golașe (fără pene). Irisul brun-închis sau negru. Ciocul brun-închis sau brun-negricios sau brun-corniu, marginile tăioase, baza și porțiune mijlocie a mandibulei inferioare mai deschise: brun-cărnii sau cenușiu-cărnii sau livid-cărnii sau cenușiu-rozacee. Picioarele destul de lungi și labele brun-deschise, brun-cărnii, ocru-cenușii, brun-cenușiu-deschise sau livid-cărniu-deschise sau roz-cărnii sau brun-rozii.
Adultul în penajul uzat (primăvara) are o culoare generală destul de deschisă, cu o nuanță roșcată mai slabă pe spate. Părțile superioare, tectricele supraalare și marginile remigelor aripilor și remigelor terțiare de obicei sunt puțin mai deschise, brun-măsliniu-închise sau brun-roșcate, dar există mai multe variații individuale, ca și toamna - unele păsări sunt aproape brun-roșcate (brun-castanii), altele au o nuanță mai cenușie brun-măslinie. Sprânceana cenușie uneori mai vădită. Părțile inferioare mai deschise, gâtlejul și abdomenul mai pur albe, partea inferioară a obrazului, pieptul și laturile pieptului cenușiu-deschise, puțin mai întunecate decât gâtlejul și abdomenul, dar uneori brun-cenușii și mai contrastante. Coada de obicei uniform brun-roșcată. Remigele terțiare și supraalarele mari uniform brune, fără pete deschise pe vârfuri. Vârfurile rectricelor cozii sunt relativ proaspete. Adultul toamna se aseamănă cu adultul primăvara, dar are penajul proaspăt năpârlit, toate remigele terțiare și supraalarele mari sunt uniform brune.

### Vârsta și sexele
Determinarea vârstei este posibilă vara și toamna, uneori și primăvara. Sexele sunt asemănătoare și nu se pot diferenția după penaj (cu excepția câtorva date biometrice extreme când pasărea este ținută în mână). Determinarea vârstei primăvara necesită de obicei o observație de aproape a păsării sau capturarea ei.
Puii sunt nidicoli, în prima zi după eclozare sunt acoperiți cu puf cenușiu rar, destul de scurt; la circa o săptămână sunt acoperiți cu puf mai lung și mai abundent, negru-cenușiu, numai pe părțile superioare (pe cap și spate). Cavitatea bucală portocalie, fără pete pe limbă. Umflătura marginală a ciocului (comisura ciocului) albă, cu o nuanță galben-deschisă la colțul gurii.
Juvenilul (de la mijlocul-sfârșitul verii până în septembrie) poate fi identificat după culoarea penajului. Juvenilul este asemănător cu adultul, dar are un colorit nițel mai șters, brun mai închis, cu o nuanță măslinie pe cap și este pătat abundent cu ocru pe părțile superioare, iar părțile inferioare, mai ales pieptul și flancurile, au un aspect solzos, cu semicercuri mici brun-închise, târtița și coada brun-ruginii ca la adult.
Părțile superioare, laturile capului și supraalare mici și mijlocii brun-roșcate sau brun-măslinii închise, fiecare pană are o pată subterminală ocru-aurie la centru și un tiv negru de-a lungul vârfului, formând în ansamblu un aspect distinct, abundent pătat pe părțile superioare, mai fin pe cap.
Târtița, supracaudale și coada sunt nepătate și au o culoare mai vie brun-roșcată (brun-castanie), ca la adult. Târtița și supracaudale pot avea niște dungi transversale întunecate; rectricele cozii au vârfurile ascuțite (rotunjite la adult), vârfurile unor pene ale cozii pot avea uneori o culoare deschisă sub forma unor pete înguste deschise.
Bărbia și gâtlejul ocru-deschise sau alb-murdare, pătate fin cu cenușiu-închis pe laturi. Laturile gâtului, partea superioară a pieptului, laturile pieptului și flancurile ocru sau ocru-gălbui, fiecare pană are un arc sau semicerc (feston) negricios sau brun-închis la vârf, cu aspect solzos (festonat). Pieptul, abdomenul și regiunea anală sunt asemănătoare, dar culoarea de fond este ocru mai deschisă și arcurile solzoase întunecate sunt mai distanțate între ele pe flancurile inferioare. Subcodalele au o culoare uniformă ocru vie.
Remigele și supraalarele ca la adult, dar supraalarele mari și mijlocii au vârfurile și marginile deschise tivite cu brun-roșcat sau ocru-deschis, mai îngust pe vârfurile supraalarelor primare.
Marginile sunt ocru-roșcate mai deschise și au un aspect mai pătat spre supraalarele interne, tivite îngust cu negru distal pe supraalarele remigelor terțiare. Vârfurile de culoare deschisă ale supraalarelor mijlocii formează o dungă transversală evidentă (oglindă alară) pe aripă, dar vârfurile brun-deschise ale supraalarelor mari formează numai o dungă transversală spălăcită. Marginile și vârfurile remigelor aripilor și remigelor terțiare sunt de asemenea tivite cu brun-roșcat sau ocru-deschis, mai îngust pe primele, mai lat pe ultimele.
În penajul uzat, petele de pe părțile superioare sunt ocru mai deschise și culoarea de fond a părților inferioare este aproape albă.
Irisul brun-închis. Culmenul și vârful ciocului brun-închis sau brun-negricios, restul ciocului cărniu-deschis, cărniu-spălăcit sau cărniu-cenușiu; umflătura marginală a ciocului (comisura ciocului) galben-deschisă. Picioarele și labele cărniu-deschise sau galben-cărnii, galben-rozii, cenușiu-gălbui, cenușiu-cărnii, cenușiu-rozii, brun-cenușiu-cărnii.
Juvenilul este foarte asemănător cu juvenilul privighetorii de zăvoi (Luscinia luscinia), dar are supracaudalele întrucâtva mai roșiatice ca și la adult. Juvenilul privighetorii roșcate este foarte asemănător și cu juvenilii măcăleandrului (Erithacus rubecula) și codroșului de pădure (Phoenicurus phoenicurus), dar coada și marginile remigelor aripilor au o culoare uniformă brun-castanie sau brun-roșcată (la măcăleandru - brun-măslinie; la codroșul de pădure, coada este brun-roșcată mai deschisă cu perechea centrală a rectricelor neagră și marginile remigelor aripilor de culoare care bate în ocru); juvenilul privighetorii roșcate are mai puține remige primare emarginate decât la aceste 2 specii.
Subadultul în prima iarnă de viață este asemănător cu adultul, și uneori greu de distins, dar păstrează (și vârsta poate fi determinată mai bine după) vârfurile de culoare deschisă brun-roșcată de pe supraalarele primare, supraalarele mari externe și remigele terțiare (pe primele două vârfurile sunt uneori deschise și în prima vară) și petele ocru minuscule pe vârfurile tuturor remigelor terțiare sau numai pe vârfurile celor două remige terțiare mai lungi.
Penajul juvenil pătat este înlocuit în principal în septembrie. Sunt păstrate de la juvenil penele nenăpâlite de pe remigele aripilor, remigele terțiare, rectricele cozii, supraalare primare, și de pe toate supraalarele mari sau numai supraalarele mari externe, care sunt adesea asemănătoare cu cele ale adultului, mai ales când sunt uzate. Adesea năpârlesc remigele terțiare interne și unele supraalare mari interne și acestea capătă un aspect uniform ca la adult înainte de migrația de toamnă. Marginile brun-roșcate de pe vârfurile remigelor terțiare și supraalarelor primare și petele minuscule ocru deschise de pe vârfurile tuturor remigelor terțiare sau numai pe vârfurile celor două remige terțiare mai lungi și de pe rectricelor cozii sunt păstrate, dar se vor uza în curând, aceste margini și pete persistând uneori până în prima vară. Un număr variabil de tectrice supraalare secundare mari sunt păstrate de la juvenil; cele mai interioare au de obicei o pată distinctă ocru-deschisă pe vârf, destul de vizibilă chiar și atunci când sunt uzate (însă uneori complet erodată, vârful penei în acest caz are o crestătură), dar la unele păsări sunt păstrate doar tectricele supraalare mari externe sau vârfurile tectricelor supraalare juvenile au doar o ușoară nuanță brun-roșcată mai deschisă, fără o pată deschisă distinctă. Nu există diferențe mari ale remigele primare uzate și rectricelor cozii uzate între adult și subadultul în primul an primăvară. Când juvenilul este ținut în mână se pot vedea vârfurile ascuțite ale rectricelor cozii (rotunjite la adult). Ciocul ca la adult, dar are de obicei baza mandibulei deschisă la culoare mai extinsă, picioarele și labele sunt întotdeauna deschise la culoare la juvenil, mai brunii sau roz-brunii.
Subadultul în prima vară de viață este asemănător cu adultul în penajul uzat, cu excepția supraalarelor mari, remigelor terțiare, remigelor aripilor și rectricelor cozii nenăpârlite uzate păstrate de la juvenil. Pot avea câteva sau mai multe supraalare mari externe cu pete ocru foarte mici pe vârfuri păstrate de la juvenil (dacă nu, uzura penelor face ca contrastul penelor năpârlite să fie greu de văzut). Rectricele cozii adesea sunt întrucâtva uzate pe vârfuri. Unii juvenili păstrează și linia galben-deschisă de pe colțul gurii (umflătura marginală sau comisura ciocului), ca și la indivizii de aceeași vârstă ai privighetorii de zăvoi).

### Date biometrice și structura (subspecia megarhynchos)
Lungimea totală 15-16,5 cm.

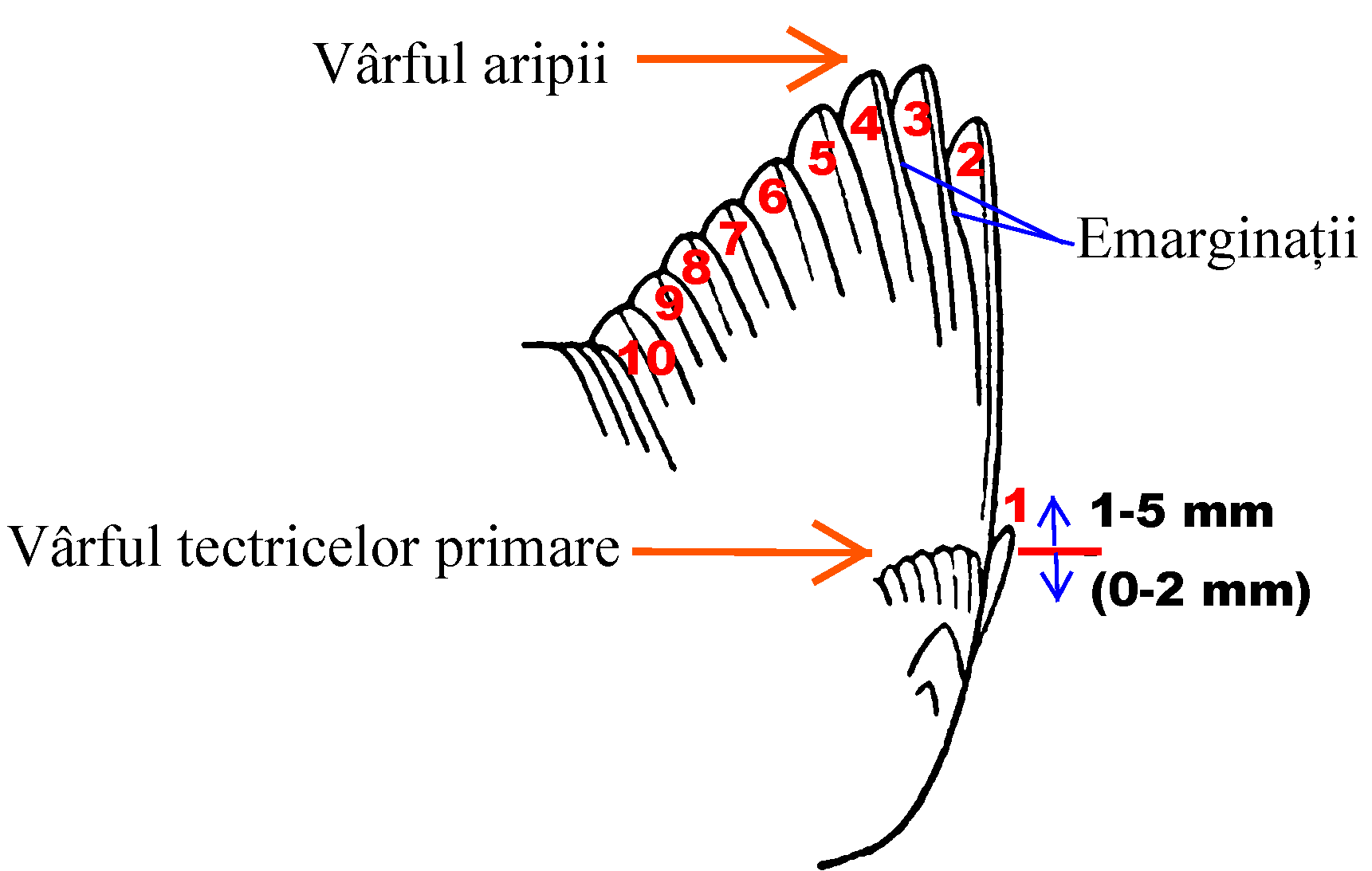
Formula alară. Cifrele indică remigele primare, după Lars Svensson

Aripa destul de scurtă, lată la bază, vârful ascuțit sau bont. Are 10 remige primare (p) pe aripă: p3 cea mai lungă, p2 cu 4-7 mm mai scurtă decât p3, p4 cu 0-2 mm, p5 cu 3-6 mm, p6 cu 6,5-10,5 mm, p7 cu 10-14 mm, p10 cu 16-22 mm.
După Shirihai și Svensson lungimea aripii la mascul 81,5-93 mm (în medie 85,9), la femelă 80-88,5 mm (în medie 85,0). Lungimea cozii la mascul 60-71 mm (în medie 66,2), la femelă 60-69 mm (în medie 64,7). Lungimea cozii/Lungimea aripii este în medie 76,6%. Lungimea ciocului de la baza acestuia până la vârful lui 15,3-17,8 mm (în medie 16,5). Lungimea tarsului 25,2-27,5 mm (în medie 26,2).
Formula alară: Prima remige primară depășește vârful tectricelor primare cu 1-5 mm (rareori este mai mică cu 0-2 mm) și este mai mică decât a 2-a remige primară cu 36,5-46 mm. A 2-a remige primară este mai mică decât vârful aripii cu 3-8 mm, sau egală cu a 4/5-a remige primară sau cu a 5-a (rareori cu a 5/6-a). Remigele primare 3-4 sunt aproximativ egale și cele mai lungi și formează vârful aripii (uneori a 4-a remige primară este mai mică decât vârful aripii cu 0,5-1,5 mm). A 5-a remige primară este mai mică decât vârful aripii cu 4-7 mm. A 6-a remige primară este mai mică decât vârful aripii cu 8-11 mm. A 10-a remige primară este mai mică decât vârful aripii cu 17,5-22,5 mm. Prima remige secundară este mai mică decât vârful aripii cu 21,5-26,5 mm. Pe steagul extern al remigelor primare 3-4 există emarginații (scobituri).
După Cramp p1 foarte mică, mai scurtă decât p3 cu 42-49 mm (la adult) sau 40-45 mm (la juvenil); cu 2 mm mai scurtă până la 4 mm mai lungă decât cea mai lungă tectrice primară supraalară la adult (în medie cu 1,6 mm mai lungă, n = 17), și cu 1,5-5,5 mm (în medie cu 3,2 mm, n = 16) mai lungă la juvenil. (n = numărul exemplarelor măsurate). La subspecia nominată megarhynchos, vârful p2 se află de obicei după lungime între vârfurile p6 și p5 sau egal cu vârful p5 (rareori puțin mai lung decât vârful p5 sau egal cu vârful p6); la subspecia hafizi, este egal de obicei cu vârful p6. Steagul extern al p3-p4 și (mai distinct) steagul intern al (p4)p3-p2 este emarginat. Remigele terțiare sunt scurte, cea mai lungă este aproximativ egală cu remigele secundare.
Coada destul de scurtă, dar relativ mai lungă la subspeciile estice; vârful cozii rotunjit; 12 rectrice, perechea centrală de rectrice (t1) este cea mai lungă, rectricele externe (t6) sunt mai scurte cu 3-9 mm decât t1.
Ciocul drept, destul de gros la bază, subțire și comprimat lateral la vârf; parte distală a culmenului ușor curbată în jos. Nările ovale, parțial acoperite cu o membrană deasupra. Câteva vibrise fine în penajul lorului, la colțul gurii și pe bărbie.
Picioarele lungi și destul de subțiri; degetele destul de lungi și subțiri. Degetul mijlociu cu gheară are 19-22 mm (în medie 20,0, n = 39); degetul exterior cu gheară reprezintă c. 70% din lungimea degetului mijlociu cu gheară, degetului interior c. 64%, degetului posterior c. 75%. Ghearele sunt destul de scurte, puternice, curbate în jos.

## Variația geografică
Variația geografică a culorii părților superioare și a pieptului și lungimii aripii și cozii este vădită și clinală.  La păsările din vestul arealului (Marea Britanie, vestul Franței, nord-vestul Spaniei și Portugalia) părțile superioare au o culoare mai întunecată brun-închisă destul de intensă și o nuanță mai intens cenușie sau cenușiu-brunie pe piept, devenind treptat mai deschise la culoare spre est, iar în extremul vestic subspecia hafizi din Asia Centrală este brun-deschisă. Aripile și coada sunt mai scurte la populațiile din nord-vestul Africii, Iberia și Corsica, devenind treptat mai lungi spre est, sfârșind cu o populație mare din Mongolia a subspeciei hafizi; creșterile treptate ale lungimii aripii și cozii nu sunt strict paralele, deoarece aripa la păsările din Caucaz și Iran (subspecia africana) este destul de scurtă, dar coadă lungă.
În prezent împărțirea în 3 subspecii, megarhynchos, africana și golzii (= hafizi), este cea a lui Loskot (1981), dar granițele dintre subspecii nu sunt atât de clare. Divizarea speciei în 8-10 subspecii așa cum a sugerat Eck (1975)  nu este justificată, deoarece el a acordat o importanță prea mare diferențelor minore a culorii și dimensiunilor, care sunt legate de variația individuală și influența decolorării și uzurii penajului a indivizilor dintr-o singură populație. Trăsăturile caracteristice ale acestor „subspecii” sunt prea superficiale pentru a justifica separarea lor și toate sunt incluse în prezent în subspecia nominată megarhynchos. Aceste subspecii propuse includ: 
- L. m. corsa Parrot, 1910 (din Corsica care are părțile superioare, similare cu subspecia nominată megarhynchos, iar părțile inferioare cu o nuanță intensă cenușiu-brunie; lungimea aripii la mascul 83-85 mm, la femelă 79-82 mm);
- L. m. luscinioides von Jordans, 1924 (din Mallorca - are părțile superioare brun-cenușii închise, fără o nuanță brun-roșcată; lungimea aripii la mascul 82-87 mm, la femelă 81-84 mm);
- L. m. caligiformes Clancey and von Jordans, 1950 (din Marea Britanie - părțile superioare sunt mai spălăcite și mai puțin brun-roșcate decât la subspecia nominată megarhynchos; lungimea aripii 81-88 mm);
- L. m. tauridae Portenko, 1954 (din Crimeea – are o culoare mai deschisă și mai brun-roșcată decât subspecia nominată megarhynchos, aripa mai lungă);
- L. m. baehrmanni Eck, 1975 (din Balcani, Grecia, Cipru și Turcia - are părțile superioare mai cenușii decât subspecia nominată megarhynchos, aripa, coada și vârful aripii mai lungi, lungimea aripii 81-91 mm).[45][46][42][40][41]

L. m. megarhynchos C. L. Brehm, 1831. Cuibărește în vestul și sudul Europei, nord-vestul Africii, Turcia, cu excepția estului, vestul Levantului. Iernează în Africa subsahariană din Senegal prin Ghana, Nigeria și Camerun, posibil până în nordul fostului Zair). Tratată mai sus. Părțile superioare au o culoare destul de vie brună, iar părțile inferioare sunt alb-gălbui cu o ușoară nuanță cenușiu-brunie pe piept și flancuri. Coada este în general mai mică de 69 mm, rareori până la 71 mm.
L. m. golzii Cabanis, 1873 (Sin. hafizi.). Cuibărește în nord-estul Iranului prin Asia Centrală până în Mongolia, iernează în estul și sud-estul Africii. Se deosebește de subspecia nominată megarhynchos și subspecia africana prin aceea că creștetul și părțile superioare, inclusiv aripile, au o culoare mai ștearsă, ușor mai deschisă, mai cenușie (brun mai cenușie sau nisipie mai deschisă), marginile remigelor cenușiu-nisipii, vârfurile supraalarelor mijlocii și mici și marginile supraalarelor mari, remigelor terțiare și vârfurile remigelor secundare mediale au o culoare deschisă ocru-albicioasă, mai vădită în penajul de toamnă proaspăt, dar această culoare este vizibilă și primăvară, marginile remigelor aripilor sunt de asemenea ocru-deschise, vârfurile și marginile supraalarelor mari și mijlocii ușor mai deschise la culoare în penajul proaspăt, formează două dungi vagi pe aripă. Vârfurile supracaudalelor au o culoare deschisă, dar nu când sunt foarte uzate. Regiunea auriculară și lorul (lorum) sunt ușor mai deschise la culoare (lorul este albicios). Sprânceana scurtă, ocru-deschisă, este destul de evidentă (de obicei, mai vizibilă în fața ochiului). Fața adesea mai cenușie sau alb-cenușie, această culoare se extinde pe bărbie, gâtlej și piept, sau bărbia și gâtlejul sunt mai albe, devenind ocru-nisipie pe piept și pe flancurile superioare, restul părților inferioare sunt aproape albe. Tectricele subalare și axilare alb-gălbui.
Are aproximativ aceeași mărime ca și subspecia africana (ușor mai mare decât subspecia megarhynchos), dar are aripile mai lungi și mai ascuțite și coadă mult mai lungă (peste 73 mm) decât la subspecia nominată. Poate avea alt mod al năpârlirii, deoarece o pasăre în Pamir pe 12 octombrie (ZFMK) tocmai a început năpârlirea completă, prin urmare, cel puțin la această pasăre năpârlirea completă are loc după migrația de toamnă, nu înaintea ei. Cântecul este obișnuit ușor mai "zgomotos", mai puțin dulce, uneori se aseamănă ușor cu cântecul privighetorii de zăvoi (Luscinia luscinia), dar este posibil de deosebit de acesta dacă este ascultată o secvență mai lungă a cântecului. Crescendo fluierător sau șuierător este de obicei monoton, și nu are un ton ușor ascendent ca la subspecia megarhynchos. În cântec se întâlnesc mai des serii de note seci stridente sau torcătoare.
Lungimea totală 17-18,5 cm. Lungimea aripii la mascul 91-99 mm (în medie 93,9), la femelă 89-96 mm (în medie 92,3). Lungimea cozii la mascul 77-86 mm (în medie 81,4), la femelă 74-82 mm (în medie 77,8). Lungimea cozii/Lungimea aripii este în medie 86,8%. Lungimea ciocului 15,9-19,0 mm (în medie 17,7). Lungimea tarsului 25,8-29,5 mm (în medie 27,7). Formula alară: Prima remige primară este mai mică decât a 2-a remige primară cu 44-51 mm. A 5-a remige primară este mai mică decât vârful aripii cu 4,5-7 mm. A 6-a remige primară este mai mică decât vârful aripii cu 9-12 mm. A 10-a remige primară este mai mică decât vârful aripii cu 22-27 mm. Prima remige secundară este mai mică decât vârful aripii cu 24,5-31 mm.
L. m. africana (Fischer & Reichenow, 1884). Cuibărește în estul Ucrainei, Kalmîkia, estul Turciei, Siria, Irak, Caucaz, Transcaucazia, vestul și nordul Iranului, sudul Turkmenistanului, iernează în estul Africii, în principal în Kenya. Este intermediară între subspecia nominată megarhynchos și subspecia golzii, și are părțile superioare de culoare mai ștearsă cenușiu-brunie, uneori mai închisă decât la subspecia nominată megarhynchos (mai puțin brun-roșcată; nu nisipie ca la  subspecia hafizi), creștetul, supraalarele, mantaua și spatele până la supracaudale și coada sunt mai puțin brun-roșcate, părțile inferioare au o culoare destul de deschisă, albicioasă, pieptul și flancurile superioare cu o nuanță brun-cenușie. Uneori exustă un indiciu a unei sprâncene de culoare mai deschisă. În penajul proaspăt (toamna și la începutul iernii) are marginile supraalarelor mari și remigelor terțiare late, ocru-deschise, iar marginile penelor alulei și supraalarelor primare sunt înguste de culoare deschisă; târtița și supracaudalele au de asemenea marginile late de culoare mai deschisă. Este puțin mai mare decât subspecia nominată, dar are coada mai scurtă decât subspecia golzii, dar mai lungă decât subspecia nominată megarhynchos, depășind întotdeauna 65 mm. Lungimea totală 16-17,5 cm; lungimea aripii 84-93 mm (în medie 87,4); lungimea cozii 66-84 mm (în medie 74,5); lungimea cozii/lungimea aripii este în medie 85,3%; lungimea ciocului 15,6-18,3 mm (în medie 17,0); lungimea tarsului 25,2-28,3 mm (în medie 26,6). Păsările din sudul Iranului pot avea o culoare ușor mai deschisă pe vârfurile supraalarelor și supracaudalelor și sunt intermediare între subspecia africana și subspecia golzii.

## Năpârlirea

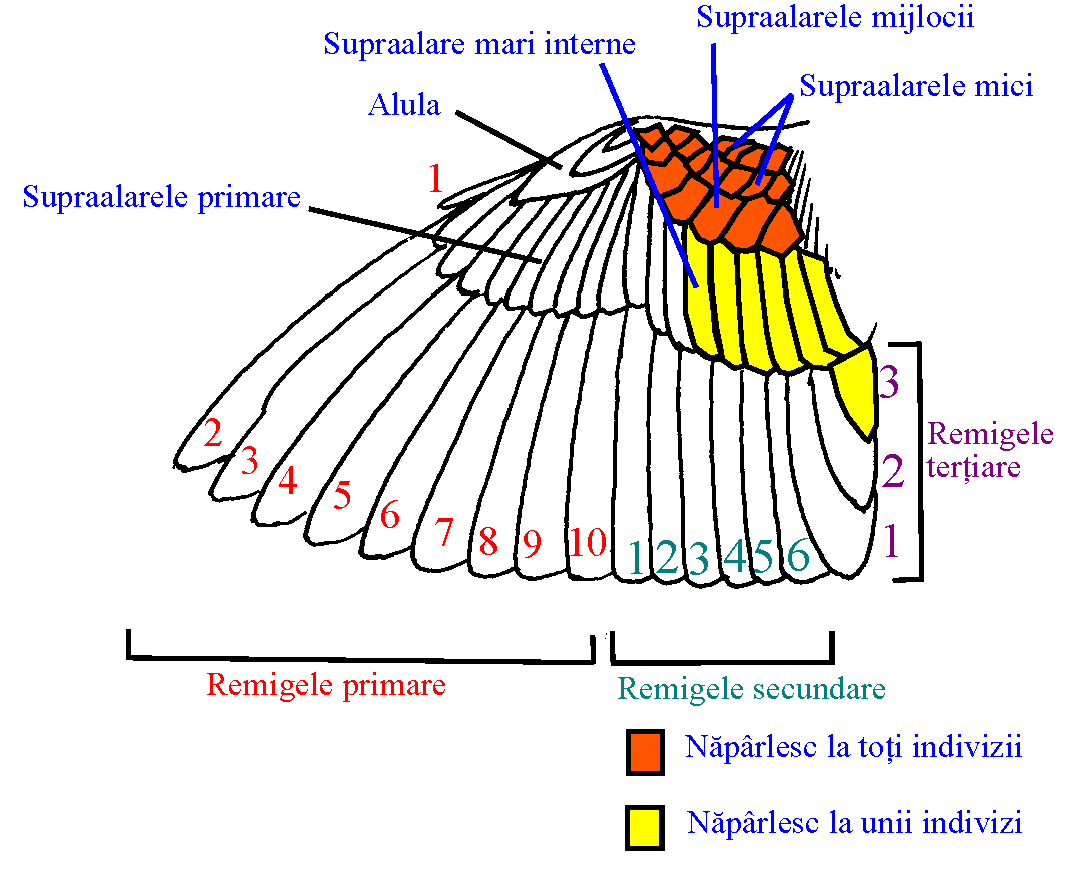
Năpârlirea post-juvenilă parțială

Adulții (tuturor subspeciilor) suferă o năpârlirea postnupțială completă în iulie-august (rareori puțin mai devreme sau mai târziu). Păsările adulte năpârlesc complet în perioada postnupțială de obicei de la sfârșitul lunii iunie, dar năpârlirea poate fi suspendată (mai ales la cei care au a doua pontă) până la jumătatea lui iulie și de obicei este finalizată (în aproximativ 45 de zile) până la sfârșitul lui august sau începutul lui septembrie, înainte de migrația de toamnă. Unii indivizi suspendă năpârlirea aripilor în timpul migrației, finalizând-o la sosire în cartierele de iarnă. Remigele primare năpârlesc descendent. În Marea Britanie, năpârlirea începe cu a 10-a remige primară (p10) de la sfârșitul lui iunie până la sfârșitul lui iulie, și se finalizează cu creșterea p1–p2 de la sfârșitul lui iulie până la sfârșitul lui august sau începutul lui septembrie; durata năpârlirii remigelor primare este de c. 45 de zile. În Olanda și Franța, unele păsări încep să năpârlească de la 15-17 iulie, altele finalizează năpârlirea până la 20-21 august.  În Balcani, năpârlesc în iulie-august. Un mascul a subspeciei africana a fost găsit în nord-estul Turciei pe 8 septembrie în ultima fază a năpârlirii  remigelor primare. Subspecia L. m. hafizi în Tadjikistan a fost întâlnită în diferite etape ale năpârlirii de la mijlocul lui iulie până la mijlocul lui august.
Năpârlirea post-juvenilă parțială are loc în iunie-august (septembrie). Năpârlirea parțială a juvenililor începe la vârsta de 5-6 săptămâni și este finalizată la vârsta de c. 3 luni, schimbându-și penajul juvenil în penajul din primul an. Năpârlesc penele capului și întregului corp, supraalarele mici și mijlocii, unele supraalare mari interne, mai rar toate supraalarele mari și unele sau toate remigele terțiare (restul remigelor nu năpârlesc). În funcție de vârstă, năpârlirea începe încă de la sfârșitul lunii iunie și este finalizată până la sfârșitul lui iulie - începutul lui septembrie. După cât se pare nu năpârlesc iarna. La păsările din Olanda, Franța, Spania, Iugoslavia și Grecia, năpârlirea începe la sfârșitul lui iunie - începutul lui august, și este finalizată la sfârșitul lui iulie - începutul lui septembrie, în special la mijlocul lui august.  La subspecia L. m. hafizi năpârlirea începe la jumătatea lui iunie în Tadjikistan; în Afganistan unii juvenili nu începuseră năpârlirea la 11-12 iulie, alții în acest timp erau în plină năpârlirea.

## Habitatul

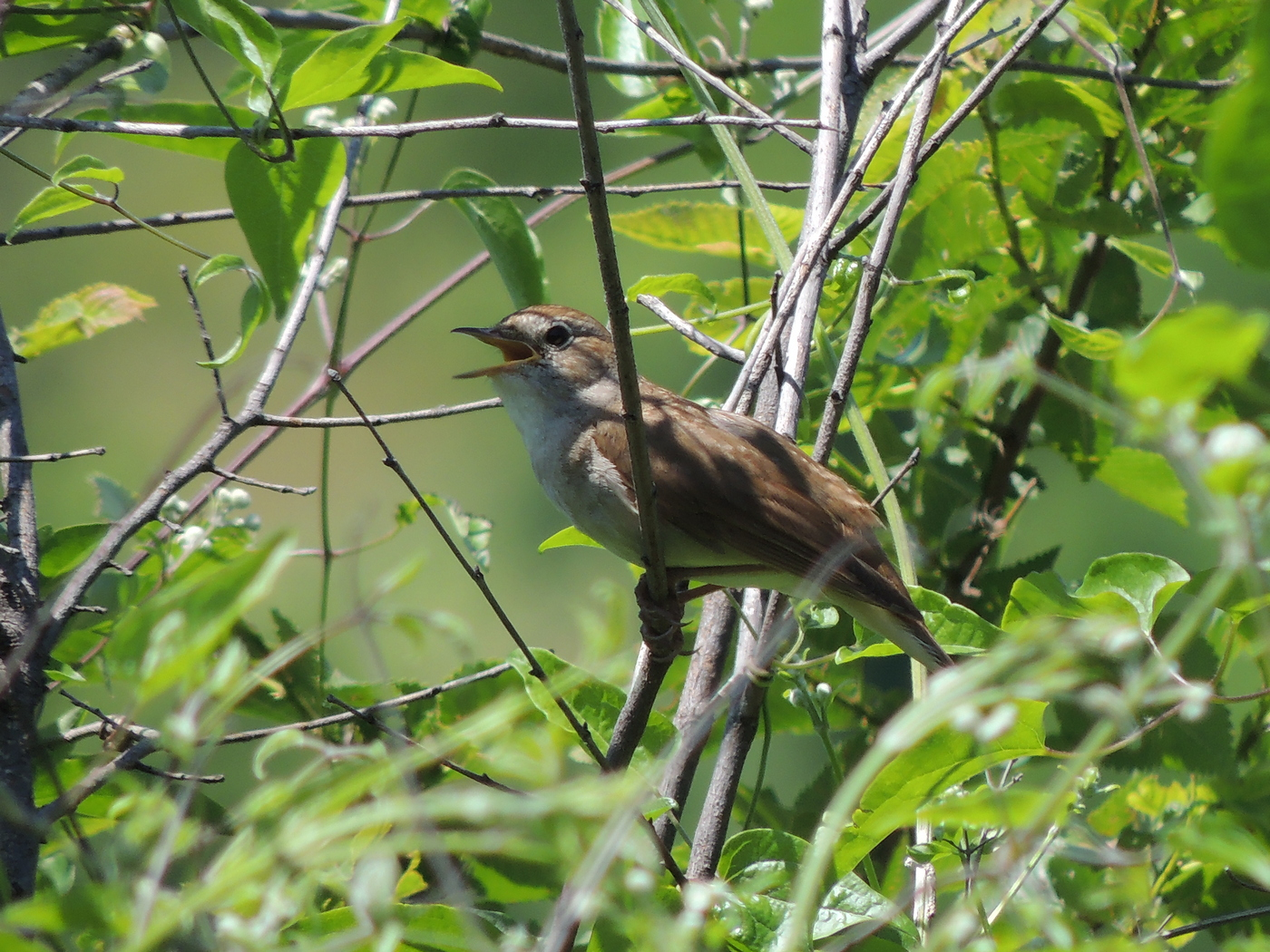
Privighetoarea roșcată cântând într-un desiș

În toate anotimpurile este o pasăre care se întâlnește pe pământ sau cocoțată undeva, preferând vegetația deasă și care nu zboară prea departe sau prea sus. În vestul palearcticului cuibărește la latitudini mijlocii și joase, cu unele preferințe oceanice, în zone climatice temperate și calde, mediteraneene și în stepe, între izotermele 17-30°C a lunii iulie.
Privighetoarea roșcată cuibărește în diverse habitate, mai ales în cele împădurite din regiunile de câmpie - în subarboretul destul de des din crânguri și păduri, în garduri vii, în desișuri cu mulți arbuști. Spre deosebire de priveghetoarea de zăvoi, care preferă pădurile umede, privighetoarea roșcată este mai xerofilă și cuibărește în regiuni mai sudice, mai vestice și în general în zone climatice ceva mai calde, este mai puțin limitată la regiunile de câmpie, văile râurilor și vecinătatea apei în majoritatea regiunilor și poate trăi și în regiuni mai aride cu soluri nisipoase și pe dealuri însorite. Unde arealele privighetorii roșcate și privighetorii de zăvoi se suprapun, privighetoarea roșcată se întâlnește mai des în subarboretul din pădurile xerofile deschise, iar privighetoarea de zăvoi se întâlnește mai des în vegetația umedă din zăvoaiele riverane, inclusiv în desișurile dese de pe malurile șuvoaielor montane din vâlcele. Are o fidelitate puternică pentru locurile de cuibărit, multe din aceste locuri fiind folosite pentru perioade lungi de timp, dar este absentă în zonele aparent adecvate pentru cuibărit sau le colonizează foarte lent.
Privighetoarea roșcată este relativ strictă în alegerea habitatului său de reproducere: având nevoie de prezența tufișurilor dese, cu frunziș dens până la sol. Prezența arborilor este uneori menționată ca fiind favorabilă, în măsura în care aceasta asigură o penumbră, dar nu este deloc indispensabilă. Acest tip de vegetație se găsește în toate tipurile de peisaje, privighetoarea roșcată fiind o pasăre răspândită aproape peste tot unde climatul este prielnic. 
În păduri, se limitează la sectoarele forestiere cu tufișuri dese.
Trăiește în 3 tipuri de habitate principale: în apropierea zonelor umede, în zone mai aride fără apă de suprafață cu tufișuri dese și în locurile nisipoase și calcaroase din regiunea mediteraneană Primul habitat seamănă îndeaproape cu cel al privighetorii de zăvoi (Luscinia luscinia).
În acest tip de habitat privighetoarea roșcată cuibărește în apropierea apei în pădurile deschise de câmpie cu tufișuri și în zonele cu vegetație deasă formată de crânguri, urzici și muri de la marginile apelor. De ex. în Anglia, 19 din 40 de teritorii studiate erau lângă ape curgătoare și restul se aflau în apropierea unor bălți mici cu apă stătătoare, de cele mai multe ori păsările au evitat pădurile și au preferat să cuibărească în desișurile ghimpoase însorite deschise, cu petice de iarbă în smocuri între ele, restul au cuibărit în tufișurile de la marginea drumurilor sau în grădini mari.
Al doilea tip de habitat distins este  reprezentat de zone mai aride cu sol mai uscat, fără apă de suprafață.  În acest habitat cuibărește în desișuri, tufișuri, sau în păduri de foioase, în pinete cu subarboret bogat, în păduri deschise gestionate, inclusiv diverse spații deschise (la marginile și în poienile pădurilor), nu neapărat plane, cu terenuri de hrănire fără obstacole, și un așternut mare de frunze și locuri însorite, precum și umbroase. Preferă să cuibărească de la marginile pădurilor de stejar și fag (Fagus sylvatica) până în adâncurilor lor și evită perturbările antropogene pe cât posibil, dar poate ocupa grădini mari liniștite.
Al treilea tip principal de habitat reprezintă forma cea mai extremă și este caracteristic regiunii mediteraneene, unde cuibărește în machie xerofilă, garigă și în tufișurile din locurile nisipoase și calcaroase (adică fără apă de suprafață) de pe dealurile uscate și calde sau în văi, adesea în apropierea așezărilor omenești, unde adesea cântă de pe stâlpii de telegraf și acoperișuri. De ex. în Mallorca, cuibărește în machia luxuriantă și păduri rare.

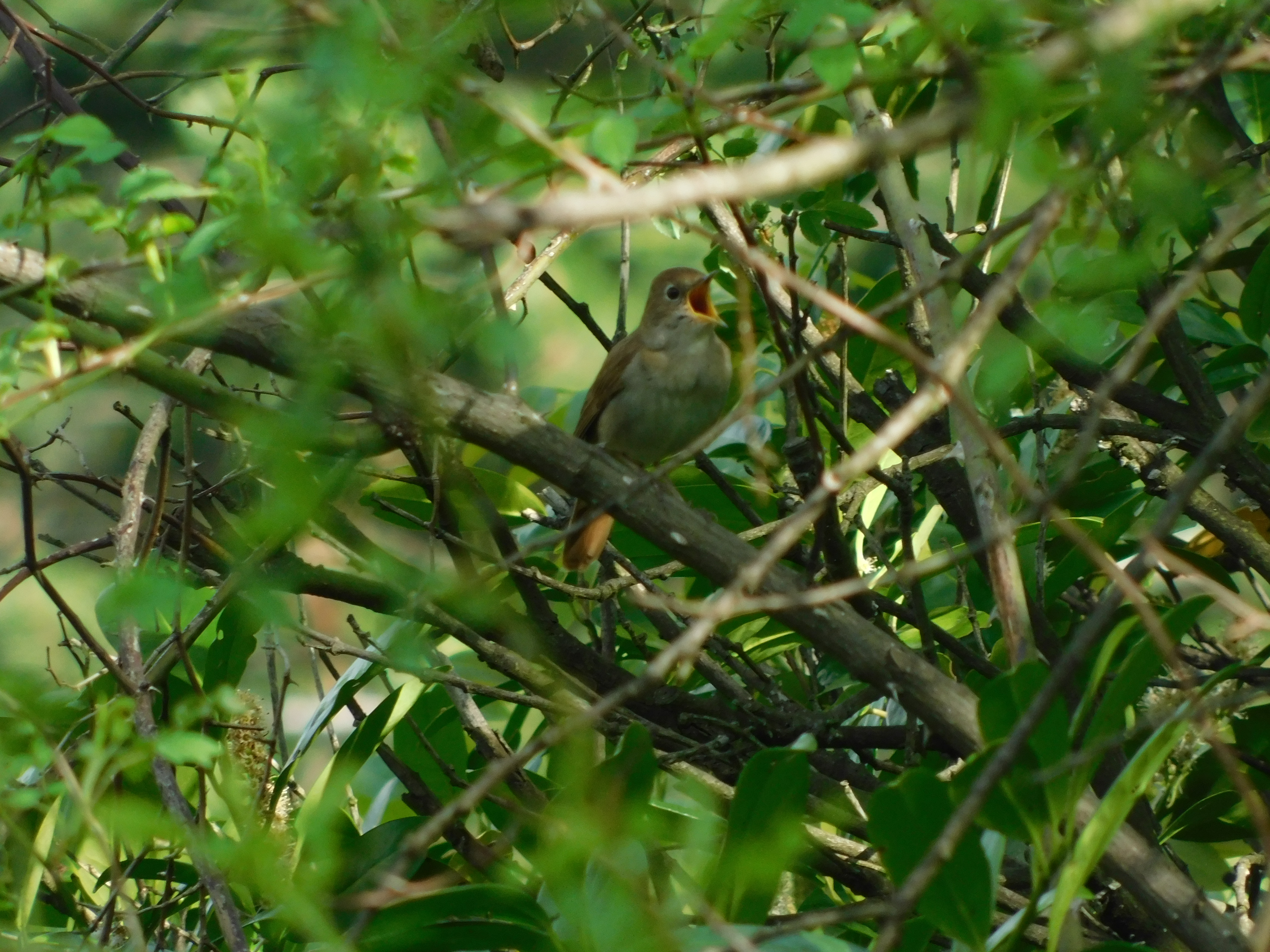
Privighetoarea roșcată cântând dintr-un desiș

Evită perturbarea antropogenă atunci când este posibil, dar foarte frecvent poate fi întâlnită în habitate antropizate, precum terenuri cultivate cu garduri vii mature, livezi, grădini și parcuri din sate și parcuri suburbane neîngrijite cu mulți tufari și așternut de frunze. În localități și în habitate agricole, prezența sa este adesea limitată de disponibilitatea redusă a tufișurilor dese. În aceste habitate, privighetoarea roșcată găsește micro-habitate întunecate care îi sunt necesare: soluri acoperite cu frunze moarte accesibile pe care adesea se deplasează și se hrănește sub adăpostul frunzișului des. Acestea sunt tufișurile și crângurile dese care cresc în aceste locuri, un fel de „mini subarboret” între sol și frunziș. Grămezile de ramuri tăiate ale copacilor sunt locuri potrivite pentru cuibărirea privighetorii roșcate. Cele mai multe cuiburi ale privighetorii roșcate din curțile satului Zlatia (din regiunea Montana, Bulgaria) se aflau într-un gard vechi făcut din ramurile tăiate de dud. Aceste locuri sunt apărate de capre și oi, precum și de condițiile meteorologice nefavorabile și sunt bine camuflate. În astfel de garduri privighetoarea roșcată cuibărește mai sus decât de obicei - uneori până la 1,5 m. Astfel de locuri atrag nu numai privighetoarea roșcată ci și silvia cu cap negru (Sylvia atricapilla), silvia mică (Sylvia curruca), alte silvii și chiar lăcarul de mlaștină (Acrocephalus palustris). Păsările sunt atrase mai ușor și rezultatele sunt mai bune dacă grămezile de crengi sunt pregătite și așezate încă din toamnă.
În Anglia, cuibărește rar peste 200 m. Arealul de cuibărit din Anglia se află aproape în totalitate la sud de izoterma 19°C din iunie, iar înregistrările pe o perioadă lungă au arătat că acest tip de habitat a persistat cu mici variații, arealul având un hotar regulat și clar distins, excluzând regiunile mai reci și mai umede, dar totuși a inclus zone importante neocupate de păsări, probabil din cauza lipsei vegetației propice sau a condițiilor adecvate de cuibărit sau de hrănire. În Anglia, privighetoarea roșcată preferă crângurile cu arbori sau arbuști tăiați la fiecare 12-15 ani, arborii sau arbuștii în vârstă de 5-10 ani fiind cei mai buni pentru cuibărit; se întâlnește și în gardurile vii înalte cu vegetație luxuriantă și de-a lungul drumurilor de țară mărginite de tufișuri sau păduri, în special de stejar sau cu copaci căzuți. Într-o zonă din Anglia, o pădure bătrână de tisă (Taxus baccata) cu stejar și tufari de pe o pantă calcaroasă a unui deal a atras o mulțime de privighetori roșcate. În altă parte, a preferat să cuibărească mai ales într-o fâneață nearanjată, cu parcele mici de iarbă și cu garduri vii înalte cu mărăcinișuri dese.

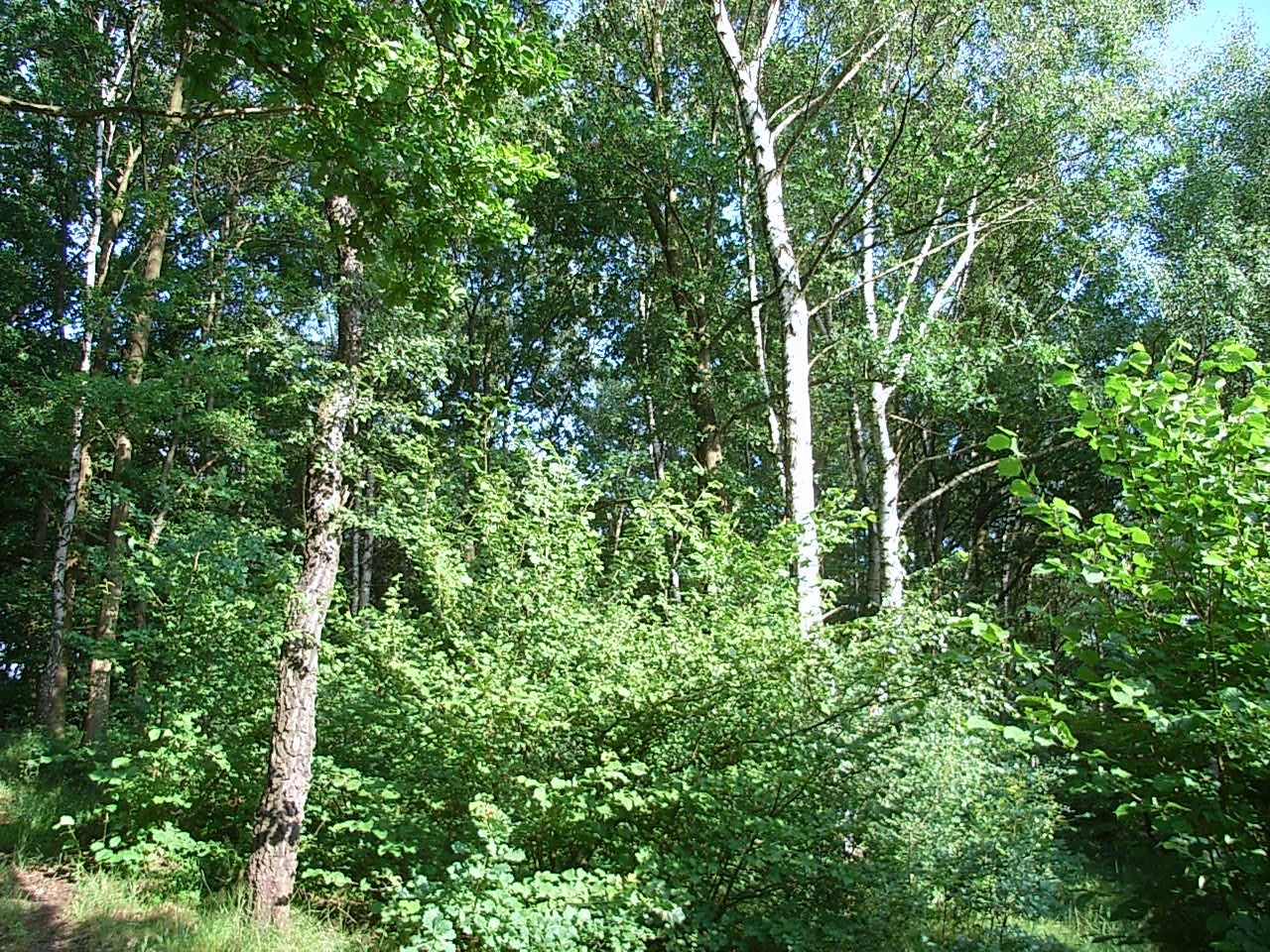
Privighetoarea roșcată cuibărește în pădurile de șes și de pe dealuri cu mult subarboret

În nordul și centrul Europei preferă pădurile de mesteacăn și alun, de asemenea zonele cu copaci tăiați din crânguri (mai ales crângurile cu o rotație a tăierilor la 12-15 ani), în special cele de alun; de asemenea pădurile de stejar (mai ales cele bătrâne) și de fag cu copaci căzuți; gardurile vii bine dezvoltate, desișurile, parcurile cu vegetație luxuriantă și grădinile mari cu păducel și alți arbuști ghimpoși, inclusiv cătină albă. Zonele nisipoase, mai înalte și mai uscate sunt de asemenea preferate în Europa Centrală în zonele de suprapunere cu privighetoarea de zăvoi (Luscinia luscinia). În sudul Europei cuibărește și în muri, lande, pini, machia de pe țărm și stejari de plută de pe coastele uscate ale dealurilor și în livezi.
În Belgia și Olanda, cuibărește și în locuri acoperite cu tufișuri de pe dunele nisipoase de pe țărm. În Elveția, cuibărește excepțional până la altitudini de 1100 m, dar pe alocuri numai peste 600 m, iar în cantonul Berna este aproape exclusiv legată de apele stătătoare sau curgătoare cu condiții meteorologice blânde.
În Franța evită în general zonele la peste 800-1000 m altitudine, cu toate acestea, în departamentul Hautes-Alpes, ea a fost observată în perioada de reproducere până la 1450 m altitudine. Cuibărește în garduri vii vaste, păduri mici și în tufișuri și crânguri dese, gariga mediteraneană unde ea atinge densități maxime în desișurile de stejar tânăr, în unele grădini din mijlocul satelor și adesea în parcuri și cimitire, adesea cuibărește în păduri riverane . Astfel, în stejărișurile din câmpia Saône din Burgundia, ea cuibărește numai în crânguri și păduri regulate cu vârste cuprinse între 5 și 15 ani. În stejărișurile din regiunile aride care cresc mai lent, poate fi găsită până la 20 de ani de la tăiere. Preferă în mod evident habitatele forestiere calde sau eutrofe, cu humus bogat și evită pădurile acide sau răcoroase ca cele din Morvan sau Vosges. În Camargue (Franța), cuibărește în pădurile riverane, pădurile degenerate de stejar și în subarboretul arbustiv de sub ienupăr (Juniperus phoenicea) de pe dunele vechi de nisip.

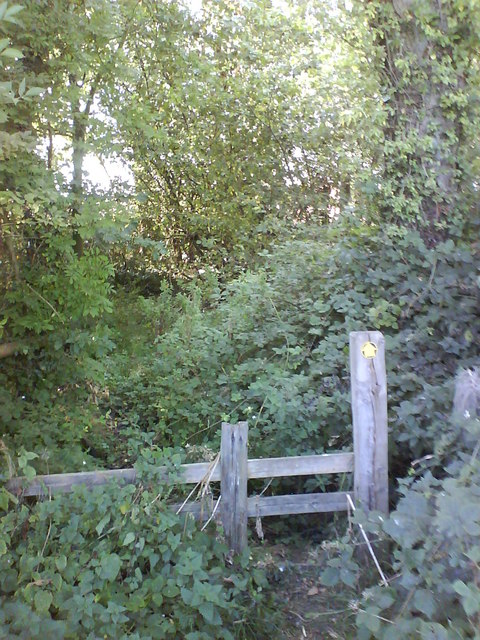
Privighetoarea roșcată preferă să cuibărească în pădurile cu subarboret

În Spania adesea este mai numeroasă în desișurile de tamariscă și mur de-a lungul pâraielor și râurilor, dar și în subarboretul pădurilor de stejar verde (Quercus ilex) și stejar de plută (Quercus suber). În Maroc cuibărește în principal de-a lungul pâraielor din păduri, în desișurile scunde (în special de mur) de pe malurile râurilor, în machia de pe țărm, în subarboretul pădurilor de stejar de plută (Quercus suber), crângurile de stejar verde (Quercus ilex), în desișurile de tuia algeriană (Tetraclinis articulata), măslin (Olea), fistic (Pistacia) și livezi, în câmpii și pe pantele inferioare până la 1300 m, uneori în văile cultivate montane până la 1850 m.  În Coto Doñana (Spania), cuibărește în tufișurile de mur (Rubus), erica (Erica) și fistic (Pistacia) din păduri de pin și în landele cu stejar de plută (Quercus suber).
În Bulgaria privighetoarea roșcată preferă să cuibărească în peisajul mozaic din regiunile de câmpie și la poalele munților. Trăiește în principal în păduri mixte de foioase cu pajiști, defrișări cu arbuști deși și în vecinătățile lor, în parcuri, grădini, cimitire, podgorii, poiene, tufișuri mai ales în apropierea bazinelor de apă. Este comună în pădurile umede și în văile râurilor, acoperite cu arbuști. Îi place să cuibărească în arbuști și păduri dese de pe malurile apelor și în sate și, de asemenea, în curțile acoperite cu iarbă înaltă și arbuști, și în arbuștii de pe marginea drumurilor și căilor ferate și în garduri vii. În general cuibărește peste tot în regiunile de câmpie și la poalele munților, unde există mulți arbuști lângă ape (râuri, canale, lacuri, mlaștini, iazuri, iezături, bazine acvatice temporare), vâlcele, ravene acoperite cu arbuști deși și altă vegetație. Poate fi întâlnită în pădurile insulare, regiunile păduroase, în satele, livezile și grădinile de-a lungul Dunării. Preferă pădurile de foioase tinere de stejar (Quercus sp.), carpen (Carpinus sp.), salcie (Salix sp.), plop (Populus sp.), salcâm (Robinia pseudoacacia), alun (Corylus avellana), ulm (Ulmus sp.), arțar (Acer sp.), arin (Alnus sp.), păr (Pyrus communis), prun (Prunus sp.), nuc (Juglans regia) etc., cu mulți arbori tineri și arbuști deși de mur de miriște (Rubus caesius), trandafir sălbatic (Rosa canina), porumbar (Prunus spinosa), păducel (Crataegus sp.), soc (Sambucus sp.), liliac (Syringa vulgaris) etc. O 180 de perechi de privighetori roșcate care cuibăreau în orașul Gabrovo (Bulgaria) erau distribuite în următoarele habitate: în vegetația din  cartierele rezidențiale cu case izolate - 30,08%, în parcurile și grădinile din oraș - 23,61%, în parcurile din afara orașului - 14,65%, în vegetația din curțile caselor individuale - 10,95%, în vegetația din cartierele rezidențiale cu blocuri și clădiri înalte - 8,18%, în clădiri complexe cu vegetație - 6,07%, în vegetația din zona industrială - 4,35% și în vegetația de lângă clădirile din apropiere - 2,11%.
În România privighetoarea roșcată cuibărește în păduri de șes și de dealuri cu mult subarboret, în lunci și tufărișuri, adesea în apropierea zonelor umede, dar și în zone mai aride cu tufișuri dese. Preferă pădurile de foioase mai ales din regiunile joase, unde în pădurile mai uscate înlocuiește cu totul privighetoare de zăvoi. Adesea poate fi întâlnită în habitate antropizate, precum livezi, grădini și parcuri din localități. A fost întâlnită și în pădurile de foioase din Carpați și Podișul Transilvaniei.

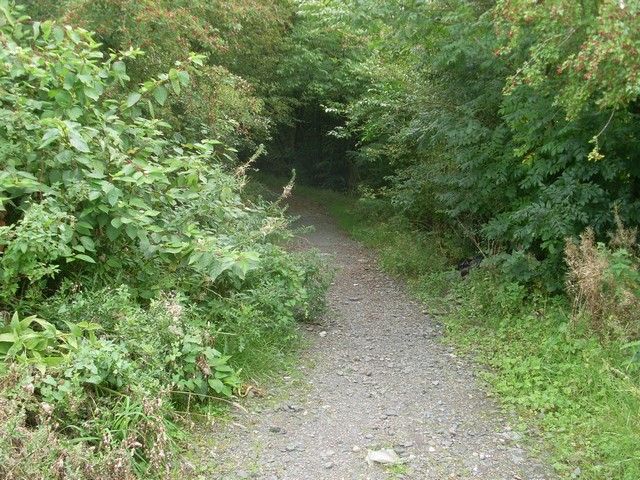
O potecă prin pădure unde poate fi întâlnită sau auzită privighetoarea roșcată

În estul Europei, Caucaz, nordul Iranului și Kazahstan cuibărește și în pădurile din regiunile colinare premontane și din stepă (chiar și în sate sau la marginea orașelor; în Armenia cuibărește în parcurile urbane din orașele mici și mari, inclusiv în Erevan), și are unele preferințe pentru livezi și arinișuri, sălcișuri și cărpinișuri dese riverane. În Caucaz, Asia Centrală și sud-vestul Mongoliei cuibărește de obicei în pădurile și desișurile de pe malurile râurilor și din luncile inundabile.
În sudul Rusiei cuibărește în vegetația deasă de pe malurilor râurilor, în pădurile deschise de carpen (Carpinus), în pădurile de stejar (Quercus), fag (Fagus), în desișurile de arin (Alnus), cătina albă (Hippophae rhamnoides) și păducel (Crataegus) și ]n alți arbuști, și uneori în livezi. 
Subspecia hafizi din Asia Centrală se întâlnește adesea în păduri arbustive, în livezile fără subarboret, la marginile uedurilor, în desișuri de muri și urzici, și urcă în munți până la c. 2600 m. În Afganistan cuibărește până la 2300 m în hățișuri umbroase, în desișuri și în tufișuri, de obicei lângă apă; de asemenea în livezi și grădini.
În Europa cuibărește în special la altitudini mai mici de 1000 m, excepțional la altitudini de 1.100 m în Elveția, în Marea Britanie rareori peste 200 m; în nordul și vestul Europei cuibărește sub altitudini de 500 m, în sudul Europei până la 1400 m. În Maroc cuibărește regulat până la 1.600 m (uneori până la 1.850 m, excepțional până la 2.200 m în văile montane din Atlas); în Armenia cuibărește la altitudini de 370-2.000 m; în Kazahstan cuibărește până la 2000 m, iar în alte părți din Asia Centrală până la 2.600 m.
În cartierele de iarnă africane se întâlnește de la nivelul mării până la 1.600 m în pădurile xerofile din savană, la marginea pădurilor dese și umede și în luminișurile din ele, în vegetația joasă secundară, în desișurile riverane și din ținuturile păduroase, în hățișurile dese cu liane, copaci mici și tufișuri din savana deschisă cu vegetație ierboasă înaltă, în mărăcinișuri și în ierburile abundente de-a lungul cursurilor de apă, în locurile defrișate cu vegetație luxuriantă, în peticele cu iarbă înaltă, în terenurile cultivate cu mărăcinișuri, la marginile terenurilor agricole și în gardurile vii din grădini. În cartierele de iarnă din estul Africii în locurile unde este simpatrică cu privighetoarea de zăvoi (Luscinia luscinia), privighetoarea roșcată trăiește în tufărișurile mai xerofile și în subarboretul din păduri, și este mai rar întâlnită în văi și pe malurile cursurilor mici de apă.

## Vocea

### Cântecul
Cântecul privighetorii roșcate a fost larg studiat.  Repertoriul și intonația cântecului sunt asemănătoare cu ale privighetorii de zăvoi (Luscinia luscinia). Cântecul masculului este remarcabil prin bogăția, varietatea și vigurozitatea sa.
Privighetoarea roșcată este mai des auzită decât văzută. Ca și alte specii care trăiesc în covorul vegetal, privighetoarea roșcată are un cântec sonor și frecvent. Ea este un cântăreț meșteșugit și are un cântec splendid, încântător, melodios, plăcut la auz, cunoscut de mulți pentru frumusețea sa și prin faptul că este emis și în timpul nopții, ea fiind una dintre cele mai bune și mai renumite pasări cântătoare. Într-o seară putem remarca că privighetoarea roșcată s-a întors din nou, din locurile de iernat din Africa, după cântecul ei exploziv, dar dulce, ca de flaut, emis dintr-un desiș umbros sau dintr-o pădure de pe malul unei ape. Acolo v-a rămâne și ne va amuza în fiecare noapte pentru câteva săptămâni. Cântecul privighetorii roșcate este deosebit de puternic, sonor, complex, variat și bogat nuanțat cu motive caracteristice, inconfundabil cu cel al altor păsări, și este considerat de mulți fără egal și cel mai frumos cântec din lumea păsărilor și ea este proslăvită în poezie și proză pentru cântecul său.
Cântecul constă din serii distinctive, explozive, de câteva note sau fraze viguroase, dulci, flautine (ca de flaut), fluierătoare sau tremurătoare, scurte, care durează 2-4 sec., fiecare strofă (frază) constă din o notă repetată sau o combinație de note, frazele sunt separate între ele de scurte pauze de aproximativ aceeași durată (de 2-4 secunde) sau puțin mai scurte. Unele fraze sunt clare și flautine, altele gâlgâite, ciripitoare, huruitoare sau croncănite, o notă este un fluierat ("uuuu") de tonalitate joasă, prelungit, repetat, care crește rapid în volum și viteză în timpul emiterii. Unele strofe încep cu o serie extrem de caracteristică de fluierături îndelungate aspirate (copiate numai de privighetoarea de baltă (Acrocephalus melanopogon), dar aceasta se întâlnește în alte habitate și are un cântec mai slab), adesea emise cu o intonație slab ascendentă și care apoi sunt interpretate cu o intensitate crescândă ca un crescendo, "lu lu luu luu lii", care se transformă într-o explozie obișnuită de note sau triluri flautine. Ca și la mierlă (Turdus merula) motivele cântecului variază în mod constant. Cântecul este mai bine recunoscut după fluierăturile repetate în crescendo, "lu-lu-luu-luu-li-li".
Cântecul de afișaj teritorial și de curtare începe adesea cu 3-4 note ascendente, distinctive, repetate, "lu lu luu luu lii", "piuuu piuuu piuuu", "ciuuu ciuuu ciuuu", "tii-tii-tii-tii" interpretate cu o intensitate crescândă (în crescendo),  urmate de o serie rapidă de note clare, gâlgâite intens, câteva triluri bogat nuanțate și fluierături clare, flautine (unele semănând cu un tir de mitralieră), de tonalitate înaltă și joasă, și care se termină cu o fioritură sau o notă bruscă ascuțită (multe fraze se termină cu un sunet asemănător cu o pocnitură de bici), înainte de o pauză și care apoi sunt reluate din nou. Cântecul poate include și câteva note mai puțin muzicale, mai ascuțite sau mai stridente, emise simultan cu frazele muzicale bogat nuanțate. După notele introductive "lu", "piuu" sau "ciuuu", sunt emise diferite fraze muzicale, inclusiv fraze stridente care cresc în volum și intensitate, de ex. "jug jug jug", "siiuiuiui uiui uii cicici", "seuit seuit seuit ciiuu ciiuu ciuu", "ueuituu siiuu siiuu ciiou ciiou" și "uiiiu tiu tiu tiu, siibit siuii siuii" sau mai lungi "uuuuuuuuuuuuuuuu uuuuuuu uuuu sii tui-tik", "piciu-piciu-piciu-piciurrrrrrr-cií!, uiiit-ciuk-ciuk-ciuk-ciuk-ciuk-ciuk-cií!, uuuuuuuuuuu-uuuuuu-uuu-uuuu-tuík!, ciatatatatatatatatatatatatat, ciiio-ciiio-ciiio-ciiio-cií!", toate aceste fraze urmează de obicei una după altă după o pauză scurtă sau după un tril rapid gâlgâit sau după o fioritură sau după câteva note mai domoale, mai scurte, de ex. "sii-er sii-er tiiii" sau "sii lii tiu tiu tiu tiutititit".
După Naumann cântecul poate fi redat prin următoarele strofe:
Ih ih ih ih ih vativativati!
Divati kvoi kvoi kvoi kvoi kvoi kvi,
Ita lulululululululululu vativativatih!
Ihih titagirarrrrrrrrrr iț
Lu lu lu lu lu lu lu lu vatitititit;
Tvoi voivoivoivoivoivoi ih,
Lululululululu dahidoviț,
Tvor tvor tvor tvor tvor tvor tvor tih!
Dadada ietietietietietietietietiet,
Tu tu tu tu tu tu tu kvi țatnțatnțatnți;
It it it it it it țirading,
I i i i i i i i a țatn ți,
Rip rip rip rip rip rip rip rip rip ih!
Țețețețețețețețețețețețețețețațațațațațațați,
Ii iih guh guh guh guh guh dadahidoviț.
Cântecul de curtare a femelei, emis de mascul, este mai silențios decât cântecul teritorial, emis în apropierea cuibului; cântecul de contact al ambelor sexe este scurt și fragmentat, emis numai pe teritoriul de cuibărit.
Într-o analiza detaliată efectuată de Todt (1970), un mascul a avut un repertoriu de peste 250 de fraze, cântecul conținea mai mult de 600 de de unități tipice diferite, 5-20 într-o frază; mascul a emis peste 400 de fraze pe oră, fiecare serie de fraze diferind fie prin unitățile introductive, fie prin ordinea prin care se succed. Din 34 masculi studiați fiecare a avut un repertoriu de 160-280 de fraze tipice. Unii masculi (proporția lor nu este mare) includ în cântec fraze imitate de la alte păsări care sunt similare sau sună aproape prefect cu ale lor. Imită și cântecul privighetorii de zăvoi (Luscinia luscinia).
Horstkotte distinge 3 tipuri de cântece.
- Cântecul teritorial este interpretat de mascul cu o ținută verticală demonstrativă și aripile ușor desfăcute, lângă hotarul teritoriului ocupat de el, până la eclozarea puilor și este folosit pentru apărarea teritoriului față de masculii rivali sau de intruși. Mascul își expune penajul deschis la culoare de pe gâtlej când cântă.[83] Cântecul teritorial este puternic, sonor și continuu și este emis pe perioade lungi, în special noaptea, când servește ca semnalizare la mare distanță a teritoriului ocupat, dar este emis și zia, în interacțiuni cu rivalii, în așa numitele duele vocale cu cântece.
- Cântecul de curtare este de obicei mai domol decât cântecul teritorial și este adresat femelei, în special în vecinătatea cuibului, și este asociat mai mult cu formarea perechilor și construirea cuibului, încetează la eclozarea puilor.
- Cântecul de contact este destul de fragmentar și scurt, și este folosit pentru comunicarea cu femela oriunde în teritoriul ocupat de pereche.

În plus față de aceste 3 tipuri de cântece, este emis și un subcântec, în special de masculul adult în cartierele de iarnă și de juvenili înainte de migrația de toamnă.
În locurile de cuibărit cântă de la sosirea din cartierele de iarnă din Africa, de la începutul până la mijlocul lui aprilie, cu o intensitate maximă la sfârșitul lui aprilie când sosesc femele și sunt stabilite teritoriile de cuibărit. Intensitatea cântecului scade în mai (mai ales la păsările care au format perechi) și majoritatea masculilor cântă și în prima săptămână din iunie, dar unii masculi, probabil fără parteneră (în unele populații până la 50% din masculii cântători), cântă până la sfârșitul lui iunie (mai ales dimineața devreme), și s-au înregistrat cântece în Afganistan până la începutul lui iulie. În Europa Centrală, cântă de la sfârșitul lui aprilie până la sfârșitul lui iunie, în regiunea mediteraneană până la sfârșitul lui iulie. În Austria, cântă puțin la începutul sezonului de cuibărit; masculii încep să cânte noaptea odată ce teritoriile au fost stabilite; cântecul se întărește în cursul săptămânii următoare și atinge apogeul la sfârșitul lui aprilie, când sosesc femelele; masculii care sosesc în această perioadă încep să cânte imediat. Cântecul masculului diminuează înainte de jumătatea lui mai (când ponta este depusă), apoi masculul cântă o perioadă scurtă (la sfârșitul depunerii pontei), cântă puțin la sfârșitul lui mai / începutul lui iunie, dar uneori la 5-10 iunie și din nou după ce puii părăsesc cuibul și pot să zboare. Aproape toți masculii încetează să cânte la începutul lui iulie, când se destramă familiile și începe năpârlirea adulților. Cea mai bună șansă de a localiza specia primăvara este cântecul ei.
Cântă intermitent din interiorul vegetației dese și în timpul iernii (din decembrie până în martie) în cartierele de iarnă, dar din ce în ce mai mult spre primăvară. În Zair, rareori cântă noaptea, dar cântecul diurn a fost adesea raportat în alte părți ale Africii, de ex. în Sierra Leone, cântă pe tot parcursul zilei, de obicei un subcântec, uneori un cântec aproape complet. Cântecul de iarnă diferă de cântecul de vară, cântecul de iarnă fiind mai calm, mai puțin sonor și puternic, și mai puțin bogat nuanțat și variat, mai ales ca un subcântec; după Nicolai este la fel de structurat și persistent ca cântecul de vară, dar după Walker este mai puțin bogat și variat. Cântă în mod regulat și în pasajul de primăvară. După ce devin independenți, masculii juvenili cântă din când în când un subcântec scurt înainte de migrația de toamnă, dar în mod imperfect. Și femelele tinere cântă într-o anumită măsură, dar niciodată la fel de tare sau clar ca masculii.
Masculul cântă mai mult noaptea pentru a atrage partenera, dar și în timpul zilei, mai ales dimineața, iar în timpul sezonului de cuibărit toată noaptea, de obicei până când puii eclozează, dar poate înceta să cânte în unele regiuni după formarea perechilor sau depunerii ouălor. Cântecele tipice din timpul zilei diferă de cântecul nocturn, ele sunt de obicei mai scurte, (lungimea frazei și pauzei sunt mai scurte), conțin mai puține variații și mai multe repetări (mai puține fraze tipice, repetate mai des); frazele fluierătoare caracteristice sunt mult mai rare ziua.
Cântecul teritorial este interpretat cel mai adesea de la înserare până la miezul nopții, iar în acest timp masculul adoptă o ținută aproape verticală, bătând rapid din aripi. În timpul pasajului și iarna, cântă de obicei numai în timpul zilei și mai ales dimineața, din octombrie (în Liberia subcântecul este auzit de la sfârșitul lui noiembrie și cântecul complet de la mijlocul lui decembrie). În Westfalia, cântecul masculului este mai viguros seara până la miezul nopții, apoi este mai potolit până la ora 2 noaptea. Masculul devine tăcut pe la orele 5-6 dimineața. După aceea, cântecul este viguros timp de 2 ore. Cântă cu pauze scurte în timpul zilei, mai tare dimineața. Un mascul a cântat în mod regulat ziua până ce puii aveau 5-6 zile, de asemenea, a cântat intermitent noaptea până ce puii au părăsit cuibul. Masculii recent sosiți în locurile de cuibărit cântă obișnuit în plină zi, dar și în amurg, în timpul nopții și în zori.
Cântecul diurn este folosit mai ales pentru interacțiunea cu masculii rivali din apropiere, cântecul nocturn este folosit mai mult pentru semnalizarea de la distanță a femelelor și atragerea lor. Masculii care au un repertoriu mai bogat sunt mai atractivi pentru femele și se împerechează mai ușor. De obicei, masculul încetează să cânte noaptea după ce o femelă s-a stabilit pe teritoriul său.  Cântecul nocturn este astfel folosit în principal pentru formarea perechilor, iar în Austria este interpretat numai c. 15 zile de masculii care s-au împerecheat, dar mai mult timp de masculii (toți în vârstă de un an) care nu au reușit să-și găsească o femelă.
Cântecul masculului este sonor, puternic și auzit de departe, mai ales pe timp de noapte, și este interpretat de obicei de pe un suport dintr-un loc ascuns din mijlocul vegetației dese, mai ales din subarboretul jos și des, dar și de pe ramurile joase ale copacilor, de ex. cântă din desișurile de păducel sau alun sau din urzici, dar uneori cântă în locuri deschise de pe o creangă joasă, fiind complet expus. În timpul zilei cântă de obicei de pe mai multe suporturi (de obicei în limitele locului de cuibărit), adesea din locuri deschise, schimbând regulat suportul când începe cântecul următor; dar noapte cântă în principal de pe un suport (creangă), folosit mai multe nopți succesive. Câteodată cântă în zbor. Masculul când cântă are o ținută verticală, cu capul ridicat și ciocul complet deschis, expunându-și gura deschisă de culoare viu portocalie și penele albicioase de pe gâtlej umflate, bătând concomitent din aripi pe laturile corpului și vibrând coada.
Repertoriul cântecului și compoziția acestuia sunt însușite prin învățarea vocală în timpul vieții timpurii. Cu toate acestea, masculii pot fi inventivi când își dezvoltă repertoriul cântecului și își modulează repertoriul mai târziu în viață, principalele schimbări având loc în perioada de la primul până la  al doilea sezon de cuibărit, rezultând mai multe similitudini ale repertoriului masculilor în cel de-al doilea sezon de cuibărit. În raport cu astfel de modulări a repertoriului, masculul cântă cântecele învățate timpuriu doar atunci când aud cântecul respectiv. În caz contrar, el păstrează anumite cântece în memorie ca „cântece silențioase”.
Cu toate că este asemănător, cântecul privighetorii roșcate aproape întotdeauna se distinge ușor de cântecul privighetorii de zăvoi (Luscinia luscinia). Cântecul privighetorii roșcate include un crescendo "lu lu luu luu lii" la început și este mai scurt și mai variat, bogat nuanțat cu diverse strofe dulci muzicale ascendente, flautine, dar în general fără notele mai seci sau mai scârțâitoare ale privighetorii de zăvoi, care includ câteva fraze stridente și țiuitoare și care se termină de obicei cu o serie ascendentă de 3-4 note scurte "toki tok tok". Cântecul privighetorii de zăvoi este mai puternic, dar mai lent, mai monoton și întrucâtva amintește de cântecul "dulce" al sturzului cântător (Turdus philomelos), și are un ton mai înalt decât cel al privighetorii roșcate. Ca și la această specie, frazele individuale sunt adesea repetate. Cântecul are și note mai dure, inclusiv "zgomote plescăite" și câteva fraze stridente care se asemăna cu cele ale lăcarului mic (Acrocephalus schoenobaenus). Notele crescendo "lu lu lu lu lu" ale privighetorii roșcate sunt mai rar emise, dar are o frază distinctivă profundă care se aude la depărtare "cioc cioc cioc cioc", similară cu "jug jug jug"-ul privighetorii roșcate, dar mai puternică. În zonele de suprapunere a arealului cu cel al privighetorii de zăvoi (din nordul Germaniei până în România și nordul Caucazului), unii indivizi pot avea un cântec intermediar, mai lent sau mai măsurat cu fraze repetate, și mai asemănător cu (sau care imită părți ale) cântecului privighetorii de zăvoi și ei sunt probabil hibrizi sau cel puțin păsări aberante.

### Strigătele
Strigătele privighetorii roșcate sunt sonore, adesea motivate de neliniște, și sunt adesea emise în apropierea cuibului sau a puilor: sunt note fluierate pure, acompaniate de huruituri profunde și dizgrațioase.
Strigătele de contact. Nu are un strigăt de contact unic. Strigătele de contact se aseamănă cu cele ale privighetorii de zăvoi, fiind o variantă mai moale a strigătului de alarmă 'krrrrr', descrisă adesea ca un țârâit. Strigătele de contact între mascul și femelă includ un sunet "ciurr" puternic și un sunet dublu, "tacc tacc" ("tac tac") aspru sau un "tucc tucc" ("tuc tuc") mai moale sau un "tuk tuk" jos, ca de mierlă (Turdus merula), precedat de 3 note moi ciripitoare "rrrr" emis de femelă. Membrii perechii fac un schimb de strigăte de contact-alarmă între ei, uneori în serii slab legate între ele. Părinții care vin la cuib cu hrană pentru pui scot un „strigăt de hrănire” - un semnal pentru pui, care își întind imediat gâtul și deschid gura. Părinții care aduc mâncare planează deasupra puilor, care au părăsit cuibul și s-au ascuns în vegetație, scoțând strigăte "errp", probabil ca strigăte de contact; puii răspund în mod similar.
Strigătele de curtare. Strigătul de curtare al masculului este un "ma-a-a-a-a-a" sau un "ha-ha-ha-ha" behăitor, emis când acesta urmărește femela în aer, cu bătăi fremătătoare din aripi, înainte de parada nupțială de pe pământ și copulație; acesta este probabil similar cu sunetul nechezător de încheiere în alte înregistrări ale frazelor cântecului. Strigătul ciripitor al masculului când urmărește femela prin tufișuri, sau când o întâlnește într-un context mai potolit, este un strigăt șopotitor. Strigătul de curtare, "trr-țe-țe-țe" emis de ambele sexe când se urmăresc prin tufișuri aproape de pământ este probabil la fel sau asemănător.
Strigătele de alarmă și avertizare. Strigătele de alarmă și avertizare sunt asemănătoare cu cele de contact, dar sunt emise cu un accent mai puternic., cel mai des emite un "krrrrr" (sau "trrrrrrr") orăcăit, ca de broască, jos, profund, strident, foarte distinctiv,  de obicei de mai multe ori într-o succesiune destul de rapidă, sau un "karr" sonor aspru repetat, de ex. la intervale de 1 s, adesea în combinație cu strigătul 'huiit', sau cu "tacc tacc". Este emis și de păsările din cartierele de iarnă. În caz de alarmă emite și un "huiit" ("uiit" sau "suiip" sau "piip") domol și fluierător foarte asemănător cu cel al pitulicii mici (Phylloscopus collybita) și pitulicii fluierătoare (Phylloscopus trochilus), dar adesea mai puternic. Emite și un "huid" ("huuiiid") repetat, clar, mai puternic, foarte pătrunzător și mai aspru ca cel al pitulicii mici, Aceste strigăte sunt adesea emise împreună cu un strigăt orăcăit, de ex. "fid-krr", cu un ton mai jos, mai puțin strident și pătrunzător decât cel al privighetorii de zăvoi (Luscinia luscinia). sau un "huiit-krrrr" strident, apoi slab, într-o succesiune rapidă, sau un "suiip", urmat de un "krr-krr" mai slab. Aceste strigăte sunt emise când pasărea este deranjată în locurile de cuibărit sau în timpul migrației, și în cartierele de iarnă. Emite și un strigăt mai strident, mai îndelungat, cu un ton mai înalt, de ex. femela alarmată emite un "sii (sau "sih") sii sii" sau "siii-sii" prelungit, cu un ton mai înalt, scos probabil numai de femele. Un țipăt lung, puternic și monoton a fost scos de 2 păsări, adesea alternativ timp de câteva minute, în Egipt, iarna. Femelele care cuibăresc scot un "prarrr, ziep-ziep-ziep-ziep" ("ziep"-ul este plângător), sau un "fiep-fiep-fiep", sau un "ziip-ziip-ziip" pițigăiat slab, adesea timp îndelungat, probabil pentru a distrage atenția animalelor răpitoare sau intrușilor, atunci când aceștia sunt lângă cuib. Emite și o fluierătură scurtă monotonă (sau rareori ușor ascendentă), "iihp" (sau "uihp", "iiiihp"), ușor ascendentă, uneori amintind de strigătul similar al cintezei (Fringilla coelebs) în sud-estul Europei, dar de obicei este mai puternic și mai "fioros". Scoate de asemenea un "errr" sec, surd, jos și torcător (ca de pisică), sau cavernos și scârțâitor. Când este extrem de alarmată, scoate un "raak" sau "praak" ("rraaa", "krraaa", "kaarr", "tciaaaa")  etc. strident și tăios, asemănător cu al gaiței (Garrulus glandarius), dar care semnalează și furia și iritarea, emis de ex. de către un mascul care se confruntă cu partenerul femelei. Scoate și un sunet zgomotos "rrad" prelung.  În Zair, iarna, a scos un "kh-k-k-k-k-k" strident și sec, probabil ca un strigăt de alarmă. Un "tciaaaa" strident și tăios este emis de privighetoarea roșcată când atacă un cuc (Cuculus canorus).
Strigătele puilor. Strigătele de cerșit hrana ale puilor din cuib sună astfel: "țițțits", sau "țețețețețețețețe". Strigătul de cerșit ale puilor mai mari care aproape pot zbura constă dintr-o serie perseverentă de sunete "tik, repetate rapid, ei emit de asemenea un "cituk" sau "cidik". Puii capabili să zboare care au părăsit cuibul sunt încă dependenți de adulți în ceea ce privește hrana și scot strigăte cerșetoare stridente, destul de asemănătoare cu a puilor mierlei (Turdus merula) de aceeași vârstă, dar mai puțin zgomotoase, care se accelerează atunci când hrana este adusă de părinți; aceste sunete sunt asemănătoare și cu strigătele "rek" și variantele lui ale puilor codroșului de pădure (Phoenicurus phoenicurus) emise frecvent înainte, în timpul și după hrănire. Sunt emise obișnuit și fluierături sau alte sunete; astfel, un pui capabil să zboare a scos un "prerrr-hi-hie-trrrrr", de asemenea un "fiedt", uneori combinat cu un "gor" jos.
Privighetoarea roșcată poate fi localizată nu numai după cântec, ci și după unele strigăte distinctive, mai ales după "tuc"-ul profund și "trrrrrrr" jos, profund, foarte distinctiv, ca de broască (și variațiile celor două), precum și după strigătele "uiit" sau "piip" puternice, foarte pătrunzătoare. Toate cele trei strigăte sunt emise în locurile de cuibărit, iar primele două și în timpul migrației. Privighetoarea de zăvoi are strigăte asemănătoare, dar acestea sunt mai sacadate și mai înalte, iar "uiit"-ul pătrunzător al privighetorii roșcate este înlocuit cu un "uit" monosilabic.

## Hrana

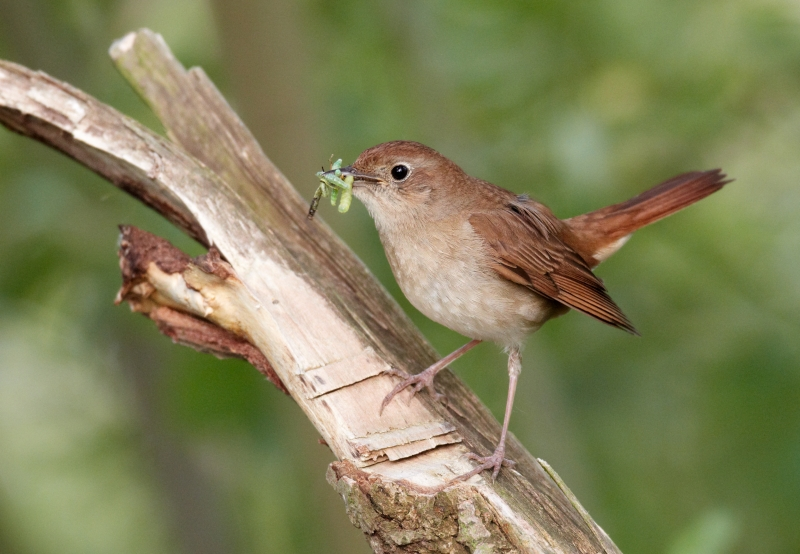
Privighetoarea roșcată cu omizi și insecte prinse în cioc

Hrana este formată pe tot parcursul anului din nevertebrate terestre, în principal din insecte adulte și larve (mai ales gândaci și furnici), dar și din păianjeni, melcișori de noapte,  râme și alte nevertebrate de talie mică. Consumă și unele bobițe și semințe la sfârșitul verii și toamna. Privighetoarea roșcată se numără printre cele mai folositoare păsări, aducând un aport considerabil intereselor omului prin cantitățile mari de insecte dăunătoare pe care le consumă.
Printre nevertebratele consumate se numără mai ales gândacii (Coleoptera) adulți și larvele lor (din familiile Carabidae, Scarabaeidae, Elateridae, Curculionidae), furnicile (Formicidae) și termitele (Isoptera). Au fost înregistrate în hrană și alte nevertebrate: oniscide (Oniscidea), muște (Diptera), ploșnițe fitofage (Hemiptera), colembole (Collembola), plecoptere (Plecoptera), lăcuste (Acrididae), neuroptere (Neuroptera), trihoptere (Trichoptera), diplopode (Diplopoda), pupe și larve de himenoptere (Hymenoptera)  și fluturi mici și omizi (Lepidoptera), și alte nevertebrate - moluște mici (Limacidae), râme (Oligochaeta) și păianjeni (Araneae).
Bobițele (fructele) și semințele consumate în special la sfârșitul verii și toamna includ cele de soc (Sambucus), sânger (Cornus sanguinea) și corn (Cornus mas), crușin (Frangula alnus), coacăz și agriș (Ribes), frag (Fragaria) și mălin (Prunus padus), amelanchier (Amelanchier).
În stomacurile a unsprezece păsări care cuibăreau în Crimeea s-au găsit  98,1% insecte, precum și o moluscă terestră, un miriapod (Julus) și o oniscidă (Oniscidae) (1,1% în total). Cel mai adesea dintre insecte erau consumate furnicile - 89,3%, urmate de gândaci - 8,9%, inclusiv gărgărițe (Curculionidae) - 2,5%,  carabide (Carabidae) - 2,5%, gândaci de frunză (Chrysomelidae) - 1,4%, gândaci negri mici (Tenebrionidae) și gândaci de băligar (Geotrupidae) – câte 1,1%.
În Bulgaria A. Prostov a găsit în stomacul păsărilor rămășițe de coleoptere: Carabidae, Curculionidae, Chrysomelidae (Halticinae, Donaciinae - Plateumaris serica), Hymenoptera (Formicidae), Diptera (Tipula) și Lepidoptera. Nankinov în Bulgaria a observat că puii capabili să zboare și adulții priveghetoarei roșcate se hrăneau cu omizile moliei păstăilor de mazăre (Laspeyresia nigricana), inelarului (Malacosoma neustria), fluturului cu abdomenul auriu (Euproctis chrysorrhoea), fluturului murului (Macrothylacia rubi), omida păroasă a stejarului (Lymantria dispar), gândaci de băligar (Geometridae) și alți dăunători ai pădurii.
În hrana puilor din cuib în Thüringen (estul Germaniei) au fost găsite 767 articole alimentare, inclusiv gândaci adulți și larvari (Coleoptera) - 25,5%, diptere adulte, larvare și pupale (Diptera) - 24,5%, himenoptere adulte și larvare (Hymenoptera) - 11,6%, fluturi adulți, larvari și pupali (Lepidoptera) - 11,1% , hemiptere (Hemiptera) - 8,1%, și păianjenii (Arachnida) - 7,7%; restul de 11,5% erau colembole (Collembola), plecoptere (Plecoptera), lăcuste și alte ortoptere (Orthoptera), neuroptere (Neuroptera), trihoptere (Trichoptera), crustacee izopode (Isopoda), diplopode (Diplopoda) și moluște gastropode (Gastropoda). Puii dintr-un cuib erau hrăniți în principal cu larvele moliei verzi a stejarului (Tortrix viridana).
Într-un  studiu din Turkmenistan, în hrana puilor din cuib examinați prin ligatura esofagului au fost găsite 151 rămășițe alimentare din care 61% insecte (mai ales furnici - 34%), 17,2% oniscide, 14,6% bobițe și 7,2% păianjeni; părinții aduceau bobițe puilor la sfârșitul perioadei șederii lor în cuib. În altă probă au fost găsite 53 rămășițe alimentare, din care 32% (după număr) erau larve de insecte, 30% furnici, 15% păianjeni, 13% ortoptere (lăcuste), 8% bobițe și o râmă. Într-un alt studiu din Turkmenistan, în hrana puilor nu au fost găsite furnici, ei fiind hrăniți în principal cu ortoptere (19,8%), țânțari (12,4 %) și omizi (11,6%).
În cartierele de iarnă din Africa se hrănește mai ales cu insecte - furnici și pupele lor, gândaci adulți și larvari, fluturi mici, omizi, muște, mici ortoptere și termite; dar și cu păianjeni, râme și uneori cu bobițe. În timpul iernii, în estul Nigeriei, toate stomacurile examinate conțineau numai insecte.
Se hrănește atât pe sol, cât și prin stratul de frunziș. Își procură hrana căutând (adesea cu capul ținut într-o parte ca măcăleandrul) în interiorul subarboretului des sau sub el, în vegetația deasă, mai ales pe pământ, ciugulind hrana din așternutul de frunze căzute sau din iarbă, dar și de pe pământul neacoperit de vegetație și de pe ramurile joase și frunze. Uneori caută hrana în locuri deschise (de obicei când hrănește puii din cuib) pe pământul gol sau printre ramuri și vegetația putrezită. Pe pământ în căutarea hranei se deplasează prin salturi lungi, cu pauze frecvente. Uneori se lansează în zbor spre pământ după pradă de pe un suport sau o  creangă joasă,  sau mai rar urmărește insectele în zbor prin salturi aeriene. Vizitează bazinele acvatice pentru a bea apă.

## Comportamentul general

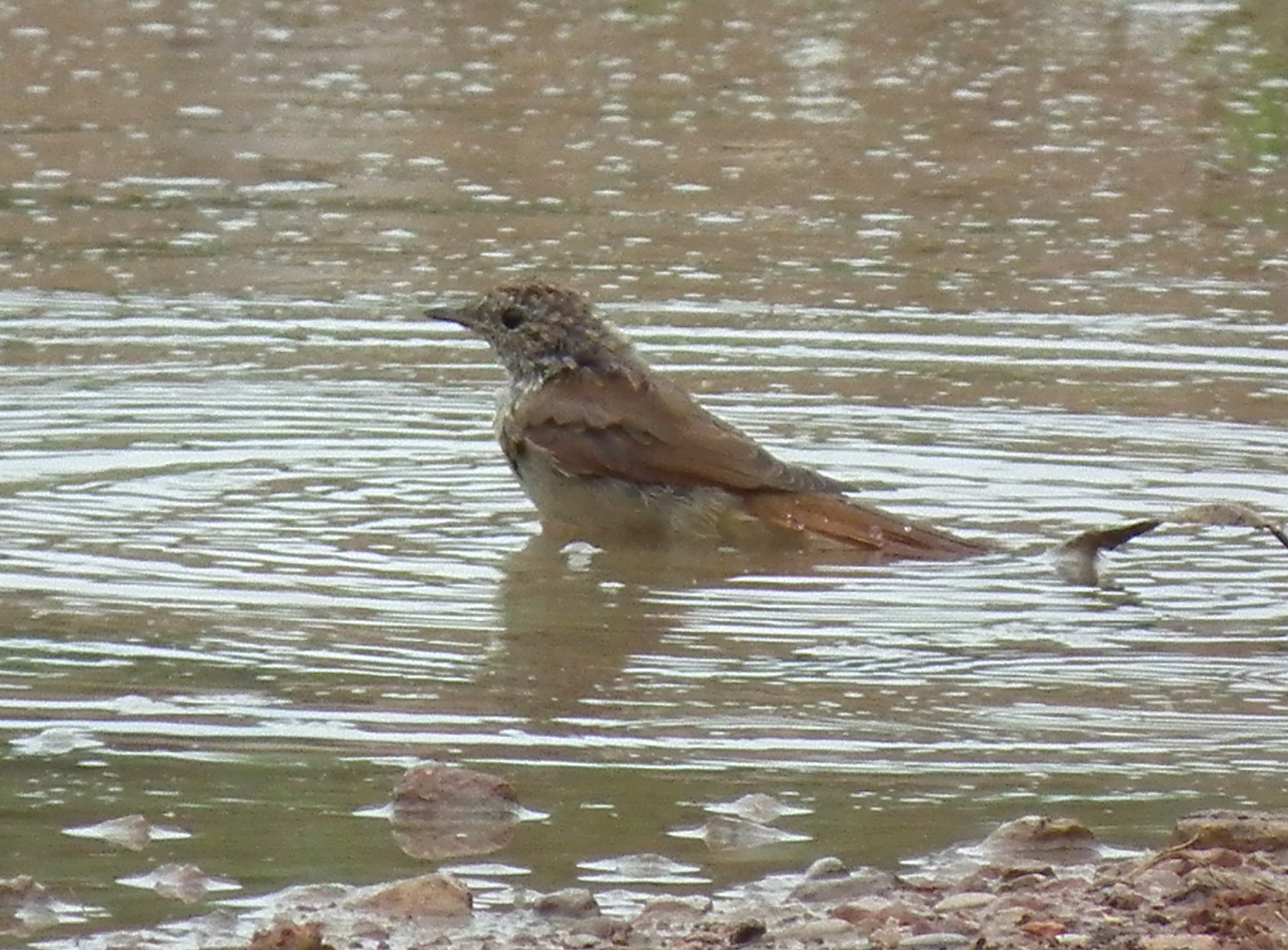
Privighetoarea roșcată bălăcindu-se în apă

Studii importante ale comportamentului au fost efectuate în Westfalia (vestul Germaniei) de Horstkotte (1965) și în Marchegg (Austria) de Grüll (1981).

### Timiditatea
Este o pasăre precaută, discretă și secretoasă, care stă ascunsă în vegetație, fiind mai des auzită decât văzută. Ornitologii sau amatorii de păsări din Europa știu cât de greu poate fi uneori văzută o privighetoare roșcată, chiar și când cântă și acest lucru poate fi imposibil după jumătatea lui iunie, când pasărea nu mai cântă. De obicei stă ascunsă în interiorul vegetației joase sau în tufișuri sau pe pământ într-un loc umbros; are un colorit modest și discret și adesea este dificil de localizat unde stă. Preferă locurile umbroase, fiind mai activă în penumbră sub frunziș pe înserate și în plină noapte. Stă mai mult pe pământ ascunsă vederii, căutându-și hrana în litiera frunzelor moarte.
Este destul de sperioasă și se alertează rapid, dar poate fi încrezătoare și petrece mult timp în zone mai deschise. Chiar și atunci când cântă, masculul stă adesea ascuns în vegetația deasă sau în adâncul unui tufiș, la aproximativ doi metri deasupra solului, dar uneori cântă din locuri deschise de pe un suport sau o creangă joasă sau chiar de pe acoperișuri și firele de la marginile drumurilor. Nu este prea sperioasă în afara sezonului de cuibărit: de ex. în Irak, în timpul migrației de primăvară, cânta din vegetația foarte rară. În Khartoum (Sudan), în septembrie este destul de netemătoare, stând în principal pe pământ și la apropierea unui om nu zboară, dar țopăie spre un adăpost din vegetație. În diferite situații când este suspicioasă sau agitată (de exemplu, atunci când se apropie de cuib pentru a hrăni puii) își mișcă rapid în sus coada și o coboară mai încet, spre deosebire de privighetoare de zăvoi care nu-și flutură coada în aceste cazuri.

### Locomoția și mișcările
Pe pământ are o ținută distinctivă, cu capul ținut sus, coada parțial ridicată sau ușor lăsată în jos, și aripile coborâte. Fâlfâie din aripi și își ridică coada când este agitată (după cât se pare ține mai adesea coada ridicată în estul arealului).
Aproape întotdeauna, privighetoare roșcată își mișcă în mod caracteristic coada, această mișcare a cozii nu este întâlnită la privighetoare de zăvoi. De obicei, privighetoare roșcată adesea își mișca în sus și în jos coada, ușor desfăcută în semi-evantai, într-un mod exagerat și, de asemenea, o clătină lateral. Această manieră se asemăna superficial cu cea a măcăleandrului roșcat (Cercotrichas galactotes), dar acesta din urmă își ridică coada mai brusc și o ține verticală mai mult timp și nu o balansează în același mod ușor și rapid. Această mișcare a cozii întâlnită la privighetoare roșcată este foarte  asemănătoare cu cea a frunzăriței de tufiș (Hippolais languida) și la fel de obișnuită. Acest comportament este în mod normal vădit chiar și când  privighetoare roșcată este văzută un timp foarte scurt sau atunci când pasărea este în mare parte ascunsă în frunziș. În schimb, privighetoarea de zăvoi își mișcă puțin coada în timpul unei observații prelungite. De obicei își ține adesea coada nemișcată, de multe ori puțin deasupra remigelor primare, și numai rar o ridică ușor pentru puțin timp când sare înainte sau se oprește brusc. Însă această diferență probabil este valabilă numai pentru populațiile estice ale privighetorii roșcate, care au de obicei coada nițel mai lungă decât populațiile europene.
Pe pământ fuge sau se deplasează prin salturi pe picioarele sale destul de lungi. Cu toate că este capabilă să migrează pe distanțe mari, ea zboară adesea în locurile de cuibărit  pe distanțe scurte dintr-un ascunziș în altul. Zboară de obicei la o înălțime joasă bătând rapid din aripile sale destul de late și rotunjite, planează pe distanțe scurte, și se întoarce brusc de obicei într-un loc ascuns din vegetație.

### Comportamentul de confort și întreținerea penajului
Întreținerea penelor se realizează în mod tipic paserin, inclusiv scărpinatul indirect al capului, prin care un picior este adus peste aripă. Cu multă plăcere face baie în apă, iar atunci când apa este disponibilă și sigură, o poate vizita de mai multe ori pe zi pentru a face baie. Își curăță penele cu ciocul și își scutură corpul și coada de obicei pe marginea unei bălți sau pe o ramură din apropiere. O femelă s-a bălăcit regulat în apă în timpul clocitului.

### Gregaritatea
Este de obicei o pasăre solitară în sezonul de cuibărit. La sfârșitul sezonului de cuibărit, grupurile familiale se pot aduna împreună în cârduri răzlețe până când puii devin complet independenți și apoi se dispersează din locurile de cuibărit: de ex. în vestul Berlinului, la jumătatea lui august, un grup de 39 de păsări răzlețe a fost văzut câteva zile pe o suprafață de 2,7 ha, și un grup de 20 păsări un timp mai scurt pe o suprafață de 0,6 ha, în acest timp ele cântau dulceag, iar unele se urmăreau în mod agresiv. În Marchegg (Austria), masculii au rămas câtva timp pe teritoriile lor cuibărit după ce puii au devenit independenți; în Westfalia, toate păsările au părăsit teritoriile lor cuibărit după ce puii au devenit independenți. În afara sezonului de cuibărit este de obicei solitară, dar în timpul pasajului și iernii se pot aduna împreună în grupuri răzleț asociate de circa 10 indivizi, excepțional mai mulți, iar în Wadi Darbat, Oman la începutul lunii octombrie 2008 au fost observate grupuri de până la 100 indivizi. Primii masculii sosesc singuratici în locurile de cuibărit, masculii care sosesc mai târziu vin în grupuri mici, uneori împreună  cu femelele. În unele locuri din Kenya poate fi întâlnită în grupuri în timpul migrației de primăvară.
Locurile de cocoțat și odihnă sunt puțin cunoscute. Toamna în locurile de cocoțat și odihnă comune se certă zgomotos cu privighetoare de zăvoi (Luscinia luscinia).
Este o specie teritorială în cartierele de iarnă, și adesea cântă din interiorul vegetației (de obicei dimineața) în noiembrie–martie. În Sierra Leone, câte o pasăre pe un teritoriu ocupat, dar teritoriile pot fi destul de apropiate. În Togo, teritoriile de iarnă sunt după cât se pare destul de mici, 3-4 păsări adesea cântă la o distanță de c. 10 m între ele în același desiș, ceea ce sugerează că teritoriul apărat este foarte mic, dar fiecare poate să cânte în răspuns de la colțul teritoriului. Păsările din Kenya sunt de obicei sedentare timp de câteva săptămâni sau luni.

### Reacția față de prădători și intruși
Reacția față de prădători și intruși a puilor. Începând cu a 4-7 zi, puii scot strigăte stridente puternice când sunt ținuți în mână; din a 7-8 zi, puii se ghemuiesc, lipindu-se de pereții cuibului și se agață cu ghearele de așternutul cuibului când sunt ridicați. Puii mai mari își deschid larg gura amenințător, scot strigăte stridente, apoi pot înțepeni; se adăpostesc în vegetație când părăsesc cuibul și devin tăcuți la auzul strigătelor de avertizare ale părinților. După a 8-9 zi de la părăsirea cuibului, puii zboară dacă un om se apropie.
Reacția față de prădători și intruși a păsărilor adulte. Femela care clocește părăsește cuibul dacă cineva se apropie prea aproape; stă jos înțepenită, aproape lipită de cuib din ziua 9; aproape de eclozarea puilor, poate să se lase atinsă, ciupește mâna intrusului și țâșnește din cuib, zburând doar la o distanță mică de cuib, aceste reacții față de intruși continuând și atunci când acoperă puii mici. În caz de alarmă, atunci când femela a plecat din cuib, masculul, cu coada desfăcută în evantai, o aduce înapoi la cuib, sau o gonește înapoi spre cuib cu un zbor fâlfâit. Atunci când o coțofană (Pica pica) amenință cuibul, părinții scot strigăte de alarmă stridente și persistente. Odată au urmărit și alungat o veverița. Părinții sunt predominant tăcuți în timpul incubației, după eclozarea puilor scot în mod regulat strigăte de alarmă, mai intens când puii abia au părăsit cuibul. Strigătele slabe de alarmă sau de avertizare se transformă de obicei în strigăte de alarmă stridente sau într-un amestec dintre cele două, dacă un om sau o pisică se apropie de cuib. Când femela este agitată în cuib, masculul zboară în jur fâlfâind din aripi și scoate strigăte de avertizare stridente și puternice. Timp de 2 zile, când un intrus (un om) se afla lângă cuib, femela a scos strigăte de avertizare vădite, s-a îndepărtat țopăind cu aripile vădit lăsate în jos, apoi s-a întors și a continuat să strige, iar o dată s-a apropiat de intrus la 2 m, a devenit agitată și agresivă și continuând să strige a zburat spre intrus și l-a atacat. La un alt cuib, femela a distras intrusul printr-o simulare mai evidentă: și-a lăsat în jos aripile și a fâlfâit ca un liliac prin frunzele căzute, dar nu s-a îndepărtat departe. Păsările reacționează activ la prezența pisicii în acelaș fel ca și la prezența omului. Încearcă să distragă atenția pisicii prin simulari. După ce puii au părăsit cuibul și au fost împărțiți între părinți, de obicei fiecare părinte îi avertizează în caz de pericol. Părinții continuă să avertizeze puii până ce aceștia devin independenți, mai ales seara, înainte de a se cocoța undeva pentru a înnopta. Strigătele de avertizare sunt emise de părinți de pe suporturile (crengile) din apropierea locurilor de unde cântă.

## Comportamentul teritorial și sexual

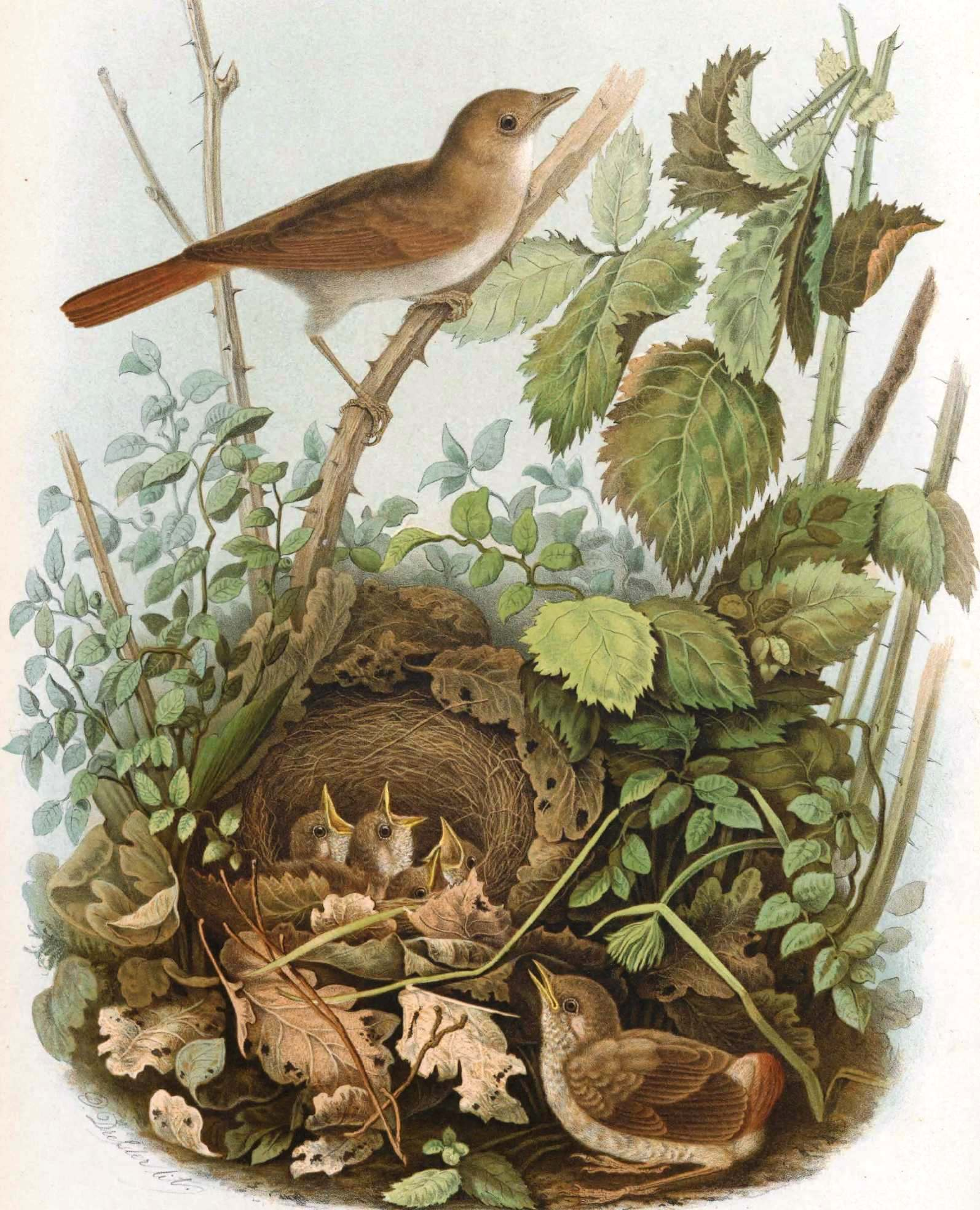
Privighetoarea roșcată și cuibul ei situat pe pământ după Eugenio Bettoni (1865).

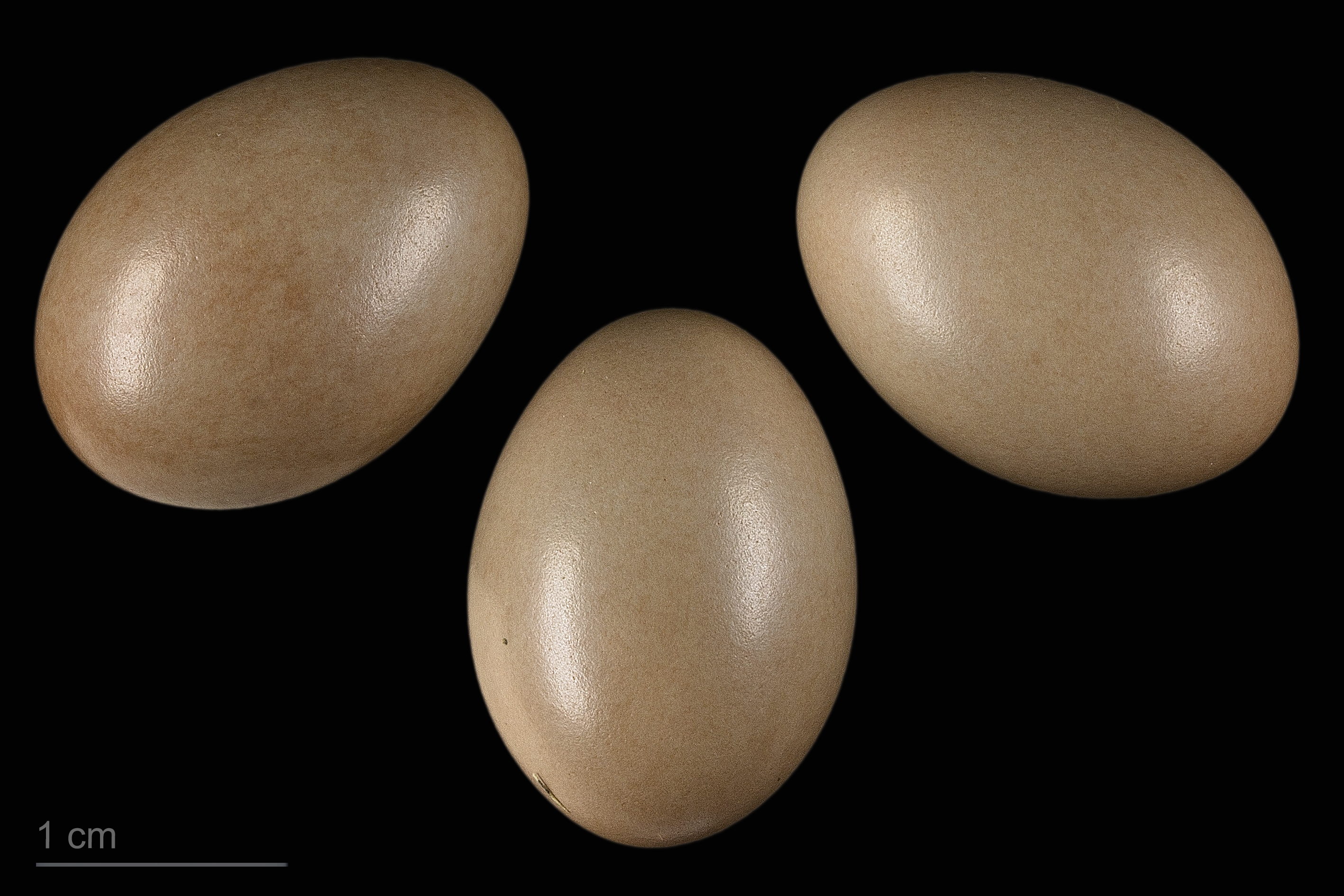
Luscinia megarhynchos megarhynchos

De regulă privighetoarea roșcată este o specie monogamă. Au fost înregistrate câteva cazuri de bigamie (un mascul și 2 femele): într-un caz, 2 femele au depus ponte aproape în acelaș timp pe teritoriul unui mascul; în 2 cazuri similare, masculul a avut grijă de 2 cuiburi. În estul Europei și sudul Rusiei, unde arealele de cuibărit se suprapun, un număr mic (3-5%) hibridizează cu privighetoarea de zăvoi (Luscinia luscinia), dând naștere la masculi fertili (dar după câte se pare nu la femele), care se pot împerechea cu una din femelele celor două specii parentale.

### Teritorialitatea
Este o specie solitară și teritorială, mărimea teritoriului ocupat de o pereche este stabilită de obicei de numărul de suporturi de pe care cântă masculul. Teritoriul ocupat este de la 0,13 ha până la 1,9 ha  și este folosit pentru formarea perechilor, cuibărit și în mare parte pentru procurarea hranei puilor din cuib; părinții cu pui capabili să zboare se pot hrăni dincolo de teritoriul lor, dar niciodată nu trec pe teritoriile vecine , sau familia poate părăsi cu totul teritoriul ocupat de ea. Teritoriile de reproducere sunt mai mult sau mai puțin întinse în funcție de natura covorului vegetal și pot fi mici atunci când densitatea tufișurilor este mare, de exemplu, 0,5 hectare.  Pe suprafețe mari, densitățile populațiilor cuibăritoare variază, de asemenea, în funcție de mediu (de obicei între una și trei perechi la zece hectare) și de condițiile meteorologice (o temperatură blândă a lunii mai este un factor pozitiv). În Marchegg (Austria), mărimea medie a teritoriului ocupat de o pereche, calculată după perimetrul suporturilor-santinelă de pe care cântă masculul, este de 0,67 ha (0,13-1,9 ha).  În Magdeburg (estul Germaniei), mărimea teritoriului ocupat este de 0,2-0,4 ha, cuiburile se află adesea la o distanță de 50 m între ele;  în Westfalia mărimea teritoriului este de 0,35 ha (0,31-0,38 ha).  În Așhabad (Turkmenia), mărimea medie a 15 teritorii este de 0,39 ha (0,13-0,78), cu o distanță medie 67 m (20-94 m, n = 13) între cuiburi; dimensiunea teritoriului crește ușor după eclozarea puilor.  La începutul sezonului de cuibărit, sosirea progresivă a păsărilor duce la contracția teritoriului ocupat, de ex. de la 0,8 ha la 0,55 ha, dar păsările sosite mai târzii pot să-și extindă teritoriile în detrimentul vecinilor.  Densitățile în locurile de reproducere, bazate obișnuit pe numărul masculilor cântători, variază foarte mult, cu maximum de c. 1 pereche pe ha în unele locuri, de ex. în Magdeburg 7 perechi pe 6,35 ha.
Densitățile teritoriilor de reproducere sunt foarte variabile, de la o pereche pe un hectar până la 100-150 de perechi pe km² în habitatele optime din centrul Europei (Germania). În Saxonia Inferioară (Germania), densitățile în unele locuri ajung la 7 masculi pe 7 ha, de obicei 1,8 masculi/km²; în diferite orașe din Saxonia Inferioară, 0,2-2,9 perechi/km². În zona Hamburgului (Germania) densitățile în decurs a peste 6 ani au fost 0,04-0,05 perechi/km². În habitatul optim din Karben (landul Hessen, Germania), densitățile sunt de 100-150 teritorii/km².  În Elveția, densitățile sunt de 40-60 de perechi/km² în Nyon, până la 80 de perechi/km² în valea râului Allondon. În peste c. 80 ha din pădurea predominant de stejar, din Gloucestershire (Anglia) în perioada 1927-1960 erau 5-30 masculi/km².  În Surrey (Anglia), în 1957-1971 erau 0,06 teritorii/km², maximul în acești ani fiind de 0,52/km². În Maroc au fost găsite 4,1 perechi/km² în păduri, 18,3/km²  în pădurile pipernicite. Dacă cuibul este distrus construiește un alt cuib de înlocuire în același teritoriu;  odată a făcut un cuib pentru a 2-a pontă la 17 m de primul cuib.

### Fidelitatea față de locurile de cuibărit
Fidelitatea pentru locurile de cuibărit este puternică la masculi, dar mai slabă la femele. Adesea de două ori mai mulți masculi decât femele se întorc în același teritoriu de cuibărit în anul următor.  Teritoriile tradiționale în care au cuibărit anul trecut și cele mai bune teritorii dintr-o anumită zonă sunt întotdeauna ocupate în primul rând. Un teritoriu este folosit pentru cuibărit doi sau mai mulți ani de către același mascul, iar dovezile din inelarea păsărilor arată că majoritatea masculilor tineri se întorc în locurile natale pentru a cuibări, în timp ce femelele tinere se deplasează mai departe. În unele zone, teritoriile de reproducere (cu mici modificări ale hotarelor lor) sunt folosite continuu pentru cuibărit mai mulți ani. Un adult care a fost inelat într-un loc din Suffolk (Anglia) în 1988 a fost ulterior recapturat acolo în următorii cinci ani până în 1996. În Marchegg (Austria), masculii mai mari de 1 an au arătat o fidelitate puternică față de locurile în care au cuibărit anul trecut, cu excepția cazului în care au cuibărit fără succes anul precedent. Astfel, timp de peste 3 ani, 76% din masculi au ocupat teritoriul în care au cuibărit anul trecut sau unul din vecinătate, restul s-au deplasat mai departe; în medie fidelitatea masculilor față de locurile de cuibărit a fost de 48,5%, iar a  femelelor 22%. În Magdeburg (Germania), din 746 masculi adulți inelați, 19,2% s-au întors în fostele locuri de cuibărit (din același parc), comparativ cu 9,6% din 428 femele inelate. 2,4% din masculi și 3,7% din femele s-au mutat într-un alt parc din oraș, în medie mai multe femele s-au deplasat și mai departe. Majoritatea masculilor tineri, dar puține femele, se întorc în locurile natale pentru a se reproduce. Masculii care nu au putut să atragă o femelă în sezonul de cuibărit s-au mutat mai departe, până la 1120 m față de locurile în care au stat.

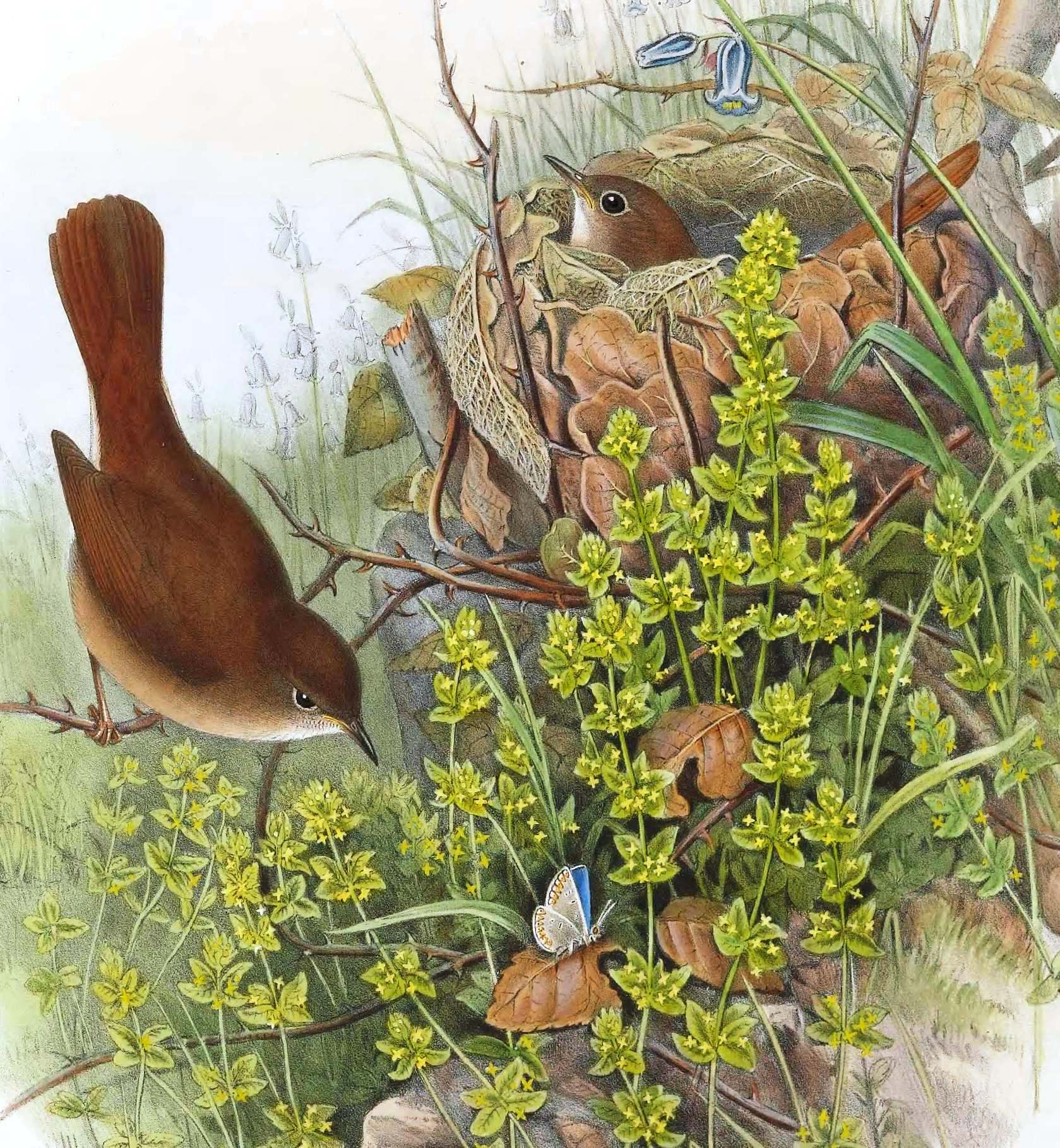
Privighetoarea roșcată și cuibul ei situat la o mică înălțime de pământ într-un tufiș după John Gould (1873). Masculul și femela (în cuib).

### Comportamentul antagonist al masculului
Masculul la întoarcerea sa din Africa în locurile de cuibărit în aprilie își stabilește teritoriul cu câteva zile înainte de sosirea femelei și îl apără viguros. Masculi sosesc cu câteva zile înaintea femelelor în locurile de cuibărit. Masculii mai în vârstă sosesc primii, în Austria, masculii în vârsta de 1 an și-au ocupat teritoriile abia după 9 zile sau mai târziu după păsările mai în vârstă. Până la 2 săptămâni se pot scurge între sosirea primelor păsări și stabilirea teritoriilor. Masculii sunt puțin agresivi când abia au sosit primăvara, dar agresivitatea lor față de masculii rivali crește semnificativ când sosesc mai târziu femelele, diminuând odată ce începe clocitul. Teritoriul ocupat este semnalizat și apărat în principal prin cântecul teritorial, însă apărarea variază în funcție de context. Cântec complet (de curtare adresat femelei) este emis de mascul numai departe de hotarul teritoriului ocupat, înainte sau după conflictul cu masculii vecini. Când un masul intrus este observat la marginea teritoriului, masculul rezident, cântă tare, se apropie de el și emite un cântec înăbușit sau strigăte de alarmă cu o postură amenințătoare. Ținută înclinată amenințătoare este însoțită de un  strigăt „ciaaa”. Masculii rivali se apropie unul de celălalt, cântând în acest timp. Duelul vocal între masculi poate duce la alungarea rivalului, uneori masculul urmărește rivalul până în vârful arbuștilor și de acolo spre pământ, când îl urmărește cântă și scoate strigăte ciripitoare. Au loc și lupte între ei, în care folosesc ciocul ca armă. În apărarea teritoriului de iarnă sunt folosite de asemenea cântecul, strigătele de alarmă și urmărirea intrusului, uneori concurează cu privighetoare de zăvoi (Luscinia luscinia). La sfârșitul sezonul de cuibărit, părinții pot ataca puii care au devenit independenți, dar au comportament bizar. Înainte de depunerea ouălor, masculul devine din ce în ce mai agresiv față de codroșul de pădure (Phoenicurus phoenicurus), mai puțin față de pitulicea mică (Phylloscopus collybita) și măcăleandrul (Erithacus rubecula) care pătrund în teritoriul de cuibărit.

### Parada nupțială
Parada nupțială are loc pe pământ. Masculul din când în când zboară de pe pământ în sus pe o ramură. Pe pământ masculul aflat lângă o femelă cântă un cântec domol de curtare. Masculul în timpul paradei nupțiale are cântecul mai domol sau mai silențios decât cântecul de semnalizare a teritoriului, și este emis lângă femelă. Când cântă, masculul își răsfiră în evantai și își ridică lent coada, ținând-o ridicată uneori timp de câteva secunde. Poate de asemenea să-și lase în jos aripile și să făcă un schimb de strigăte stridente "krrr" cu femela similare cu cele de alarmă. În pauze, atunci când masculul și femela se hrănesc, masculul sare cu salturi particulare, probabil acestea fiind elemente ale jocului nupțial. Dacă femela se îndepărtează, masculul o urmărește prin vegetație, cântând pe o perioadă scurtă cântece repetate de curtare, de obicei însoțite de mișcări ale cozii. Masculul o urmărește și în zbor, zburând cu bătăi zgomotoase din aripi după ea cu strigăte behăitoare, apoi planează în jos și aterizează lângă ea. După aceea, masculul poate executa un joc nupțial intens pe pământ sau pe o creangă joasă: dansează în fața femelei cu coada răsfirată în evantai și aripile desfăcute și tremurânde, când cele două păsări se învârt în joc, masculul săre spre femelă, nu mai aproape de 50 cm, apoi săre înapoi, de mai multe ori într-o succesiune rapidă; acest joc este foarte asemănător cu jocul nupțial al masculului privighetorii de zăvoi (Luscinia luscinia). Într-o varianta probabil mai puțin intensă a jocului nupțial, masculul după ce zboară alături de femelă, dansează în jurul ei cu o ținută destul de demonstrativă, cu aripile lăsate în jos, femela rămânând pasivă. A doua zi, femela urmează masculul. Ea aterizează pe pământ și scurmă calm pământul (ca în comportamentul de scurmare a masculului), se lipește de mascul cu aripile desfăcute; masculul execută de câteva ori un dans semicircular, aproape târându-și coada desfăcută în evantai. În alte cazuri, când femela apare brusc, masculul strigă agresiv. Jocul nupțial al masculului lângă femelă este descris de Géroudet după cum urmează: tremură din aripi, își mișcă coada desfăcută în evantai în sus și în jos și coboară capul până la nivelul ramurii pe care stă. Consolidarea legăturii dintre cei doi parteneri ai perechii este denotată de intensificarea strigătelor de contact între partenerii perechii, acestea înlocuind progresiv cântecul de curtare al masculului. Hrănirea rituală a femelei în timpul paradei nupțiale nu a fost observată.

### Împerecherea (copulația)
Masculul zboară repetat în sus pe o ramură deasupra femelei, își răsfiră coada în evantai și se mișcă destul de lent spre femelă cu o ținută demonstrativă. Apoi masculul zboară brusc în jos spre femelă și, după ce o urmărește mai mult timp printre tufișuri, cu strigăte behăitoare, se copulează cu femela. Înainte de copulație masculul emite strigăte, ținând coada desfăcută în evantai și ridicată, aripile pe jumătate desfăcute, tremurătoare, în timp ce femela se ghemuiește oarecum. Strigătele înainte de copulație sunt scoase de ambele sexe; după copulație, masculul se întoarce pe o ramură de unde cântă, iar femela rămâne pe pământ.

### Selecția locului cuibului
Formarea perechilor (alcătuite dintr-un mascul și o femelă) are loc în decurs de o săptămână. Femela construiește singură cuibul la scurt timp după formarea perechilor. Femela alege locul cuibului, fiind însoțită de mascul și probabil stimulată de el. Masculul cântă cântecul de curtare în timp ce femela adună materialul pentru cuib, masculul își răsfiră coada în evantai și o coboară, cu mișcări asemănătoare înainte de copulație. Perechea se mișcă în jurul locului cuibului. Masculul se comportă acum asemenea femelei când aceasta era urmărită de el în timpul formării perechii: masculul zboară spre pământ, se așază ghemuit jos pe pământ și apoi se învârte și bate viguros din aripi de pământ, scurmând astfel o gropiță (comportamentul de scurmare – en. scraping-display). Masculul repetă aceste mișcări când femela se îndepărtează. Mai multe gropiță făcute de mascul în preajmă și aceste mișcări ale lui probabil stimulează femela să aleagă un loc pentru cuib, deși în acest caz locul a fost deja ales.

### Legătura dintre partenerii perechii
Perechile formate rămân împreună numai în sezonul de cuibărit, și doar un număr mic refac perechea în anii următori. Legătura între partenerii perechii se desface de obicei la sfârșitul sezonului de reproducere aproximativ în același timp când se rup legăturile familiale între părinți și pui și începe năpârlire. Din 107 perechi, doar 6 s-au refăcut în sezonul următor, deși alte păsări s-au stabilit în apropierea foștilor parteneri, uneori pe teritoriul vecin, cu o posibilă împerechere cu fostul partener în perioada următoare; din cele 6 perechi care s-au refăcut, membrii a 4 perechi au aparținut în trecut altor perechi sau și-au schimbat partenerul în sezonul următor. În cazul în care o pereche începe a 2-a pontă, masculul adesea pleacă din locul de cuibărit cu prima generație de pui, în timp ce femela începe să clocească ouăle din a doua pontă. În 2 cazuri, femela a crescut singură puii din a doua pontă. În alte 2 cazuri, femela s-a împerecheat cu un mascul burlac vecin și a crescut cu el puii la scurt timp după ce partenerul ei a plecat cu prima generație de pui. Numai femela clocește; ambii părinți hrănesc puii. Dacă un părinte dispare, alt părinte poate continua să crească puii. După ce puii pot să zboare (în decursul a 5 zile după ce au părăsit cuibul), părinții împart de obicei puii între ei. Familia se poate reuni mai târziu, sau rămâne divizată. Într-un caz, femela a rămas pe teritoriu cu un pui, după ce masculul a plecat mai înainte cu alt pui.

## Reproducerea

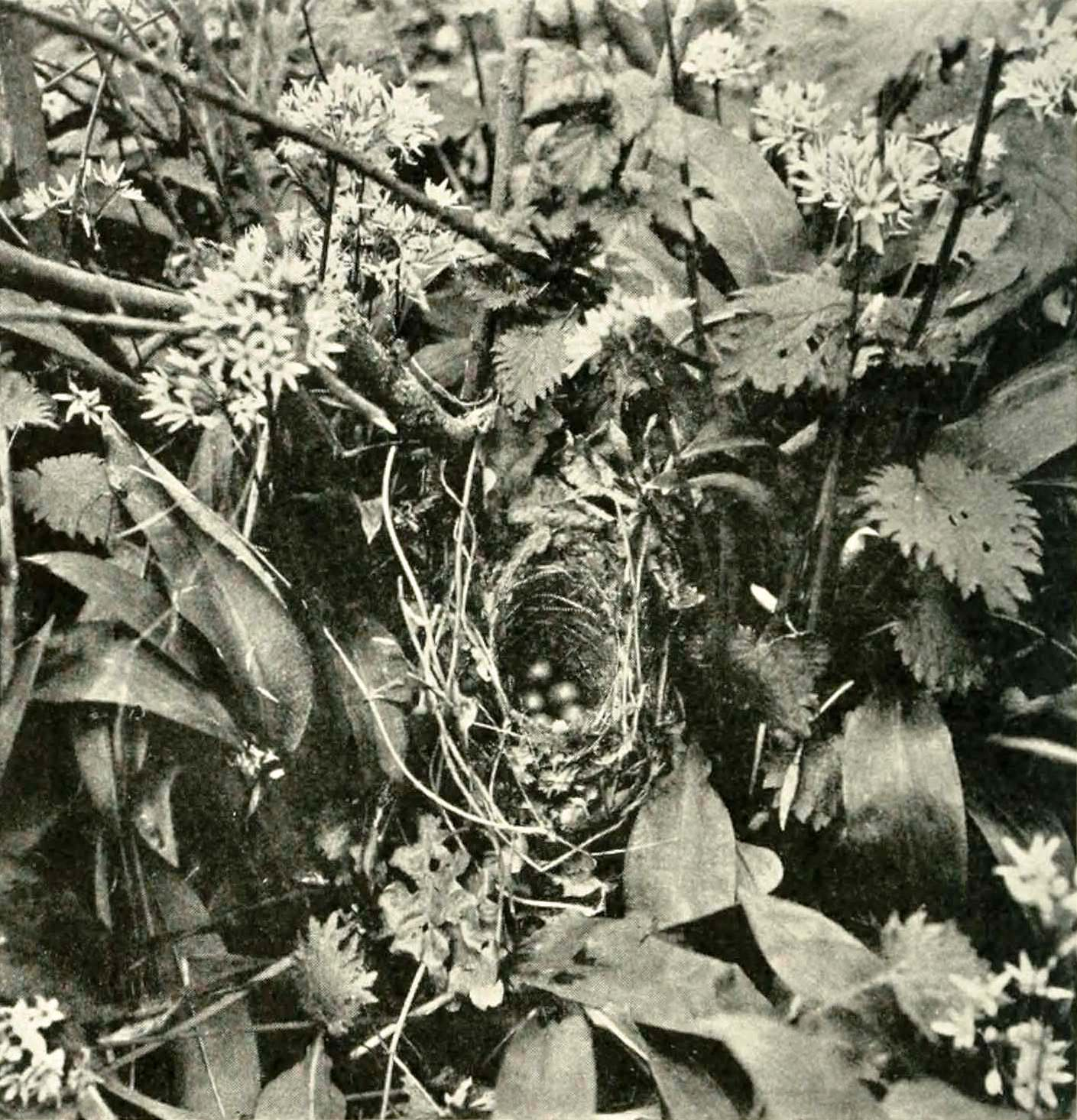
Cuibul privighetorii roșcate amplasat în usturoi și urzici (fotografiat de N. F. Ticehurst în 1912).

Sezonul de reproducere are loc de la mijlocul lui aprilie până la mijlocul lui iulie în Europă; în mai-iulie în Afganistan; de la mijlocul lui aprilie până în iunie în Maroc și în mai în Algeria. Există mici variații ale sezonului de reproducere în întregul areal, cu date similare în sudul Angliei, Europa Centrală, sudul Rusiei și Africa de Nord.

### Cuibul
Cuibul are forma unei cupe voluminoase și adânci, uneori cu o cupolă (acoperiș), și este făcut din frunze moarte, iarbă uscată (graminee uscate), resturi vegetale din jur și căptușit în interior cu ierburi fine, pene și păr de animale. Cuibul este amplasat pe pământ între ierburi înalte și dese sau la o mică înălțime de pământ (în majoritate cazurilor sub 0,5 m) în crenguțele tufișurilor cu spini din subarboret ori tufelor joase de la liziere sau în ramurile căzute la pământ în putrezire de sub tufișuri. Cuibul este situat la baza unui tufiș, arbust, copac mic sau în ierburi joase și bine camuflat în vegetația deasă. Din 283 cuiburi din Anglia, 0,7% erau sub nivelul solului, 27,2% la nivelul solului, 26,1% la 0-15 cm deasupra solului, 35,3% la 15-30 cm, 3,9% la 30-45 cm, 4,6% la 45-60 cm, 2,1% la peste 60 cm; în medie la 20 cm deasupra solului. Cuibul este construit în câteva zile numai de femelă, într-un caz în 3 zile.

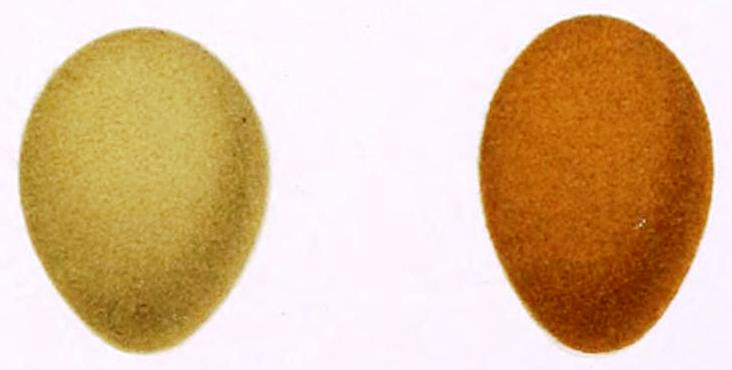
Ouăle privighetorii roșcate după Henry Seebohm (1896).

### Ponta
Ponta este depusă în luna mai (mai frecvent în a doua decadă a lunii mai) și constă din 2-6 ouă, de obicei  ponta este formată din 4-5 ouă. În Anglia din 138 ponte 1% conțineau 2 ouă, 1% - 3 ouă; 25% - 4 ouă; 71% - 5 ouă; 3% - 6 ouă; în medie 4,75 ouă. În Germania din 32 de ponte: 4 conțineau 4 ouă, 25 - 5 ouă, 3 - 6 ouă; în medie 4,9.
Ouăle au dimensiuni de 18,2-23,0×13,9-16,9, în medie 20,9×15,5 mm (n = 200) și o greutate medie de 2,65 g. Douăzeci și cinci de ouă măsurate de Dombrowski au rezultat în medie: 20,85×15,5; maxim 22×15,6; minim 18,5×14,1 mm. Ouăle sunt fusiforme sau subeliptice, netede, slab lucioase și au o culoare brun-măslinie închisă sau albastru-deschisă sau sunt verzi sau albastru-verzui cu nuanțe de albastru sau gri, uneori maro-ruginiu, mai ales către capătul rotund și sunt fin presărate cu pete mici brun-roșcate; la unele ouă se observă dungi alb-calcaroase și dungi negre.
Incubația durează 13-14 zile. Clocește numai femela începând cu depunerea ultimului ou. În timpul clocitului ouălor de către femelă, mascul folosește cântecul de curtare pentru a chema femela din cuib să iasă (pentru a se hrăni împreună) și pentru a o conduce înapoi la cuib. Mascul încetează să cânte după a 6-a zi de clocire, când legătura dintre parteneri probabil devine mai slabă, și apoi masculul și femela se hrănesc separat.
Adesea depune două ponte pe an în sudul arealului, dar numai o singură pontă în nordul arealului și Anglia. Depune o pontă de înlocuire dacă prima este distrusă. Unde sunt depuse două ponte pe an, femela poate începe să construiască un al doilea cuib și să inițieze a doua pontă înainte ca puii din prima pontă să poată zbura, aceștia fiind hrăniți în continuare numai de mascul.

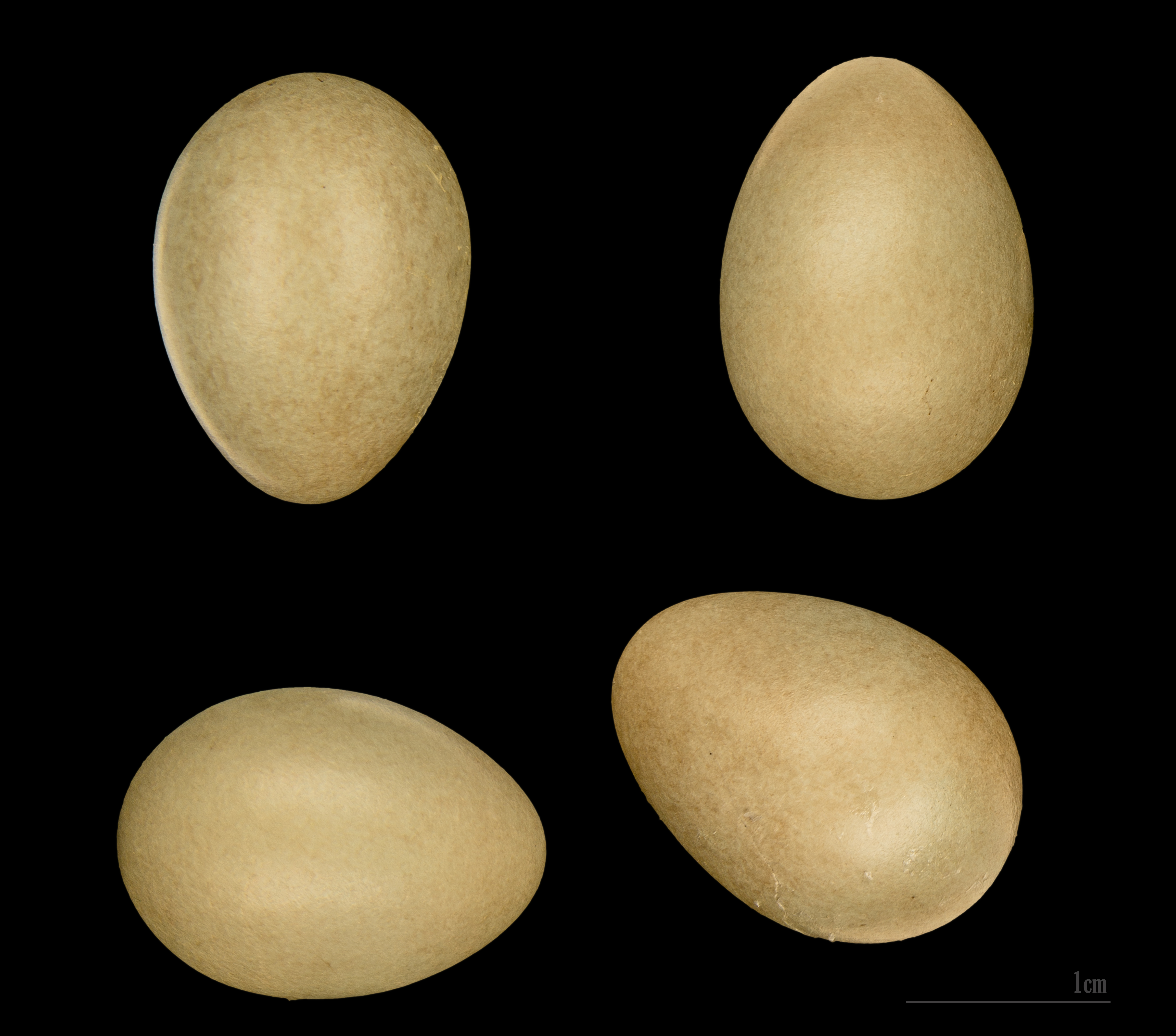
Ouă de privighetoare roșcată

### Puii
Puii sunt nidicoli, acoperiți cu puf abundent pe cap și spate, gri închis; gâtlejul este portocaliu; umflătura marginală a ciocului este albă cu o nuanță galbenă. După eclozare, puii rămân în cuib timp de 10-12 zile, în tot acest timp fiind îngrijiți și hrăniți intens de ambii părinți, iar cântecul masculului încetează în această perioadă. Puii încep să cerșească mâncare imediat după ieșirea lor din ou. Puii sunt acoperiți și încălziți regulat de femelă în primele 4 zile de la eclozare, mai puțin din ziua a 5-a, când deschid complet ochii. După aceea ei sunt acoperiți de femelă câteva zile numai noaptea, dar dacă vremea este rea sunt acoperiți și ziua. În timp ce femela acoperă puii, hrana este procurată în principal de mascul, care adesea lasă femelei hrana adusă ca această să o dea puilor. Din a 13-a zi de clocire și până ce sunt pui mici în cuib, masculul hrănește din când în când femela din cuib. (Horstkotte 1965.) Întrucât masculul aduce obișnuit hrană femelei ca aceasta să hrăneacă puii, intenția primară este posibil să nu fie hrănirea femelei. La câțiva metri de un cuib, un mascul probabil suspect, a adus regulat hrană femelei. Dacă femela este absentă, mascul hrănește direct puii și îi poate acoperi pentru puțin timp. Când puii sunt mai mari și nu mai sunt acoperiți de femelă, ambii părinți îi hrănesc. Părinții se apropie de cuib nu îndată, ci treptat și fară zgomot, zburând de pe o ramură pe alta, și se așază la marginea cuibului scoțind un strigăt de hrănire - un semnal pentru pui, care își întind imediat gâtul și își deschid gura. Masculul când vine cu mâncare adesea începe să cânte. Ambii părinți curăță cuibul. Într-un cuib, când puii erau mici, părinții mâncau găinațul puilor de pe fundul cuibului, dar după 6 zile, ei adunau găinațul de pe marginea cuibului sau în timp ce acesta era eliminat de pui, apoi îl înghițeau sau îl duceau mai departe de cuib.
Puii părăsesc cuibul precoce după 10-12 zile de la eclozare înainte de a putea zbura, ascunzându-se în covorul de iarbă înconjurător până când pot zbura 3-5 zile mai târziu. Puii sunt hrăniți timp de 14-15 zile după ce au părăsit cuibul, sau 15-20 de zile. Odată, femela hrănea încă puiul la 23 de zile după ce acesta putea să zboare. Puii încep să se hrănească singuri la 8-9 zile după ce au părăsit cuibul, dar sunt parțial hrăniți de obicei de părinți alte 6-20 zile. Până ce puii devin independenți, părinții îi pot duce pentru a se hrăni în afara teritoriului ocupat de pereche. Puii devin independenți la 2-3 săptămâni după ce au părăsit cuibul. Puii independenți se dispersează și duc o viață nomadă.

### Succesul reproductiv
Succesul reproductiv este destul de ridicat. În studiile din Anglia, 69% din ponte au produs cel puțin un pui capabil să zboare, 23% au eșuat (nu au produs nici un pui) în timpul incubației, 10% au eșuat în timpul rămânerii puilor în cuib, au fost depuse în medie 4,75 de ouă (n = 138); numărul mediu de pui care au eclozat  a fost de 4,39 (n = 72) și la 8 zile de la eclozare 4,19 (n = 86) (n = numărul de exemplare studiate). În vestul Germaniei, 14,8% din 332 ponte au fost complet pierdute din cauza prădării (7,5%) și a abandonării cuibului de către părinți (7,2%) (Hilprecht 1954). Într-un studiu de patru ani din Italia, au eclozat 79% de ouăle depuse și au părăsit cuibul și au putut să zboare 85% din puii eclozați, iar succesul reproductiv general a fost de 67%.
Principalele cauze ale eșecului reproductiv sunt prădarea ouălor și puilor de către coțofană, veverițe, vulpi, jderi, dihori, nevăstuici și prădătorii domestici (în special de pisici, dar și de câini fără adăpost), și perturbarea antropogenă. Păsările adulte sunt vânate de diferiți prădători. În Europa, un număr mare de privighetori roșcate sunt prinse în timpul migrației de toamnă peste Marea Mediterană de șoimii mediteraneeni (Falco eleonorae). Uneori cuibul acestei specii este parazitat de către cuc. În satul Podgorie (din regiune Vidin, Bulgaria) numai în iunie 1978 au fost găsite 4 cuiburi ale privighetorii roșcate, cu puii de cuc bine dezvoltați. Privighetoarea roșcată este gazda unor paraziți ca cestodele din familia Dilepididae - Monopylidium borealis. În intestinul subțire a fost găsită o capilarie, Thomix tridens, (Capillariidae, Nematoda). Privighetoarea roșcată este parazitată de căpușe, în România mai ales de căpușa comună (Ixodes ricinus). Cauzele mortalității păsărilor inelate în nord-vestul Europei sunt animalele prădătoare domestice - 39%, omul (accidental) - 35%, omul (deliberat) - 17%, altele - 9%.

### Maturitatea sexuală
Majoritatea ating maturitatea sexuală în primul an de viață. Cel puțin unele păsări încep să se reproducă la vârsta de un an.

### Longevitatea
Longevitatea maximă observată este diferită după autori: 7 ani și 11 luni, 8 ani și 4 luni sau 10 ani. Din 238 privighetori roșcate capturate în Bulgaria 61,76% aveau o vârstă mai mică de 6 luni, 18,49% - un an, 10,51% - doi ani, 5,46% - trei ani, 2,52% - patru ani, 0,84% - cinci ani și 0,42% mai mari de cinci ani. Cel mai în vârstă exemplar cunoscut în Bulgaria avea 5 ani și 10 zile. În Spania longevitatea maximă a păsărilor inelate este de 10 ani și 11 luni și în Slovacia 9 ani și 10 luni.

## Deplasările sezoniere
Privighetoarea roșcată este o pasăre migratoare, care iernează în Africa tropicală. Se deplasează spre cartierele de iarnă pe două căi principale, prin vestul și estul regiunii mediteraneene. După H. Siman iernează și într-o zonă din Irak. Migrează noaptea, iar în timpul zilei se adună în unele locuri pentru a se hrăni și a se odihni. Depistarea privighetorii roșcate în Africa este adesea relativ ușoară, deoarece păsările cântă în cartierele de iarnă și uneori în pasaj.

### Migrația de toamnă
Subspecia nominată megarhynchos (care cuibărește în Europa, vestul Turciei și nord-vestul Africii) migrează pe un front larg traversând nordul Africii și iernează între Sahara și pădure tropicală umedă din vestul Africii din Senegal spre est până în vestul Etiopiei și Uganda. Părăsește locurile de cuibărit din Europa de la sfârșitul lui iulie (după năpârlire) până la începutul lui septembrie. Pasajul maxim prin punctele de observație britanice ale păsărilor de pe coastele sudice și vestice ale Angliei are loc de la mijlocul până la sfârșitul lui august. Se deplasează toamna prin Europa pe un front larg în general spre sud-vest, păsările migratoare fiind găsite în toată regiunea mediteraneană, dar mai des în vestul regiunii. Zink (1973) a documentat recuperările păsărilor inelate în Europa (în principal în Europa Centrală până la 15°E). Toate populațiile europene se deplasează predominant spre sud-vest, cu un număr mare de păsări recuperate în sud-vestul Franței în august-septembrie și în sud-vestul Iberiei în august-octombrie. Pasajul prin Spania (în principal prin vestul Spaniei) are loc din august până la începutul lui octombrie, juvenilii migrând mai devreme decât adulții.
Din Turcia pleacă în august-septembrie. Pasajul de vârf prin Bosfor, probabil al populațiilor din Ucraina și estul Europei, are loc de la sfârșitul lui iulie până la începutul lui august.
Spre deosebire de migrația de primăvară este înregistrată în număr mic toamna în nord-vestul Africii și în Libia (de ex., numai o înregistrare în Libia în septembrie până în 1976), precum și în Orientul Mijlociu, cea ce sugerează că pasajul principal este concentrat de-a lungul coastei atlantice sau că Marea Mediterană și Sahara sunt traversate de regulă în zbor unic, continuu, pe distanțe lungi, fără popasuri. Recuperările din 2 septembrie în apropierea coastei nord-vestice a Marocului (a păsărilor inelate în vestul Germaniei și sudul Franței) sunt singurele recuperări din nordul Africii toamna în septembrie, dar au fost întâlnite de la mijlocul lui august până la începutul lui octombrie. Excepție de la modelul general sunt recuperările din Italia și sud-estul Franței a unor păsări care au fost inelate în estul Germaniei și 2 păsări care s-au deplasat spre sud-est, una din Germaniei spre sud-estul Italiei (recuperată în septembrie) și alta din Ungaria spre Grecia (recuperată în februarie). Din relativ puținele recuperări ale păsărilor primăvara, niciuna nu a fost în Iberia și numai 2 în sud-vestul Franței, dar 2 în interiorul Marocului.
Mai la est, trec în pasaj prin Malta de la mijlocul lui august până la mijlocul lui octombrie. În număr foarte mic trec în pasaj prin Cipru și Liban de la sfârșitul lui august sau începutul lui septembrie până la jumătatea lui octombrie. Prin Egipt (unde este de asemenea rară toamna) trec în pasaj de la începutul lui august până la jumătatea lui octombrie.
Părăsesc locurile de cuibărit din Maroc de la începutul lui august, majoritatea migrând spre sud de la sfârșitul lui august până la sfârșitul lui septembrie sau începutul lui octombrie, și numai cei care hoinăresc pleacă până la sfârșitul lui octombrie; trec în pasaj prin Mauritania de la jumătatea lui august (excepțional mai devreme) până la sfârșitul lui octombrie sau începutul lui noiembrie. Pasajul prin Senegal are loc în principal în octombrie-noiembrie, prin nordul Nigeriei din septembrie până la începutul lui noiembrie (cu perioada de vârf la sfârșitul lui octombrie), prin Ciad în principal în octombrie, prin Sudan în septembrie-octombrie.

### Prezența în cartierele de iarnă
Sosește de obicei în cartierele de iarnă de la sfârșitul lui octombrie până la începutul lui decembrie. Primele sosesc la sud de Sahara în august, dar în Senegal sosesc până în octombrie și există dovezi că apoi se deplasează lent mai spre sud toamna. În Nigeria, primele păsări sosesc în nord la începutul lui septembrie, dar pasajul principal prin Kano are loc în a doua jumătate a lui octombrie, iar câteva rămân până iarna; însă în sudul Nigeriei este prezentă abia de la începutul lui noiembrie, în Ibadan păsările iernează de la mijlocul lui noiembrie până la începutul lui aprilie. O pasăre inelată în Tunisia primăvara a fost recuperată în Nigeria la Akure. În Gambia este prezentă (dar rară) abia de la mijlocul lui noiembrie. Există puține observații în Mali, unde probabil se întâlnește numai în pasajul de toamnă. Mai la est, există puține informații despre subspecia megarhynchos, dar este comună în unele toamne în Ouadi Rime (Ciad) de la 19 septembrie până la 27 martie și comună în pasaj și iarna în Sudan, pasajul de toamnă prin Darfur are loc de la 7 septembrie până la  27 octombrie. În nordul Coastei de Fildeș sosește în octombrie și în Liberia de la începutul lunii noiembrie.
Rămân în cartierele de iarnă până la jumătatea lui martie și începutul lui aprilie, ceea ce corespunde cu perioada principală a pasajului de întoarcere spre locurile de cuibărit din nord prin nordul Nigeriei. Există unele indicii a fidelității față de locurile de iernat din sudul Ghanei, unde patru indivizi s-au întors în același loc în iarna următoare, iar o pasăre s-a întors aici două ierni consecutive. Unele sunt prezente în Senegal până la începutul lui mai, iar pasajul de primăvară prin Nigeria este intens la sfârșitul lui martie și începutul lui aprilie.
În iulie 2009 o pasăre echipată cu un geolocator (cântărind circa 1 g, care conținea un ceas și un senzor de lumină) a părăsit locul său de cuibărit din Suffolk, Anglia, pe 25 iulie, deplasându-se inițial spre sudul Franței, apoi spre vest de Pirineii în Spania, și a trecut prin Madrid în ultima săptămână a lui august. La începutul lui septembrie ea a fost lângă Lisabona, unde a rămas până la 19 septembrie, înainte de a trece prin Maroc și Mauritania, apoi a rămas o lună în Senegambia (de la mijlocul lui noiembrie până la jumătatea lui decembrie), apoi s-a deplasat spre cartierele sale de iarnă din sud-vestul Guineei la mijlocul lui decembrie. Geolocatorul s-a defectat la scurt timp după ce pasărea și-a început drumul de întoarcere, dar ea a reușit să se întoarcă în locul ei de cuibărit, și a fost recapturată acolo primăvara la 50 m de locul unde a fost echipată inițial cu geolocatorul.

### Migrația de primăvară
Primele păsări care se întorc în locurile de cuibărit sunt de obicei masculi adulți, care sosesc cu o săptămână sau mai mult înaintea femelelor și masculilor tineri în primul an de viață.
Portenko și Wunderlich (1977) și alții au sugerat un traseu mai estic în migrația de primăvară, dar recuperările păsărilor care au zburat din Tunisia (aprilie) către Ungaria și din Malta (martie) spre Cehoslovacia (mai) arată că deplasările sunt efectuate totuși pe axa sud-vest/nord-est. O pasăre inelată în septembrie în Malta și recuperată în anul următor în aprilie în nordul Italiei, și 2 păsări inelate în Tunisia în aprilie și recuperate în nordul Italiei în iunie și octombrie arată similaritatea rutelor migrațiilor de primăvară și toamnă.  Trei din 1326 păsări inelate în Gabès (Tunisia) au fost recuperate în pasajele de primăvară ulterioare.
Subspecia nominată megarhynchos pleacă din cartierele de iarnă de la mijlocul până la sfârșitul lui martie (excepțional sau în număr foarte mic de la sfârșitul lui februarie) și la începutul lui mai (a fost înregistrată o singură dată la începutul lui iunie în Togo). Se deplasează spre nord pe un front larg traversând Sahara și cea mai mare parte a regiunii mediteraneene în direcție estică spre Egipt, Israel (unde este mai numeroasă primăvara decât toamna) și Liban, dar este destul de numeroasă pe coasta nordică a Africii și în oazele interioare la est până în Libia de la mijlocul până la sfârșitul lui martie.
În nordul Africii trec în pasaj pe un front larg de la sfârșitul lui martie până la jumătatea lui mai, cu perioada de vârf la mijlocul lui aprilie. Pasajul prin Mauritania (unde este mai puțin comună decât toamna) și Tunisia (unde este mai numeroasă decât toamna) are loc de la mijlocul lui martie până la începutul lui mai. Sosește în Europa centrală și Anglia mai ales de la mijlocul până la sfârșitul lui aprilie (excepțional mai devreme), un număr mai mic ajunge în Europa la mijlocul lui mai. Pe coasta de sud a Marii Britanii sosește în masă la sfârșitul lui aprilie, dar sosește mai târziu la sfârșitul lui mai pe coasta de est. Stresemann a arătat că specia sosește în masă primăvara în locurile de cuibărit începând cu 30 martie în Tanger (Maroc), dar mai târziu în nordul arealului, de eg. pe 28-29 aprilie în Lübeck, Germania (paralela 54°N).
Spre deosebire de toamna, există multe înregistrări primăvara de-a lungul coastei nord-africane și în insulele mediteraneene și este comună în interiorul Algeriei și Libiei, trecând în pasaj pe un front larg. Pasajul maxim prin Gabès (Tunisia) are loc în perioada 31 martie - 22 aprilie, dar păsările se întâlnesc în tot nordul Africii în pasaj până la începutul lui mai. În Malta, pasajul de primăvară are loc de la mijlocul lui martie până la mijlocul lui mai, de obicei numărul păsărilor în pasaj fiind de câteva zeci, maximum 60 pe zi. În Cipru, au fost prinse 112 de privighetori roșcate într-o primăvară, comparativ cu 245 privighetori de zăvoi.
Sosirea păsărilor în locurile de cuibărit poate fi întârziată de condițiile meteorologice nefavorabile, ele sosind în valuri între perioadele de vreme rea în timpul unei primăveri reci și ploioase. Încălzirea globală poate accelera data sosirii în locurile de cuibărit. Conform unei modelări recente, această încălzire ar putea determina o creștere a efectivului și a zonei ocupate de privighetoarea roșcată în Marea Britanie.

### Migrația subspeciilor estice
Subspeciile estice, africana (cuibărește din Caucaz și estul Turciei până în Iran) și hafizi (= golzii) (cuibărește mai la est de Marea Aral), iernează în principal în Kenya și Tanzania, dar deplasările și cartierele lor de iarnă sunt neclare datorită dificultăților de distingere a acestor 2 subspecii. După Vauriesubspecia L. m. golzii migrează prin nord-estul Africii, Irak, Iran și Arabia, iar subspecia africana are aceleași rute de migrație și cartiere de iarnă ca și  subspecia hafizi. Rămân în cartierele de iarnă până la sfârșitul lui martie și începutul lui aprilie, subspecia africana iernează în principal în zonele îndepărtate de mare, subspecia golzii mai ales în zonele costiere.
Subspeciile estice africana și golzii pleacă din locurile de cuibărit de la mijlocul lui august până la sfârșitul lui septembrie și traversează Arabia spre cartierele de iarnă din centrul Etiopiei și estul Africii. Trec prin nordul Turciei și Caucaz de la sfârșitul lui iulie și începutul lui august (mai târziu în Armenia - la sfârșitul lui septembrie, excepțional în octombrie). L. m. africana ajunge în estul Transcaucaziei la jumătatea lui aprilie și Georgia la începutul lui mai. L. m. golzii părăsește locurile de cuibărit nu mai înainte de sfârșitul lui august.
Pasajul de toamnă prin Bahrain are loc în septembrie-octombrie, prin Emiratele Arabe Unite de la sfârșitul lui august până la începutul lui octombrie, prin Oman din septembrie până la începutul lui octombrie sau la jumătatea lui noiembrie, prin Israel de la începutul lui august până la jumătatea lui octombrie, mai ales în septembrie. Se întâlnește rar în pasaj în nordul Omanului de la sfârșitul lui august până în octombrie și în mai și este comună în sudul Omanului cu exemplare colectate la sfârșitul lui septembrie și începutul lui octombrie. Probabil ca aceasta este subspecia la care se referă Erard și Etchécopar ca fiind comună la 28-30 aprilie în Iran la Bandar Abbas, și mai rară la 9-13 mai lângă Zahedan. Prin Yemen trec în pasaj până la sfârșitul lui octombrie, fiind mai numeroase decât primăvara. Sunt mai rare decât primăvara în pasajul de toamnă prin nordul Egiptului, Israel și Iordania, care are loc de la începutul lui august până la jumătatea lui octombrie. Pe coasta Mării Roșii a Sudanului, Nikolaus (1983) a prins 22 de privighetori roșcate în perioada 3 - 10 septembrie (subspecia nu a fost menționată), dar multe trec în pasaj prin Arabia în migrația lor spre sau din estul Africii.
Păsările din Uganda aparțin în principal subspeciei nominate megarhynchos, dar și subspecia hafizi se întâlnește în Kampala. În Kenya, specia se întâlnește predominant în est, centru și sud-est; subspecia hafizi predomină pe coastă, iar subspecia africana mai ales în interiorul țării. Sosesc în Etiopia și sudul Somaliei de la sfârșitul lui septembrie până la începutul lui noiembrie. Au existat doar 2 înregistrări în trecut în Somalia și Etiopia, dar mai recent a fost găsită de Ash și Miskell că pe alocuri este comună în timpul iernii la sud de 2°N în sudul Somaliei (subspecia hafizi sau exemplare intermediare). Este prezentă în nordul Somaliei de la mijlocul lui septembrie. Este destul de comună și în sudul Etiopiei în pasaj în octombrie, dar lipsa recuperărilor exemplarelor inelate în noiembrie indică un pasaj continuu, fără popasuri, iar înregistrările speciei în decembrie-februarie demonstrează că iernează aici. O pasăre inelată în Etiopia în ianuarie 1971 a fost recuperată în același loc la 20 și 23 noiembrie 1971. Până în prezent, numai subspecia hafizi a fost găsită în Etiopia, dar aici probabil pot fi întâlnite toate cele 3 subspecii. Primele sosesc în Kenya pe 22 octombrie, dar majoritatea în noiembrie și la începutul lui decembrie (ceea ce sugerează că petrec câteva săptămâni mai la nord în nord-estul Africii), iar unele continuă să se deplaseze mai la sud în decembrie. Cântă în cartierele de iarnă din decembrie până în martie; un mic pasaj are loc în sud-est prin Ngulia, continuând până în decembrie, și 464 de privighetori roșcate au fost inelate în 1969-1984 (comparativ cu 12.595 privighetori de zăvoi),  60% aparținând subspeciei africana, 40% subspeciei hafizi. Există și unele dovezi că trec în pasajul de primăvară prin Kenya, concentrându-se uneori pe coastă la începutul lui aprilie. Ajung în Sudan (unde sunt mult mai numeroase decât primăvara) la începutul lui septembrie și continuă să sosească în octombrie, în special prin Valea Nilului mai spre vest, mai rar în est. Un număr mic sosesc în nordul Ugandei în a doua săptămână a lui noiembrie și sunt prezente aici până la jumătatea lui martie.
Subspeciile estice africana și golzii pleacă din estul Africii aproape în același timp, trecând în pasaj prin Israel, Iordania (mai ales africana) și Statele Golfului Persic de la sfârșitul lui martie (a fost înregistrată la sfârșitul lui februarie în Oman) până la mijlocul lui mai și sosesc în Georgia, Caucaz, nordul Iranului și Kazahstan de la mijlocul lui aprilie până la începutul lui mai. Pasajul de primăvară prin Israel are loc în special de la jumătatea lui martie până la începutul lui mai, prin Emiratele Arabe Unite de la sfârșitul lui martie până în mai, prin Bahrain de la sfârșitul lui martie până la mijlocul lui mai.
O pasăre găsită în Etiopia în decembrie avea o greutate cu 50% mai mare decât greutatea medie, și probabil se pregătea de pasajul prin Africa. Păsările inelate în Etiopia în aprilie au avut un depozit mare de grăsime (cu până la 50% peste greutatea medie) ceea ce indică că cel puțin o parte a populației zboară pe distanțe lungi spre nord fără popasuri spre locurile de cuibărit, și explică raritatea relativă a păsărilor în timpul primăverii în Arabia.

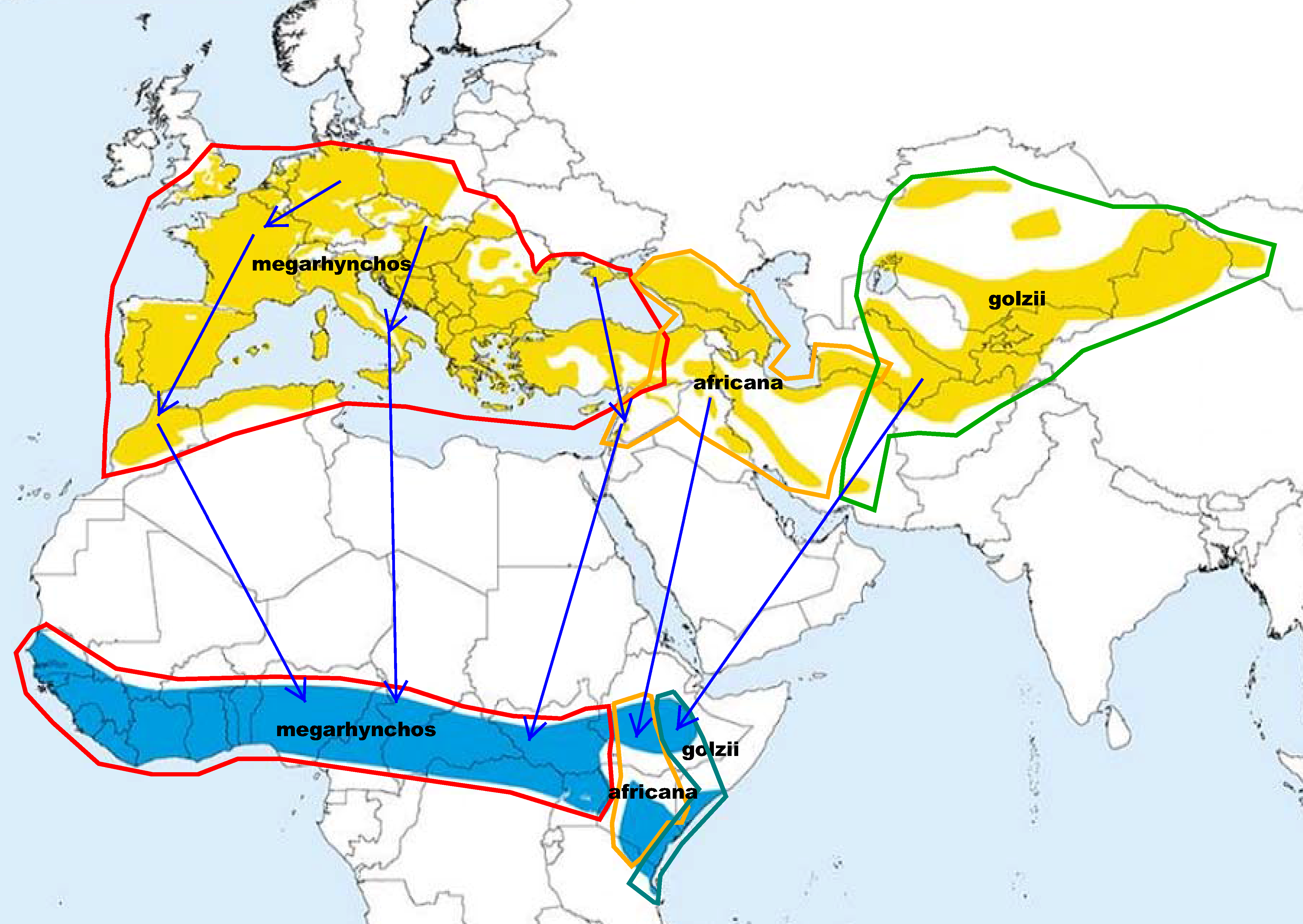
Arealul codroșului de pădure și căile de migrație. Este schițat arealul de reproducere (galben) și cartierele de iarnă (albastru) ale celor 3 subspecii a privighetorii roșcate: megarhynchos, africana și golzii.

### Migrația în România
În România privighetoarea roșcată este o pasăre migratoare, oaspete de vară în sezonul cald din  aprilie până în septembrie. Sosește din sud la sfârșitul primei decade a lunii aprilie, trecerile în masă, spre nord, pe coasta Mării Negre fiind în a treia decadă a lunii aprilie, uneori trecerile lungindu-se până în mai, iar spre sud deplasările sunt mai neobservabile începând de la sfârșitul lunii august până în decada a treia a lunii septembrie. După Dombrowski privighetoarea roșcată sosește de regulă cu o săptămână mai de vreme decât privighetoare de zăvoi; dar pleacă împreună cu aceasta.
Data sosirii și plecării privighetorii roșcate în România după Dombrowski.
| Anul | Primul exemplar | Ultimul exemplar |
| ---- | --------------- | ---------------- |
| 1896 | 10.IV.          | —                |
| 1897 | 12.IV.          | 17.IX.           |
| 1898 | 2.IV.           | —                |
| 1899 | 8.IV.           | 24.IX.           |
| 1900 | 6.IV.           | 18.IX.           |
| 1901 | 12.IV.          | 17.IX.           |
| 1902 | 4.IV.           | 1.X.             |
| 1903 | 10.IV.          | 20.IX.           |
| 1904 | 9.IV.           | —                |
| 1905 | 10.IV.          | 24.IX.           |
| 1906 | 8.IV.           | —                |
| 1907 | 5.IV.           | —                |
| 1908 | 10.IV.          | 20.IX.           |
| 1909 | 14.IV.          | —                |

## Statutul și conservarea
Specia nu este periclitată și amenințată cu dispariția la nivel global (LC după criteriile IUCN).
Este o pasăre comună sau pe alocuri chiar numeroasă, cu toate acestea este secretoasă (ascunsă) și ușor de trecut cu vederea, mai ales dacă nu cântă.
Populația europeană la jumătatea anilor 1990 a fost estimată la 3.184.886–4.617.751 de perechi cuibăritoare, la care se adăugau 50.000–500.000 de perechi cuibăritoare în Turcia, dar numai 10-100 de perechi în Rusia. În Iberia la acel timp s-a estimat că cuibăresc aproximativ 450.000-1.700.000 de perechi, dar mai recent se consideră că în Spania cuibăresc cel puțin 4.775.000 de perechi.
În 2000 populația europeană totală (inclusiv din Rusia Europeană și Turcia) a fost revizuită la 10.700.000-20.300.000 de perechi cuibăritoare, ceea ce echivalează cu 21.500.000-40.500.000 de indivizi maturi. Cele mai mari populații din Europa sunt în Spania (4.775.000-5.940.000 perechi cuibăritoare), Portugalia (1.000.000-5.000.000 perechi cuibăritoare), Italia (1.000.000-1.500.000 perechi cuibăritoare), Turcia (1.000.000-2.000.000 perechi cuibăritoare) și România (800.000-1.600.000 perechi cuibăritoare). Europa reprezintă cca 50% din arealul global, și o estimare preliminară a mărimii populației globale este de 43.000.000-81.000.000 de indivizi maturi, dar este necesară o validare ulterioară a acestei estimări. Recensămintele masculilor cântători în Elveția (în Valea Rinului) au arătat o proporție ridicată de păsări neîmperecheate, și prin urmare numărarea masculilor cântători poate exagera estimările perechilor cuibăritoare.
Populația cuibăritoare din România este estimată la 800.000-1.600.000 de perechi clocitoare, fiind importantă la nivel european. Populația din România este fluctuantă, însă tendința este considerată stabilă. Probabil cuibărește și în Republica Moldova, dar până în 2019 prezența speciei nu a fost confirmată pe teritoriul republicii.
Populația europeană estimată de perechi cuibăritoare.
| Țara (sau teritoriul) | Populația estimată (perechi cuibăritoare) | Anul estimării |
| --------------------- | ----------------------------------------- | -------------- |
| Albania               | 20.000-50.000                             | 2002-2012      |
| Andorra               | 30-75                                     | 1999-2001      |
| Armenia               | 2.000-3.000                               | 2002-2012      |
| Austria               | 8.000-15.000                              | 2001-2012      |
| Azerbaidjan           | 100.000-300.000                           | 2014           |
| Belgia                | 1.800-2.300                               | 2008-2012      |
| Bosnia și Herțegovina | 70.000-120.000                            | 2010-2014      |
| Bulgaria              | 200.000-500.000                           | 2005-2012      |
| Croația               | 100.000-500.000                           | 2014           |
| Cipru                 | 1.000-3.000                               | 2001-2012      |
| Republica Cehă        | 9.280-18.560                              | 2012           |
| Franța                | 500.000-800.000                           | 2008-2012      |
| Georgia               | Prezentă                                  | -              |
| Germania              | 70.000-130.000                            | 2005-2009      |
| Grecia                | 70.000-90.000                             | 2007-2013      |
| Ungaria               | 225.000-281.000                           | 2000-2012      |
| Italia                | 1.000.000-1.500.000                       | 2008           |
| Kosovo                | 30.000-60.000                             | 2009-2014      |
| Liechtenstein         | 10-20                                     | 2009-2014      |
| Luxemburg             | 300-500                                   | 2008-2012      |
| Macedonia             | 30.000-100.000                            | 2001-2012      |
| Muntenegru            | 15.000-25.000                             | 2002-2012      |
| Olanda                | 5.654-6.524                               | 2008-2011      |
| Polonia               | 160.000-210.000                           | 2008-2012      |
| Portugalia            | 1.000.000-5.000.000                       | 2008-2012      |
| România               | 800.000-1.600.000                         | 2010-2013      |
| Rusia                 | 200.000-500.000                           | 2002-2004      |
| Serbia                | 300.000-450.000                           | 2008-2012      |
| Slovacia              | 10.000-20.000                             | 2002           |
| Slovenia              | 17.000-22.000                             | 2002-2011      |
| Spania                | 4.775.000-5.940.000                       | 2004-2006      |
| Elveția               | 2.000-2.500                               | 2008-2012      |
| Turcia                | 1.000.000-2.000.000                       | 2013           |
| Ucraina               | 14.700-15.300                             | 2000           |
| Marea Britanie        | 2.400-3.900                               | 2009           |
| Uniunea Europeană     | 8.860.000-16.100.000                      | -              |
| Europa                | 10.700.000-20.300.000                     | -              |

În Europa este o pasăre comună sau pe alocuri chiar numeroasă. Densitățile în locurile de reproducere în estul Franței (Alsacia) sunt de 0,5 perechi/ha în habitate probabil optime (păduri mici, marginile pădurilor, rânduri izolate de copaci, de obicei lângă apă), dar au fost găsite 0,71 perechi/ha în regiunile mlăștinoase cu arbuști din Elveția. În nord-estul arealului european numărul privighetoarelor roșcate a crescut și arealul lor s-a extins începând cu 1930 (probabil datorită măririi pădurilor tinere de foioase după încetarea pășunatului și scăderii nivelelor lacurilor, probabil și ca urmare a schimbărilor climatice), revenind la nivelurile care existau în 1900.
Dezvoltarea agriculturii moderne și creșterea tendinței de curățare de tufișuri a grădinilor și a pădurilor au contribuit la un declin numeric a populației cuibăritoare începând cu anii 1950 sau chiar mai înainte în întreaga Europă, nordul și centrul Ucrainei și Caucaz. În Europa, trendul populațional general din anii 1980-2013 a avut un declin moderat. În ciuda unor declinuri în Franța și Turcia, care au avut loc în perioada 1990-2000, populațiile locale importante (precum cele din Italia și Croația) au rămas stabile sau au înregistrat chiar ușoare creșteri, astfel încât în prezent specia este considerată a avea efective stabile. În perioada 2000-2012, populația europeană a fost estimată în creștere.
Populația din Anglia s-a aflat în declin și s-a micșorat cel puțin din 1910. Cauzele declinului sunt puțin cunoscute și pot fi legate de schimbările climatice atât în  locurile de cuibărit, cât și cartierele de iarnă, dar și datorită reducerii habitatului de cuibărit adecvat, de ex. a crângurilor, înlăturarea tufărișurilor și a subarboretului și pășunatul în creștere al cervidelor, în special al muntiacului chinezesc (Muntiacus reevesi) și căprioarei (Capreolus capreolus). Populațiile de căprioară, muntiac chinezesc și cerb lopătar (Dama dama) au crescut semnificativ în ultimele decenii în regiunile de câmpie din Marea Britanie. Creșterea populațiilor de cervide probabil au redus densitatea vegetației subarbustive din pădurile din Marea Britanie în care cuibărea privighetoarea roșcată. Cercetările recente au arătat că privighetoarea roșcată este una dintre cele mai vulnerabile specii la efectele modificării habitatului indus de pășunatul cervidelor. Există și dovezi care arată că succesul reproductiv a fost scăzut în Anglia din 1984 până la sfârșitul secolului trecut și că puține păsări se reîntorc în locurile de cuibărit din Anglia pentru a susține populația existentă sau pentru a coloniza noi zone. Atlasul Păsărilor din 2007-2011 a arătat că există un declin de aproximativ 90% în Anglia în ultimii 40 de ani și de 52% în perioada 1995-2010. În cel mai recent studiu dedicat populației engleze din 1999 au fost găsiți 4.565 de masculi cântători, iar populația totală a fost estimată la 6.700 de masculi cântători, dar în recensămintele din Europa Centrală s-au găsit o proporție mare de masculi neîmperecheați, ceea ce poate duce la estimări eronate ale perechilor cuibăritoare. În prezent privighetoarea roșcată este listată în Marea Britanie ca o specie periclitată.
În Spania, există o îngrijorare cu privire la pierderea constantă a habitatului de cuibărit de-a lungul pâraielor și a râurilor. În alte părți este o pasăre cuibăritoare comună în Maroc, dar rară în Tunisia și rară primăvară în Libia. Este comună în unele locuri din Afganistan și comună sau local numeroasă în cea mai mare parte a arealului asiatic, dar rară în nord-vestul Chinei. Este neobișnuită primăvară și foarte rară toamna în Liban, sud-vestul și estul Arabiei Saudite; a fost întâlnită la mijlocul verii și a stat peste iarna în Emiratele Arabe Unite. În Oman este o pasăre migratoare comună în timpul pasajului din aprilie până la mijlocul lui mai și de la începutul lui septembrie până la sfârșitul lui noiembrie (cu excepția Dhofarului, unde se pare că este mai numeroasă toamna); mai rară în timpul iernii. Iarna este neobișnuită sau în unele locuri comună în Senegal, Gambia, Guineea, nordul Nigeriei și Uganda. În timpul pasajului este în general rară sau neobișnuită în Insulele Canare (rară, dar apare regulat, mai ales în insulele estice și primăvara), Ciad și Kuweit, unde ambele subspecii, nominată și golzii, au fost înregistrate.
Apare accidental în timpul vagabondajului (subspecia de obicei necunoscută) în Islanda, Irlanda, Norvegia, Suedia, Finlanda, Madeira, Insulele Capului Verde (subspecia megarhynchos, alta necunoscută, pe mare la 52 km nord-vest de insule), Niger, Benin, Djibouti, Eritreea și Socotra. Subspecia golzii a fost întâlnită de doua ori (până în 2005) în Anglia (Insulele Scilly în octombrie 1987 și Yorkshire în octombrie 1991).

### Amenințări potențiale
Privighetoarea roșcată este mai puțin sensibilă la perturbările antropogene și densitățile populațiilor sunt adesea foarte mari în localități. Rămânerea îndelungată a oamenilor și animalelor în apropierea cuiburilor privighetorii roșcate, în special la începutul sezonului de reproducere determină abandonarea cuiburilor. Urbanizarea intensivă a landșafturilor duce la dispariția privighetorii roșcate în multe locuri, în special în unele zone de lângă orașe sau în zone vaste cultivate cu monoculturi.
Cuibărirea privighetorii roșcate depinde foarte mult de prezența tufelor mari și dese, subarboretului și a crângurilor și de abundența nevertebratelor la nivelul solului. Prin urmare ea este amenințată oriunde unde aceste elemente ale habitatului sunt în regresie, în special în peisajele în care intensificarea activităților agricole sau a schimbării folosinței terenurilor, modificarea, fragmentarea și pierderea habitatului au dus la diminuarea boschetelor, tufișurilor, gardurilor vii și lizierelor pădurilor. Regresia zonelor umede care au adesea liziere arbustive în care se află un număr mare de insecte îi este de asemenea defavorabilă.
Un alt factor important negativ care provoacă moartea în masă a privighetorii roșcate și a altor păsărele este utilizarea pesticidelor în agricultură și silvicultură. În timpul sezonului de cuibărit din 1967 a fost folosit într-un ocol silvic din Veliko Târnovo insecticidul „Fekama Nebelmitel” (o emulsie de DDT) împotriva omizilor din pădure.  După tratamentul pădurii cu acest insecticid, numărul priveghetorilor roșcate a scăzut mai mult de două ori de la 472 la 208 pe o suprafață de 100 ha; un an mai târziu numărul lor era numai de 326 în zona tratată. Folosirea insecticidului „Vofatoks” (un derivat fosforic organic) în 1968 în pădurea de lângă satul Gostilița (Bulgaria) a dus la pieirea tuturor privighetorilor roșcate din pădure.
Adulții stau ascunși în tufele dese și cad rareori pradă uliilor și altor păsări de pradă zburătoare. Însă în fiecare an, o parte din ouăle și puii privighetorii roșcate sunt distruse de prădători precum pisici și câini fără adăpost, vulpi, jderi, dihori, nevăstuici, șobolani și șoareci, uneori de șerpi, chiar și de arici.
Incendiile de pădure provoacă daune uriașe florei, faunei și populației privighetorii roșcate, din nefericire aceste incendii sunt din ce în ce mai frecvente. Privighetoarea roșcată este omorâtă de mașini pe toate drumurile. Aceasta se întâmplă de obicei la începutul perioadei de reproducere când are loc formarea perechilor și de asemenea în timpul hoinăririi postnupțiale, înainte de migrație. În acea perioadă, în special dimineața devreme, păsările tinere zboară de-a lungul drumurilor, iar unele dintre ele sunt ucise de autovehiculele care deplasează cu viteză mare. Privighetorile mor și în capcanele sau în gropile cilindrice pentru mamifere mici săpate în pământ în habitatele lor. Capturările ilegale de păsări sălbatice pentru vânzarea sau păstrarea lor acasă au o impact negativ asupra populației privighetorii roșcate.
Schimbările climatice atât în locurile de cuibărit, cât și cartierele de iarnă și pășunatul în creștere al cervidelor au un impact negativ asupra privighetorii roșcate.

### Măsuri de conservare necesare
Trebuie menținut sau refăcut stratul arbustiv și subarbustiv peste tot în câmpie, în crânguri, în pădurile exploatate și în general în peisajul rural, precum și în orașe în parcuri și grădini. Păstrarea insulițelor existente de arbuști și grupuri de copaci unde cuibărește privighetoarea roșcată sau crearea altor noi este benefică pentru specie.
Este necesară potrivirea lucrărilor silvice cu biologia speciei, pentru a evita perturbarea ei în perioadele critice (reproducere), păstrarea unui mozaic de habitate cu prezența pâlcurilor de copaci și a arbuștilor în zonele deschise agricole, menținerea și accentuarea coridoarelor între zonele de pajiști spontane incluzând și arbori, linii de arbori și grupuri de arbori neproductivi dispersate, conservarea zonelor împădurite cu scopul de a restabili habitatele aflate în stare degradată. Trebuie de evitat împăduririle zonelor de tufăriș.
Sunt necesare măsuri pentru reducerea folosirii insecticidelor și erbicidelor în agricultură și silvicultură; în caz de necesitate și în lipsa alternativelor, folosirea substanțelor cu toxicitate și persistență minimă ar trebui să fie justificată și aplicată pe terenurile de reproducere a speciei numai în afara perioadei de reproducere. Incendiile ilegale în tufărișuri vor fi prevenite sau penalizate.
Promovarea studiilor referitoare la diverse aspecte ale biologiei speciei, inclusiv ale parametrilor demografici, inventarierea zonelor de reproducere actuale și potențiale și identificarea zonelor importante pentru conservarea speciei.
Sunt necesare studii privind datele de întoarcere din migrație și a reproducerii speciei, în raport cu schimbările climatice actuale. Ar trebui luate în considerare studierea caracteristicilor fizico-botanice și climatice ale zonelor limitrofe ale arealului său actual. În sfârșit, trebuie clarificat impactul gestionării vegetației în peisajele rurale și pădurile de câmpie.

## Legături externe

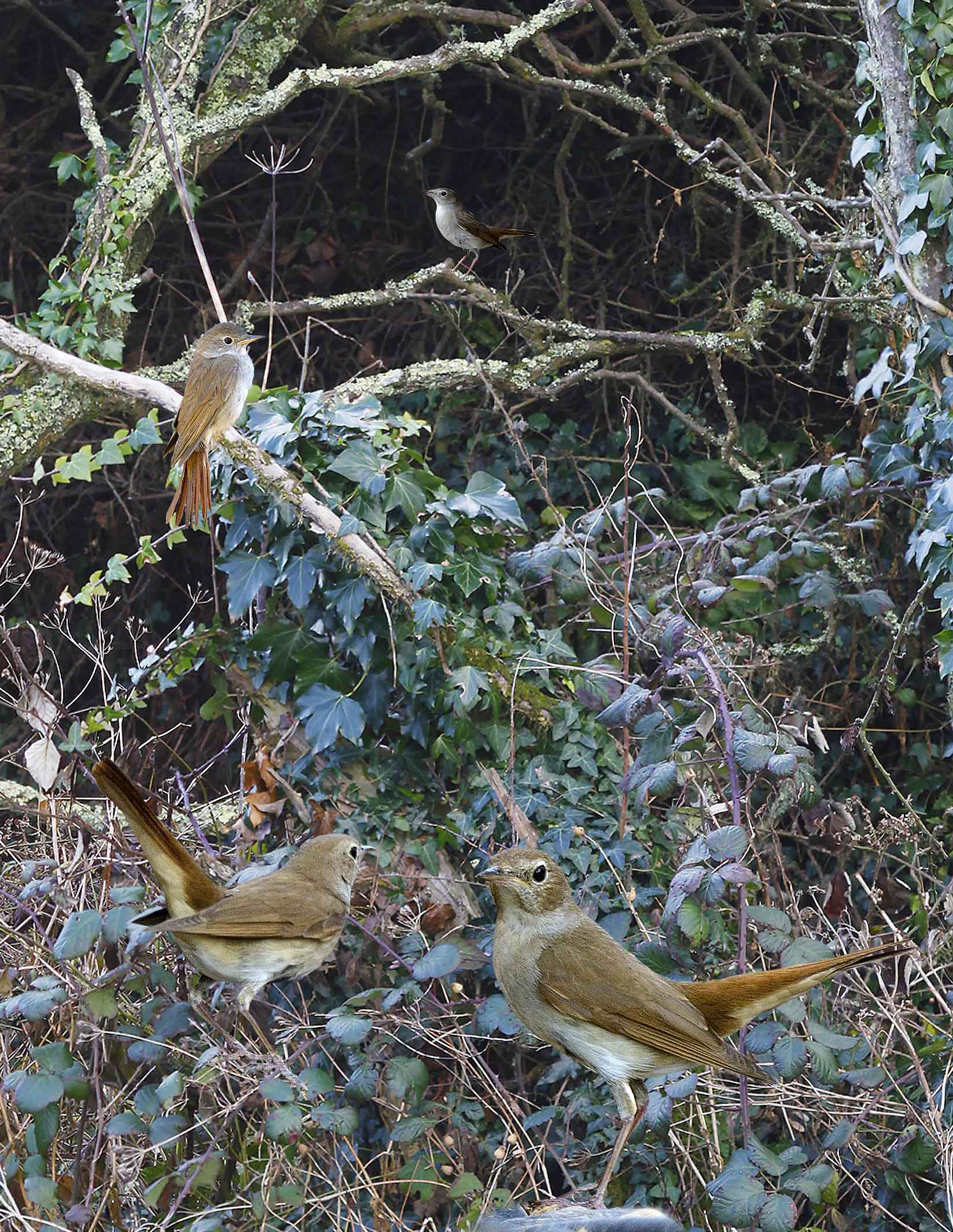
Privighetoarea roșcată (Luscinia megarhynchos) după Crossley ID Guide Britain and Ireland
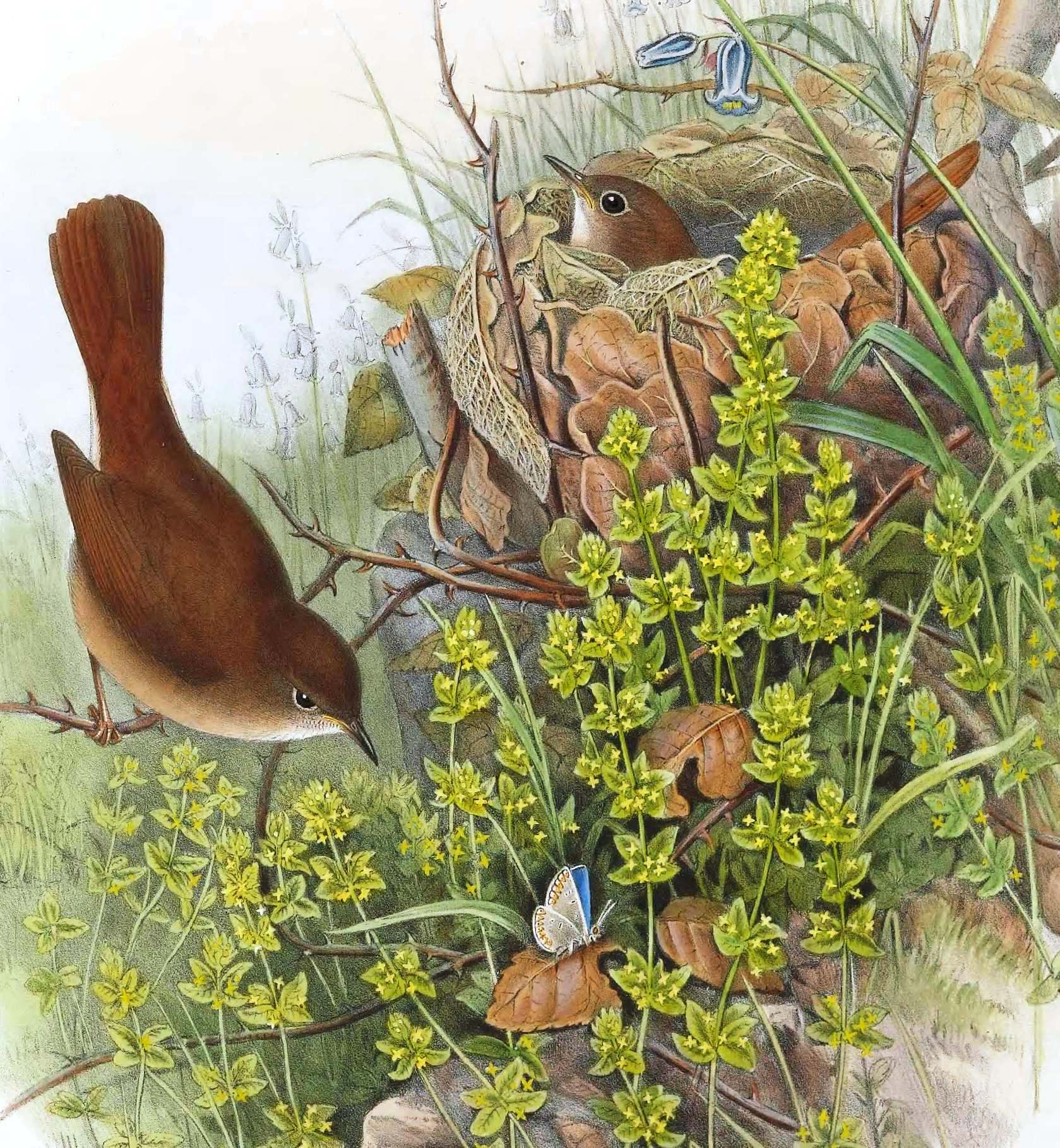
Privighetoarea roșcată (Luscinia megarhynchos) după John Gould (1873). Masculul și femela (în cuib)
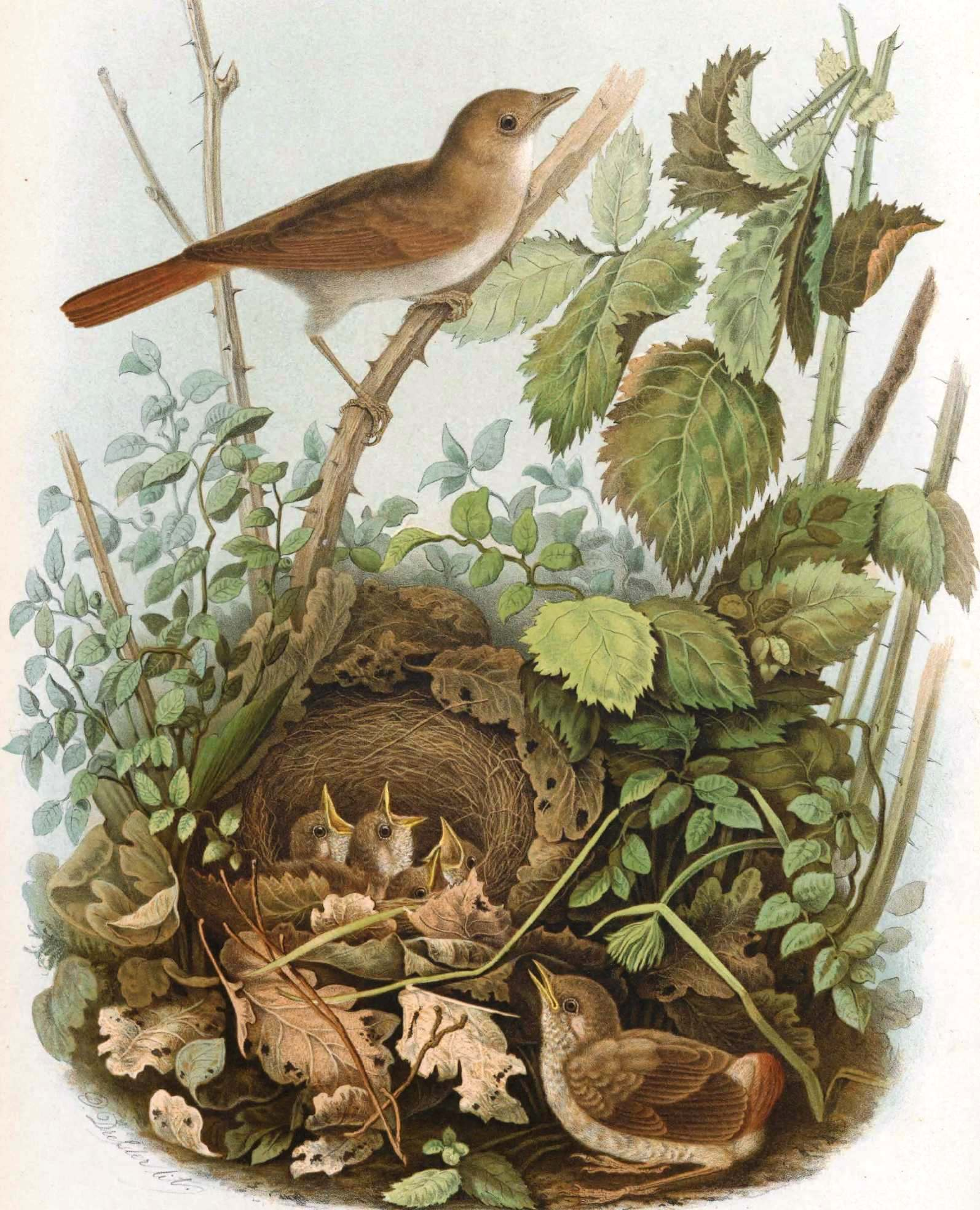
Privighetoarea roșcată după Eugenio Bettoni
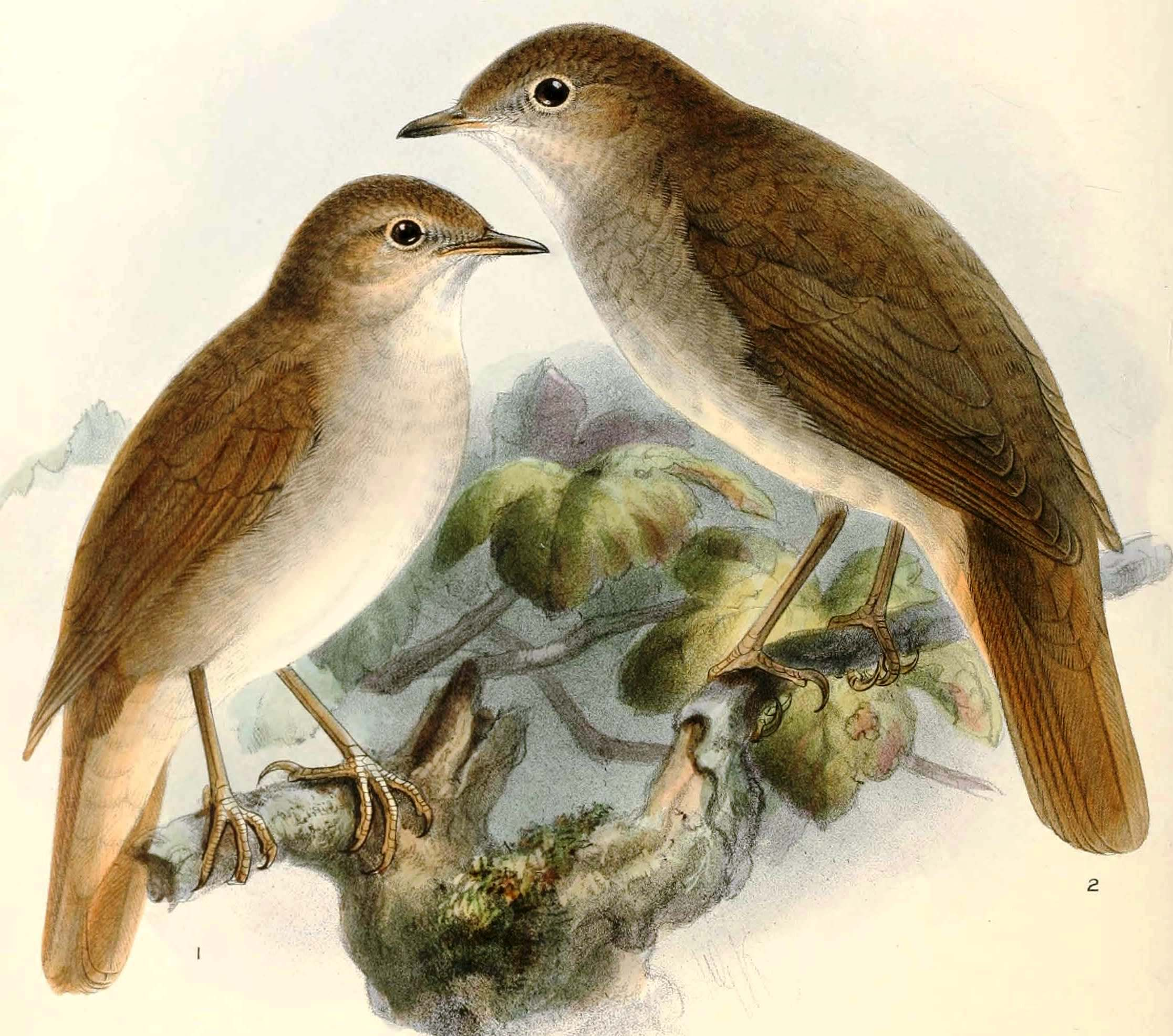
1. (în stânga) Privighetoarea roșcată (Luscinia megarhynchos); 2. (în dreapta) Privighetoare de zăvoi (Luscinia luscinia). După Dresser (1871-1881).
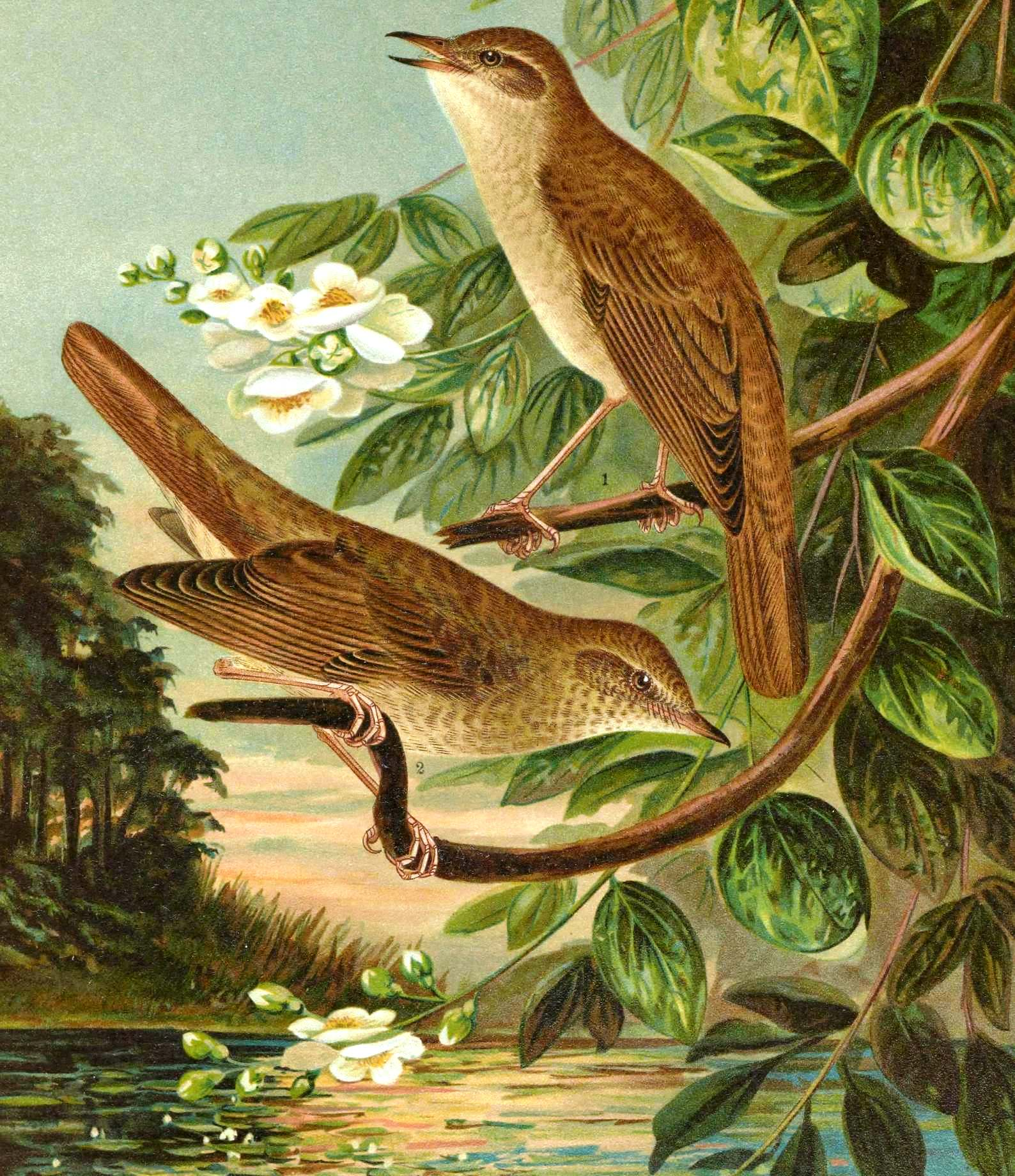
1. (sus) Privighetoarea roșcată (Luscinia megarhynchos); 2. (jos) Privighetoare de zăvoi (Luscinia luscinia). După Naumann (1905).
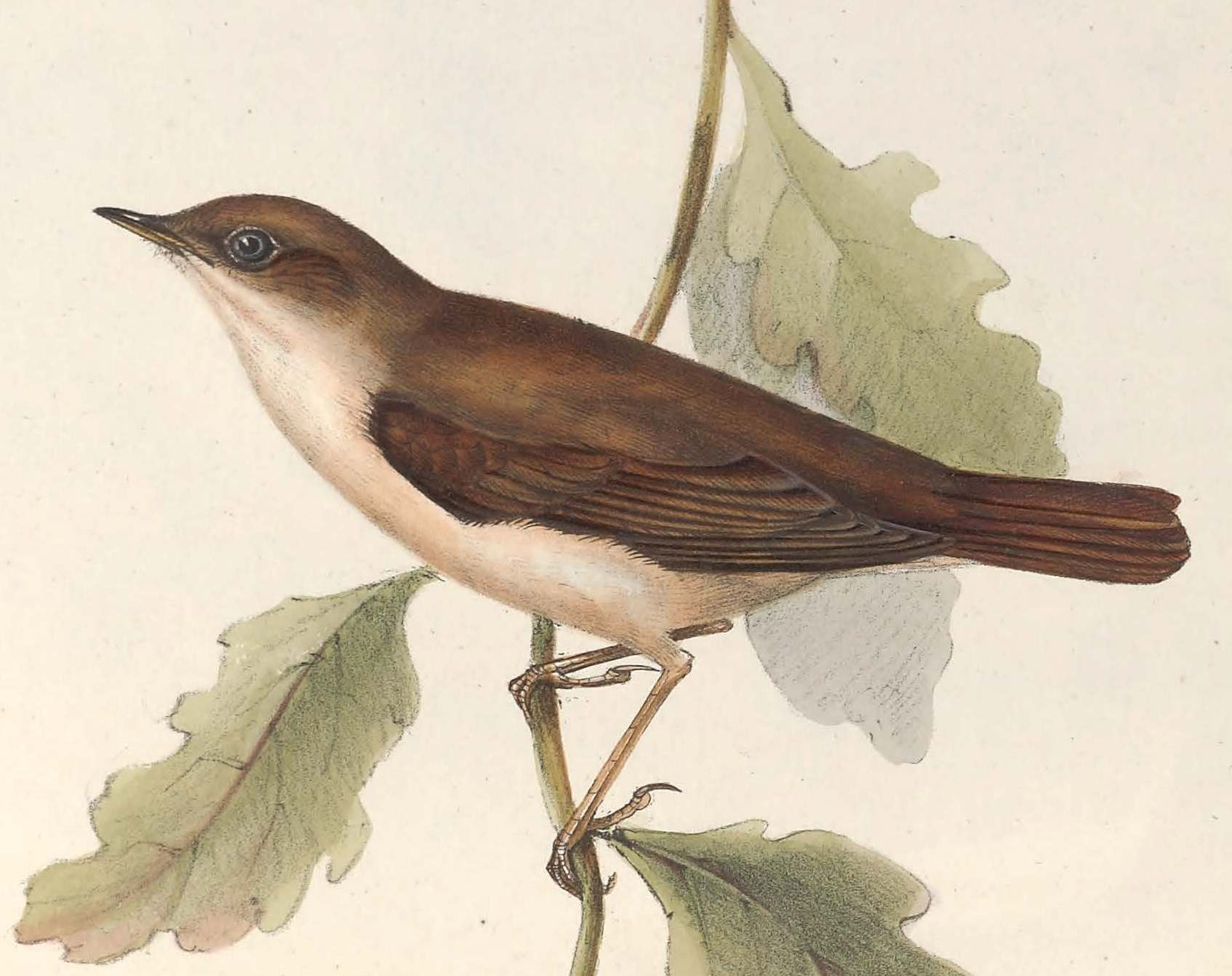
Privighetoarea roșcată (Luscinia megarhynchos) după John Gould (1837)
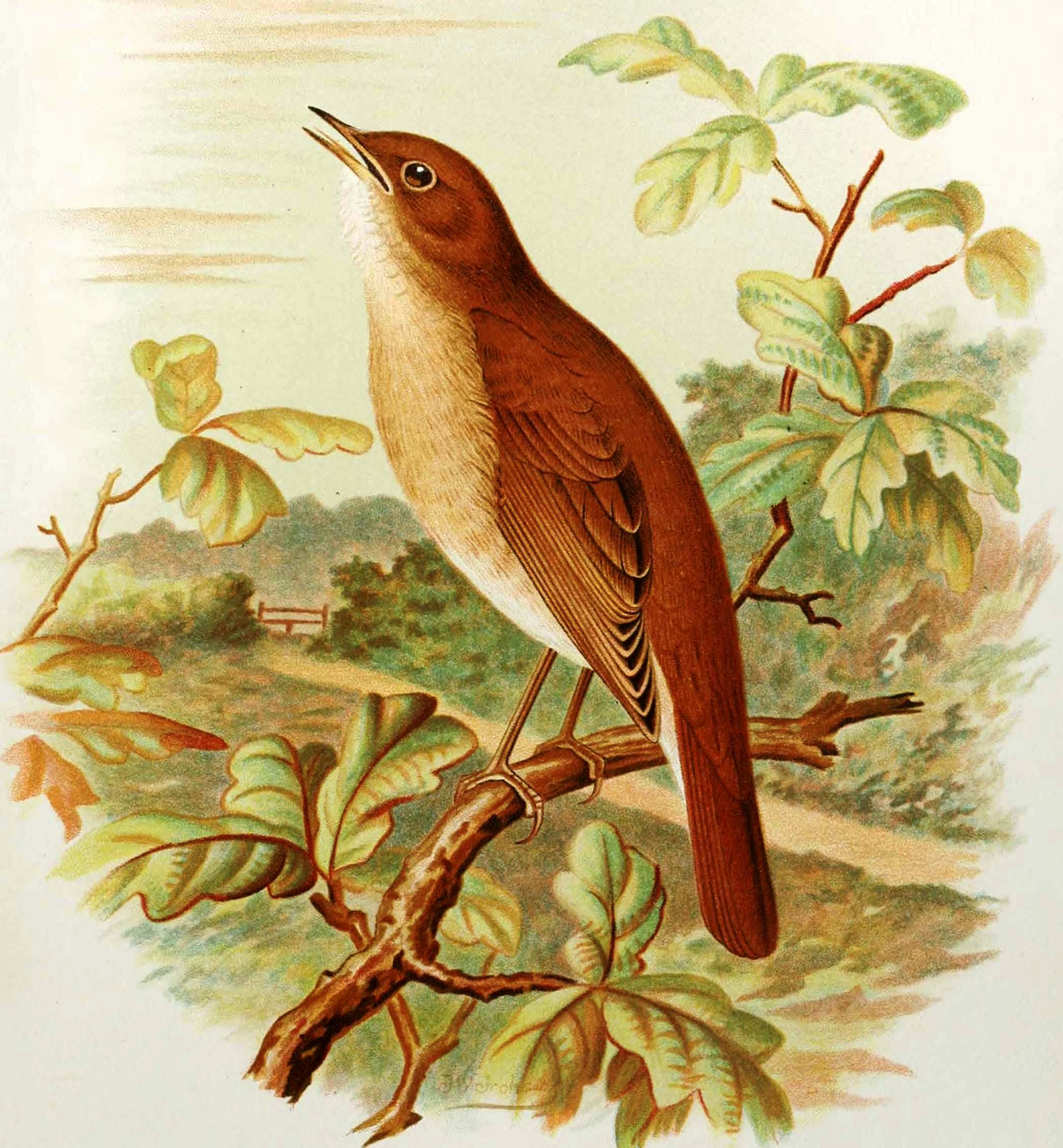
Privighetoarea roșcată după Arthur G. Butler
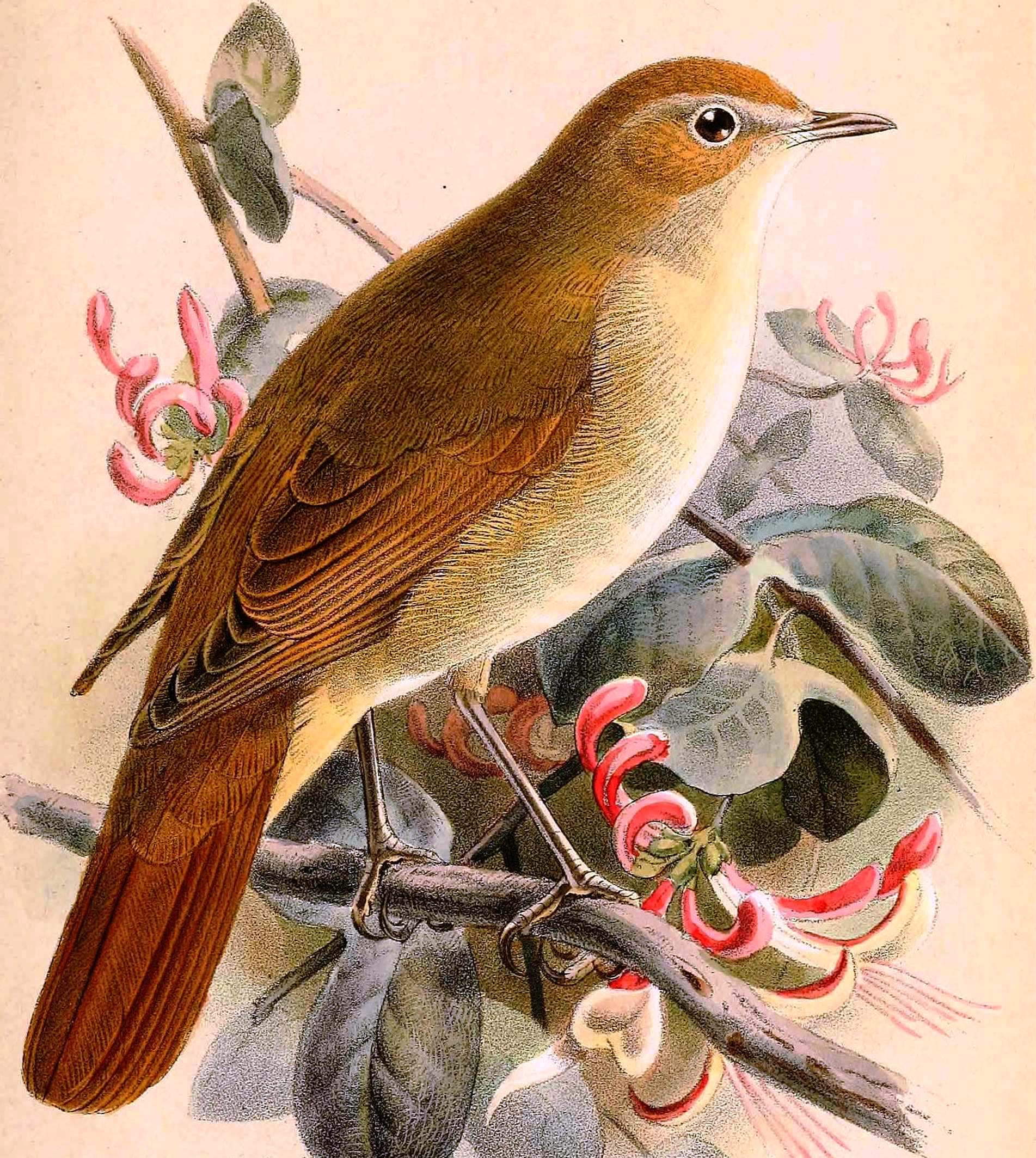
Privighetoarea roșcată după Lord Lilford
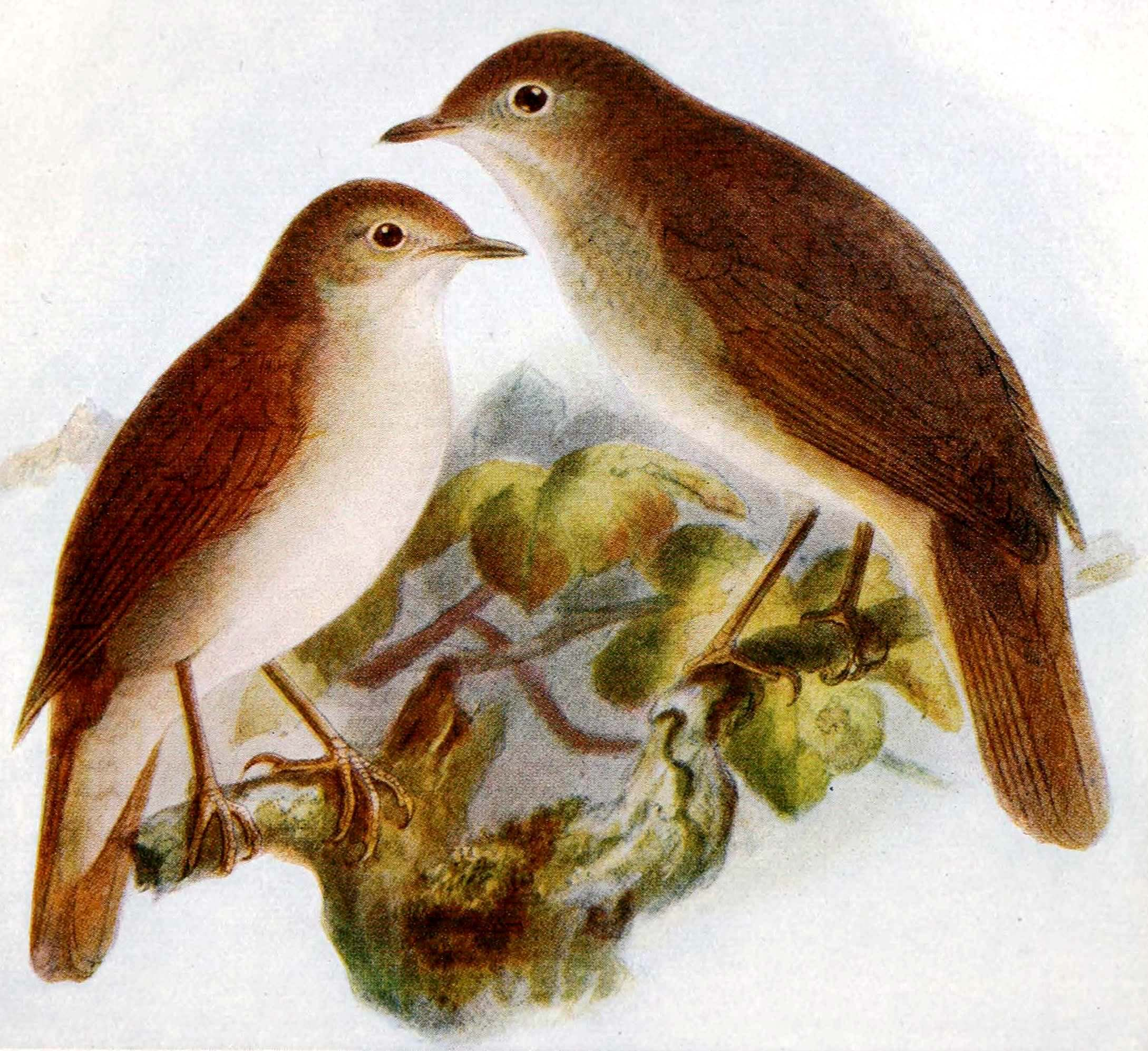
Privighetoarea roșcată după Lewis Bonhote